# متحف مقاطعة لوس أنجلوس للفنون
متحف مقاطعة لوس أنجلوس للفنون (بالإنجليزية: LACMA)‏ هو متحف فني يقع في شارع ويلشاير في منطقة معجزة مايل المجاورة لوس أنجلوس. يقع متحف مقاطعة لوس أنجلوس للفنون في صف المتحف، بجوار حفر قطران لابريا (متحف جورج جيم الصفحة).
تأسست متحف مقاطعة لوس أنجلوس للفنون في عام 1961، وهي منفصلة عن متحف لوس أنجلوس للتاريخ والعلوم والفنون. بعد أربع سنوات، انتقل إلى مجمع ويلشاير بوليفارد الذي صممه ويليام بيريرا. نمت ثروات المتحف ومجموعاته في الثمانينيات، وأضيف العديد من المباني ابتداءً من ذلك العقد واستمرت في العقود اللاحقة. في عام 2020، تم هدم أربعة مبانٍ في الحرم الجامعي لإفساح المجال لمنشأة أعيد بناؤها من تصميم بيتر زومثور. أثار تصميمه معارضة قوية من المجتمع وانتقده النقاد المعماريون وأمناء المتاحف، الذين اعترضوا على مساحة المعرض المحدودة، والتصميم السيئ، والتكاليف الباهظة.
متحف مقاطعة لوس أنجلوس للفنون هو أكبر متحف فني في غرب الولايات المتحدة. يجذب ما يقرب من مليون زائر سنويًا، بما في ذلك الغرباء وأنجيلينو. إنها مشهورة للغاية ومعروفة على نطاق واسع في جميع أنحاء البلاد. تحتوي على أكثر من 150.000 عمل تغطي تاريخ الفن من العصور القديمة وحتى الوقت الحاضر. بالإضافة إلى المعارض الفنية، يعرض المتحف سلسلة أفلام وحفلات موسيقية.

## تاريخ

### السنوات المبكرة

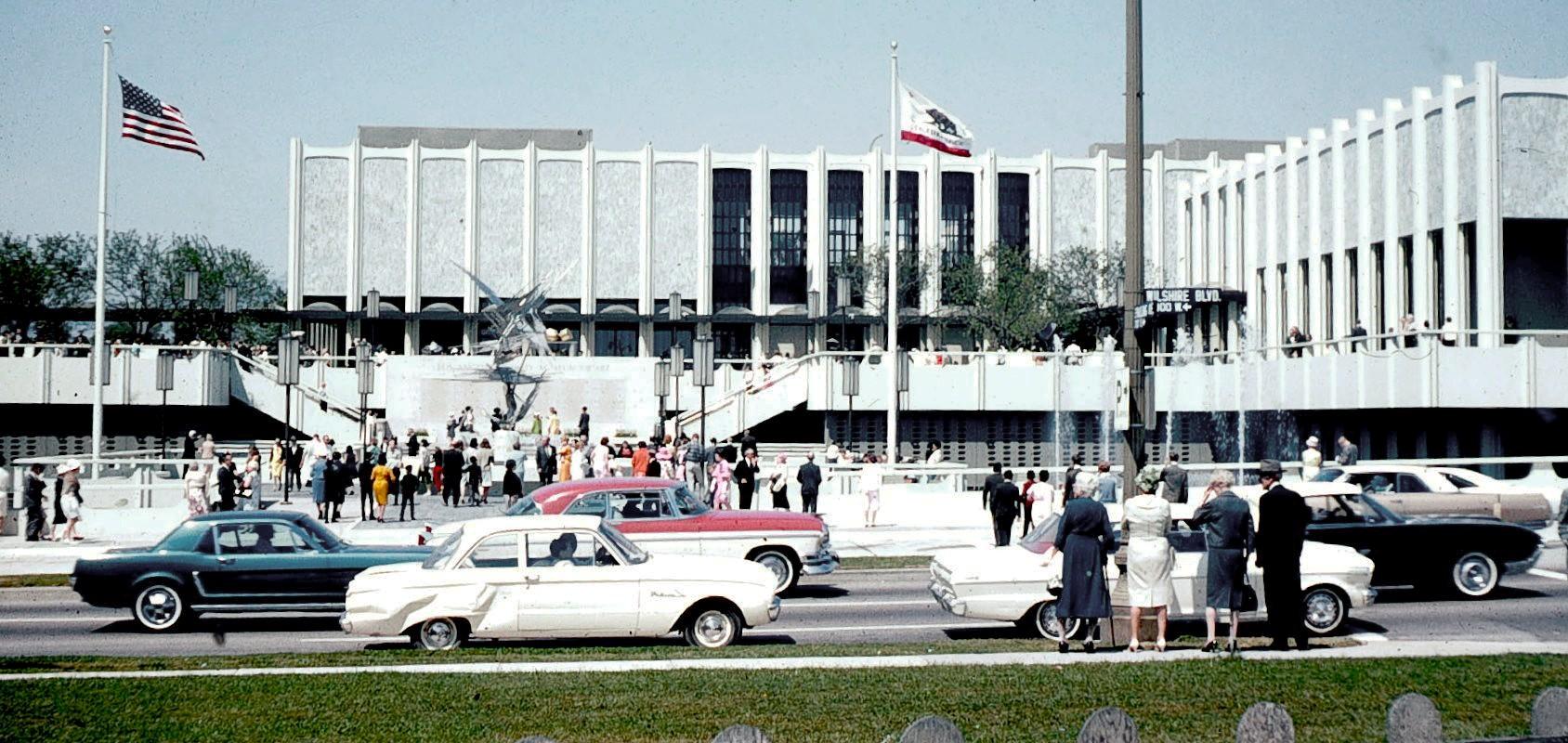
شارع ويلشاير ومتحف الفن عام 1965.

تم إنشاء متحف مقاطعة لوس أنجلوس للفنون كمتحف في عام 1961. قبل ذلك، كانت متحف مقاطعة لوس أنجلوس للفنون جزءًا من متحف لوس أنجلوس للتاريخ والعلوم والفنون، الذي تأسس عام 1910 في حديقة المعرض بالقرب من جامعة جنوب كاليفورنيا. كان هوارد ف.أهمانسون، الأب، آنا بينج أرنولد وبارت ليتون أول الرعاة الرئيسيين للمتحف. قدم أحمنسون التبرع الرئيسي بمبلغ 2 مليون دولار، مما أقنع مجلس إدارة المتحف بأنه يمكن جمع أموال كافية لإنشاء المتحف الجديد. في عام 1965، انتقل المتحف إلى مجمع ويلشاير بوليفارد الجديد كمؤسسة مستقلة تركز على الفن، وهو أكبر متحف جديد يتم بناؤه في الولايات المتحدة بعد المعرض الوطني للفنون.

### مباني وليام بيريرا
يتكون المتحف، الذي تم بناؤه بأسلوب مشابه لمركز لينكولن ومركز لوس أنجلوس للموسيقى، من ثلاثة مبانٍ: مبنى أحمنسون ومركز بينج ومعرض ليتون (أعيدت تسميته بمبنى أرماند همر في عام 1968). اختار مجلس الإدارة المهندس المعماري في لوس أنجلوس وليام بيريرا بناءً على توصية المديرين من لودفيغ ميس فان دير روه للمباني. وفقًا لقصة لوس أنجلوس تايمز عام 1965، بلغت التكلفة الإجمالية للمباني الثلاثة 11.5 مليون دولار. بدأ البناء في عام 1963، وتم تنفيذه من قبل شركة من إ. ويب. اكتمل البناء في أوائل عام 1965. في ذلك الوقت، كان مركز لوس أنجلوس للموسيقى ومتحف مقاطعة لوس أنجلوس للفنون من المشاريع المدنية الكبيرة المتزامنة التي تنافست على الاهتمام والمانحين في لوس أنجلوس. عندما افتتح المتحف، كانت المباني محاطة ببرك عاكسة، لكنها كانت مملوءة ومغطاة عندما بدأ القطران من حفر القطران بريا المجاورة بالتسرب.

### الثمانينيات
تدفقت الأموال في متحف مقاطعة لوس أنجلوس للفنون خلال سنوات الازدهار في الثمانينيات، ويقال إن 209 ملايين دولار من التبرعات الخاصة خلال فترة المخرج إيرل باول. لإيواء مجموعاته المتزايدة من الفن الحديث والمعاصر ولتوفير مساحة أكبر للمعارض، استأجر المتحف شركة الهندسة المعمارية هاردي هولزمان فايفر أسوشيتس لتصميم 35.3 مليون دولار،  115000 قدم مربع مبنى روبرت أو. فن القرن العشرين، الذي افتتح في عام 1986 (أعيدت تسميته مبنى فن الأمريكتين في عام 2007). في التوسع بعيد المدى، دخل رواد المتحف من الآن فصاعدًا عبر المحكمة المركزية الجديدة المسقوفة جزئيًا، والتي تبلغ مساحتها فدانًا تقريبًا تحدها مباني المتحف الأربعة.
افتتح جناح المتحف للفن الياباني، الذي صممه المهندس المعماري المستقل بروس جوف، في عام 1988، وكذلك فعلت حديقة بي.جيرالد كانتور للنحت في رودان البرونزية.
في عام 1999، اكتمل مشروع تحسين هانكوك بارك، وتم افتتاح الحديقة المجاورة لـ متحف مقاطعة لوس أنجلوس للفنون (التي صممها مهندس المناظر الطبيعية لوري أولين) باحتفال عام مجاني. استبدلت عملية التجديد التي تبلغ تكلفتها 10 ملايين دولار الأشجار الميتة والأرض العارية بمرافق النزهة والممرات ومواقع المشاهدة لحفر قطران لابريا ومدرج جرانيت أحمر يتسع لـ 150 مقعدًا صممه الفنان جاكي فيرارا.
أيضا في عام 1994، متحف مقاطعة لوس أنجلوس للفنون شراؤها المجاور السابق شركة ماي بناء متجر، مثالا رائعا من مودرن تبسيط الهندسة المعمارية التي صممها ألبرت C. مارتن الأب متحف مقاطعة لوس أنجلوس للفنون الغربية زيادة حجم المتحف بنسبة 30 في المئة عندما فتح المبنى في عام 1998.
في عام 2004 وافق مجلس أمناء متحف مقاطعة لوس أنجلوس للفنون بالإجماع على خطة لتحويل متحف مقاطعة لوس أنجلوس للفنون من قبل المهندس المعماري ريم كولهاس، الذي اقترح هدم جميع المباني الحالية وإنشاء هيكل فردي جديد بالكامل على شكل خيمة،  تقدر تكلفته بـ 200 مليون دولار إلى 300 مليون دولار. تفوق كولهاس على المهندس المعماري الفرنسي جان نوفيل، الذي كان سيضيف مبنى رئيسيًا أثناء تجديد المرافق القديمة. وكانت قائمة المرشحين قد تقلصت من قبل إلى خمسة في مايو 2001: كولهاس ونوفيل وستيفن هول ودانييل ليبسكيند وتوم ماين.
ومع ذلك، سرعان ما توقف المشروع بعد فشل المتحف في تأمين التمويل. في عام 2004 وافق مجلس أمناء متحف مقاطعة لوس أنجلوس للفنون بالإجماع على خطط لتحويل المتحف، بقيادة المهندس المعماري رينزو بيانو. يتكون التحول المخطط من ثلاث مراحل.
بدأت المرحلة الأولى في عام 2004 واكتملت في فبراير 2008. تطلبت التجديدات هدم مبنى وقوف السيارات في شارع أوجدن ومعه فن الجرافيتي بتكليف من متحف مقاطعة لوس أنجلوس للفنون لفناني الشوارع مارغريت كيلغالن وباري ماكجي. يعد جناح الدخول نقطة أساسية في خطة المهندس المعماري رينزو بيانو لتوحيد مخطط متحف مقاطعة لوس أنجلوس للفنون المترامي الأطراف والمربك في كثير من الأحيان للمباني. يتكون مدخل الكبير ومتحف الفن المعاصر العريض المجاور (BCAM) من 191 مليون دولار (في الأصل 150 مليون دولار) المرحلة الأولى من حملة التوسيع والتجديد المكونة من ثلاثة أجزاء. تم تسمية متحف الفن المعاصر العريض المجاور على اسم Eli و Edy برود، اللذين قدما 60 مليون دولار لحملة متحف مقاطعة لوس أنجلوس للفنون؛ يعمل إيلي برود أيضًا في مجلس إدارة متحف مقاطعة لوس أنجلوس للفنون. افتتحت متحف الفن المعاصر العريض المجاور في 16 فبراير 2008، مضيفة 58,000 قدم مربع (5,400 م2) من مساحة العرض للمتحف. في عام 2010، تم افتتاح جناح معرض ليندا وستيوارت ريسنيك للجمهور، مما يوفر أكبر مساحة متحف مبنية لهذا الغرض ومضاءة بشكل طبيعي ومفتوحة في العالم.
كانت المرحلة الثانية تهدف إلى تحويل مبنى مايو إلى مكاتب وصالات عرض جديدة، صممها SPF المهندسين المعماريين. كما هو مقترح، كان من الممكن أن يكون به مساحة معرض مرنة، ومساحة تعليمية، ومكاتب إدارية، ومطعم جديد، ومحل لبيع الهدايا، ومكتبة، بالإضافة إلى مراكز دراسية لأقسام المتحف من الأزياء والمنسوجات، والتصوير الفوتوغرافي والمطبوعات والرسومات، وحديقة منحوتة على السطح مع عملين لجيمس توريل. ومع ذلك، توقف بناء هذه المرحلة في نوفمبر 2010. لم تكتمل المرحلة الثانية والثالثة.

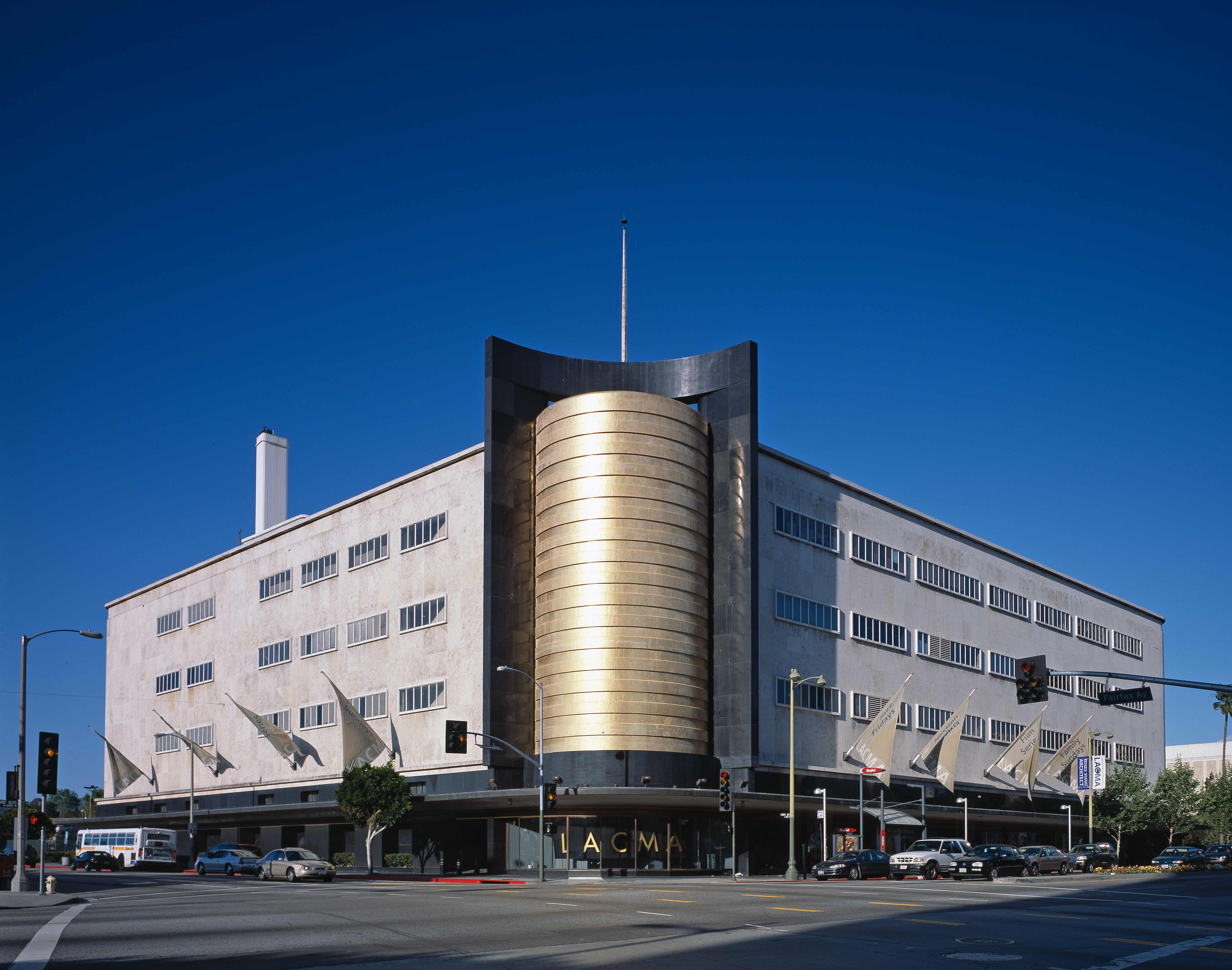
متحف مقاطعة لوس أنجلوس للفنون West، مبنى شركة May السابق على زاوية شارع Wilshire Boulevard و Fairfax Avenue، المنزل المستقبلي لمتحف Academy Museum of Motion Pictures

في أكتوبر 2011، أبرمت متحف مقاطعة لوس أنجلوس للفنون اتفاقية مع أكاديمية فنون وعلوم الصور المتحركة والتي بموجبها ستنشئ الأكاديمية متحفها الأكاديمي للصور المتحركة في مبنى مايو. تم تصميم إعادة التصميم والإضافات أيضًا بواسطة رينزو بيانو. لا يزال بناء المبنى الذي تم تجديده جاريًا ومن المقرر افتتاح متحف الأكاديمية بحلول عام 2021. تم تأجيل الافتتاح الكبير بسبب كوفيد 19.

### أبراج واتس
في عام 2010، اشتركت متحف مقاطعة لوس أنجلوس للفنون مع إدارة الشؤون الثقافية بمدينة لوس أنجلوس في محاولة لضمان الحفاظ على أبراج واتس، وتقديم موظفيها وخبراتهم ومساعدتهم في جمع التبرعات. اعتبارًا من عام 2018، تعمل متحف مقاطعة لوس أنجلوس للفنون مع مقاطعة لوس أنجلوس لتطوير موقع في إيرفين «ماجيك» جونسون بارك، بالقرب من أبراج واتس.

### موقع جنوب لوس انجليس الأراضي الرطبة بارك
في عام 2018، قامت متحف مقاطعة لوس أنجلوس للفنون بتأمين عقد إيجار لمدة 35 عامًا على مساحة 80.000 قدم مربع، مملوكة للمدينة سابقًا لصيانة وتخزين ساحة مترو من عام 1911 في منطقة جنوب لوس انجليس الأراضي الرطبة بارك. في عام 2020، تم الإبلاغ عن انتهاك متحف مقاطعة لوس أنجلوس للفنون لشروط عقد الإيجار بدون إيجار لمدة 35 عامًا للموقع.

### اقتراح زومثور
ظلت التفاصيل الخاصة بالمرحلة الثالثة، والتي كانت في البداية تتضمن تجديد المباني القديمة، غير معلنة لفترة طويلة. في نوفمبر 2009، تم الإعلان عن خطط أن مدير متحف مقاطعة لوس أنجلوس للفنون مايكل جوفان كان يعمل مع المهندس المعماري السويسري والحائز على جائزة بريتزكر بيتر زومثور على خطط لإعادة بناء القسم الشرقي من الحرم الجامعي، ومباني بيريرا بين مبنيي رينزو بيانو الجديدين وحفر القطران. تعاونت شركة الهندسة المعمارية سكيدموري، أوينغس وميريل مع زومثور في تصميم المبنى. بتكلفة تقديرية تبلغ 650 مليون دولار،  دعا اقتراح زومثور الأول إلى بناء أفقي على طول شارع ويلشاير. كان يمكن لفه بالزجاج من جميع الجوانب ورفعت صالاته الرئيسية طابقًا واحدًا في الهواء. كان يمكن تغطية السقف العريض بألواح شمسية. في تنازل لاحق للمخاوف التي أثارها جارها، متحف الصفحة، قامت متحف مقاطعة لوس أنجلوس للفنون بتعديل زومثور شكل المبنى المقترح لتمتد عبر ويلشاير بوليفارد وبعيدًا عن حفر قطران لابريا.
في يونيو 2014، وافق مجلس المشرفين في مقاطعة لوس أنجلوس على 5 ملايين دولار لـ متحف مقاطعة لوس أنجلوس للفنون لمواصلة خططها المقترحة لهدم الهياكل في الطرف الشرقي من الحرم الجامعي لمبنى متحف واحد. في وقت لاحق من ذلك العام، وافقوا من حيث المفهوم على خطة من شأنها توفير التمويل العام و 125 مليون دولار للمشروع البالغ 600 مليون دولار.
في 8 أبريل 2019، تمت الموافقة على المبنى المصمم من قبل زومثور من قبل مجلس المشرفين في مقاطعة لوس أنجلوس. تم تقليص المبنى المعتمد النهائي المصمم من 387,500 قدم مربع (36,000 م2) إلى 347,500 قدم مربع (32,280 م2)، مع تقلص مساحة المعرض من 121,000 قدم مربع (11,200 م2) إلى 110,000 قدم مربع (10,000 م2). أسقط الاقتراح الجديد أيضًا الشكل الجمالي الأسود، مما قلصه إلى مبنى خرساني من مستوى واحد فوق الأرض ومحاط بالزجاج ولون الرمال، لتوفير التكاليف. لا يزال التصميم يستدعي وجود ذراع فوق شارع ويلشاير.
بخلاف الأنظمة الميكانيكية والحمامات الضرورية، سيتم تخصيص الطابق الثاني للمبنى بالكامل لمساحة المعرض. مرتبة في أربع مجموعات عريضة حول المبنى، تم تصميم كل واحد من المعارض الستة والعشرين الأساسية على شكل مربع أو مستطيل بمقاييس مختلفة. وستكون الخدمات الأخرى، من بينها قسم التعليم بالمتحف والمتجر وثلاثة مطاعم، في الطابق الأرضي، وكذلك مسرح يتسع لـ 300 مقعد في قسم المبنى على الجانب الجنوبي من شارع ويلشاير.
قدرت التكلفة الإجمالية بمبلغ 650 مليون دولار، مع توفير مقاطعة لوس أنجلوس 125 مليون دولار من الأموال والباقي تم جمعه من خلال جمع التبرعات. وفقًا للتقارير، جمعت متحف مقاطعة لوس أنجلوس للفنون إجمالي 560 مليون دولار منذ ديسمبر 2018. تعرض المبنى النهائي الذي أعيد تصميمه لانتقادات من قبل بعض المهندسين المعماريين المحليين، بما في ذلك المهندس التحريري في لوس أنجلوس تايمز كريستوفر نايت، واصفًا الخطط بأنها «نصف مخبوزة». تمتلك لوس أنجلوس حقوقًا جوية فوق ويلشاير، لذلك يجب على مجلس المدينة الموافقة على المشروع، نظرًا لأن جزءًا من الهيكل يمر فوق الشارع.
بدأ هدم مباني بيريرا في أبريل 2020. تم الانتهاء من الهدم في أكتوبر من نفس العام. في غضون ذلك، تم تأجيل افتتاح مبنى زومثور إلى عام 2024.

## المعارض
في عام 1971، افتتح معرض «الفن والتكنولوجيا» للمنسق موريس توكمان في متحف مقاطعة لوس أنجلوس للفنون بعد ظهوره لأول مرة في المعرض العالمي 1970 في أوساكا، اليابان. نظم المتحف معرضه الأول لفنانين سود معاصرين في وقت لاحق من ذلك العام، شارك فيه تشارلز ويلبرت وايت، وتيموثي واشنطن، وديفيد هامونز، الذي لم يكن معروفًا في ذلك الوقت. كان أفضل عرض في المتحف حضورا على الإطلاق هو «كنوز توت عنخ آمون»، الذي جذب 1.2 مليون خلال أربعة أشهر في عام 1978. اجتذب «توت عنخ آمون والعصر الذهبي للفراعنة» لعام 2005 937613 خلال 137 يومًا. يعد عرض روائع فنسنت فان جوخ من متحف أمستردام الذي يحمل اسم الفنان ثالث أكثر العروض نجاحًا، والمعرض الرابع للأعمال الانطباعية الفرنسية لعام 1984. في عام 1994، افتتح معرض «بيكاسو والنساء الباكيات: سنوات ماري تيريز والتر ودورا مار» لاستقبال التعليقات الحماسية والحشود الكبيرة، حيث اجتذب أكثر من 153000 زائر.
منذ وصول المخرج الحالي مايكل جوفان، كان حوالي 80 ٪ من أكثر من 100 معرض مؤقت مميز للفن الحديث أو المعاصر بينما تتميز المعارض الدائمة بأعمال تعود إلى العصور القديمة، بما في ذلك الفن ما قبل الكولومبي والآشوري والمصري من خلال الفن المعاصر.
كما حظيت المعارض الحديثة، التي تركز على الثقافة الشعبية والترفيه، بترحيب جيد، سواء من قبل النقاد أو الرعاة. أثارت المعارض المخصصة لأعمال المخرجين السينمائيين تيم بيرتون وستانلي كوبريك ردود فعل إيجابية خصوصًا.

## المجموعات
تم تقسيم أكثر من 120.000 عنصر في متحف مقاطعة لوس أنجلوس للفنون بين أقسامها العديدة حسب المنطقة والوسائط والفترة الزمنية وتنتشر بين مباني المتاحف المختلفة.

### الفن الحديث والمعاصر
يتم عرض مجموعة الفن الحديث في مبنى أحمنسون، الذي تم تجديده في عام 2008 ليكون له مدخل جديد يتميز بدرج كبير، تم تصميمه كمكان للتجمع مشابه لـ خطوات الإ في روما. يملأ الأذين عند قاعدة الدرج تمثال توني سميث الضخم دخان (1967). تضم صالات العرض على مستوى الساحة أيضًا الفن الأفريقي ومعرضًا يسلط الضوء على مركز روبرت جور ريفكيند للدراسات التعبيرية الألمانية.
تعرض المجموعة الحديثة على مستوى الساحة الأعمال من عام 1900 إلى السبعينيات، والتي يسكنها كثيرًا مجموعة جانيس وهنري لازاروف. في ديسمبر 2007، أعطت جانيس وهنري لازاروف متحف مقاطعة لوس أنجلوس للفنون 130 أعمالًا معظمها حداثية تقدر قيمتها بأكثر من 100 مليون دولار. وتضم المجموعة 20 أعمال بيكاسو، لوحة مائية ولوحات بول كلي وفاسيلي كاندينسكي وعدد كبير من التماثيل التي كتبها ألبرتو جياكوميتي، كونستانتين برانكوزي، هنري مور، ويليم دي كوننغ، جوان ميرو، لواز نيفيلسون، أرشيبينكو، وآرب.

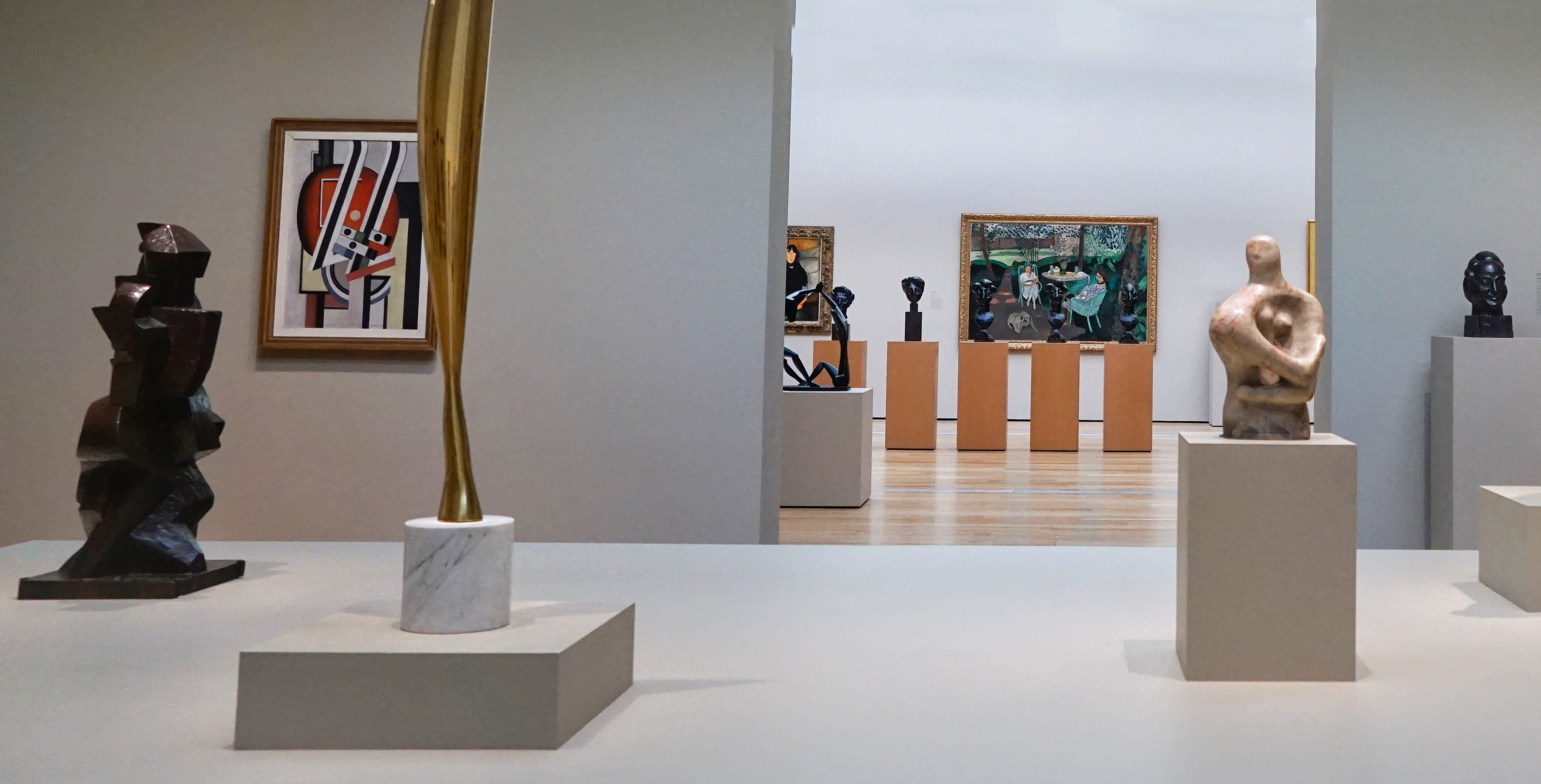
صالات عرض للفن الحديث

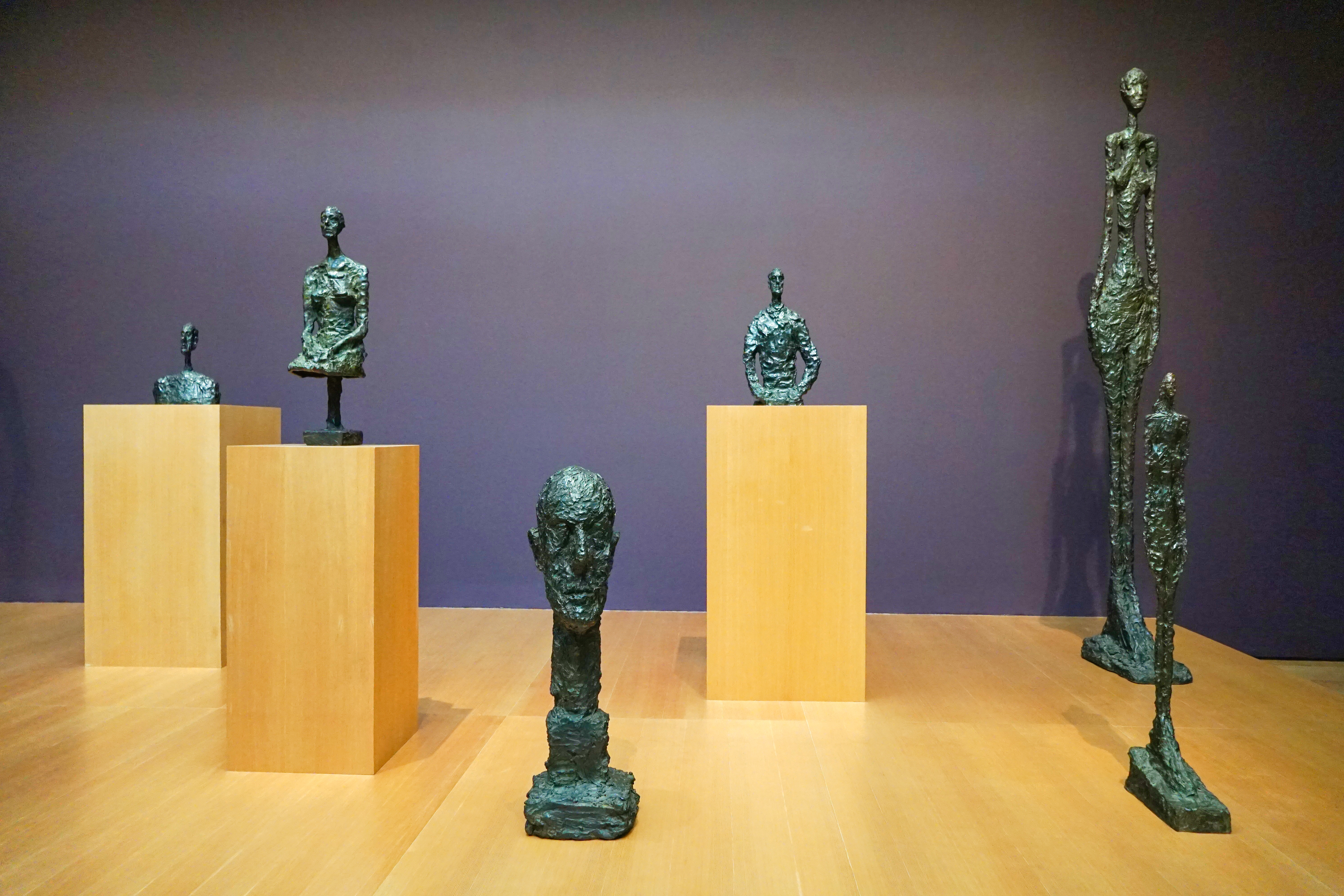
معرض لأعمال ألبرتو جياكوميتي

تُعرض مجموعة الفن المعاصر 60,000 قدم مربع (5,600 م2) متحف الفن المعاصر الواسع (متحف الفن المعاصر العريض المجاور)، افتتح في 16 فبراير 2008. تضمن المعرض الافتتاحي لـ متحف الفن المعاصر العريض المجاور 176 عملاً لـ 28 فنانًا من الفن الحديث في فترة ما بعد الحرب من أواخر الخمسينيات حتى الوقت الحاضر. جميع الأعمال المعروضة في البداية ما عدا 30 جاءت من مجموعة ايلي اثي برود (تنطق «تطريز»). كان الوصي منذ فترة طويلة روبرت هالف قد تبرع بالفعل بـ 53 عملاً من الفن المعاصر في عام 1994. تضمنت مكونات هذه الهدية جوان ميرو وجاسبر جونز وسام فرانسيس وفرانك ستيلا ولاري بيتمان وكريس بوردن وريتشارد سيرا وجون تشامبرلين وماثيو بارني وجيف كونز. كما زودت متحف مقاطعة لوس أنجلوس للفنون برسوماتها الأولى لكلايس أولدنبورغ وسي تومبلي.
المقعد الخلفي دودج '38 (1964)، من قبل إدوارد كينهولز، هو تمثال يصور زوجين يمارسان نشاطًا جنسيًا في المقعد الخلفي لهيكل سيارة دودج تم اقتطاعه عام 1938. فازت القطعة كينهولز بشهرة فورية في عام 1966 عندما حاول مجلس المشرفين في مقاطعة لوس أنجلوس حظر التمثال باعتباره إباحيًا وهدد بوقف التمويل عن متحف مقاطعة لوس أنجلوس للفنون إذا تضمن العمل في معرض كينهولز بأثر رجعي. تم التوصل إلى حل وسط سيبقى بموجبه باب سيارة النحت مغلقًا وحارسًا، ليتم فتحه فقط بناءً على طلب راعي المتحف الذي تجاوز 18 عامًا، وفقط في حالة عدم وجود أطفال في المعرض. أدت الضجة إلى اصطفاف أكثر من 200 شخص لمشاهدة العمل يوم افتتاح العرض. منذ ذلك الحين، جذبت المقعد الخلفي دودج '38 الحشود.

### الفن الأمريكي وأمريكا اللاتينية
يحتوي مبنى فن الأمريكتين على مجموعات أمريكية وأمريكية لاتينية وما قبل كولومبوس معروضة في الطابق الثاني ومساحة عرض مؤقتة في الطابق الأول. يُعرف مبنى فن الأمريكتين سابقًا باسم مبنى اندرسون، ويضم صالات عرض للفنون من أمريكا الشمالية والوسطى والجنوبية.

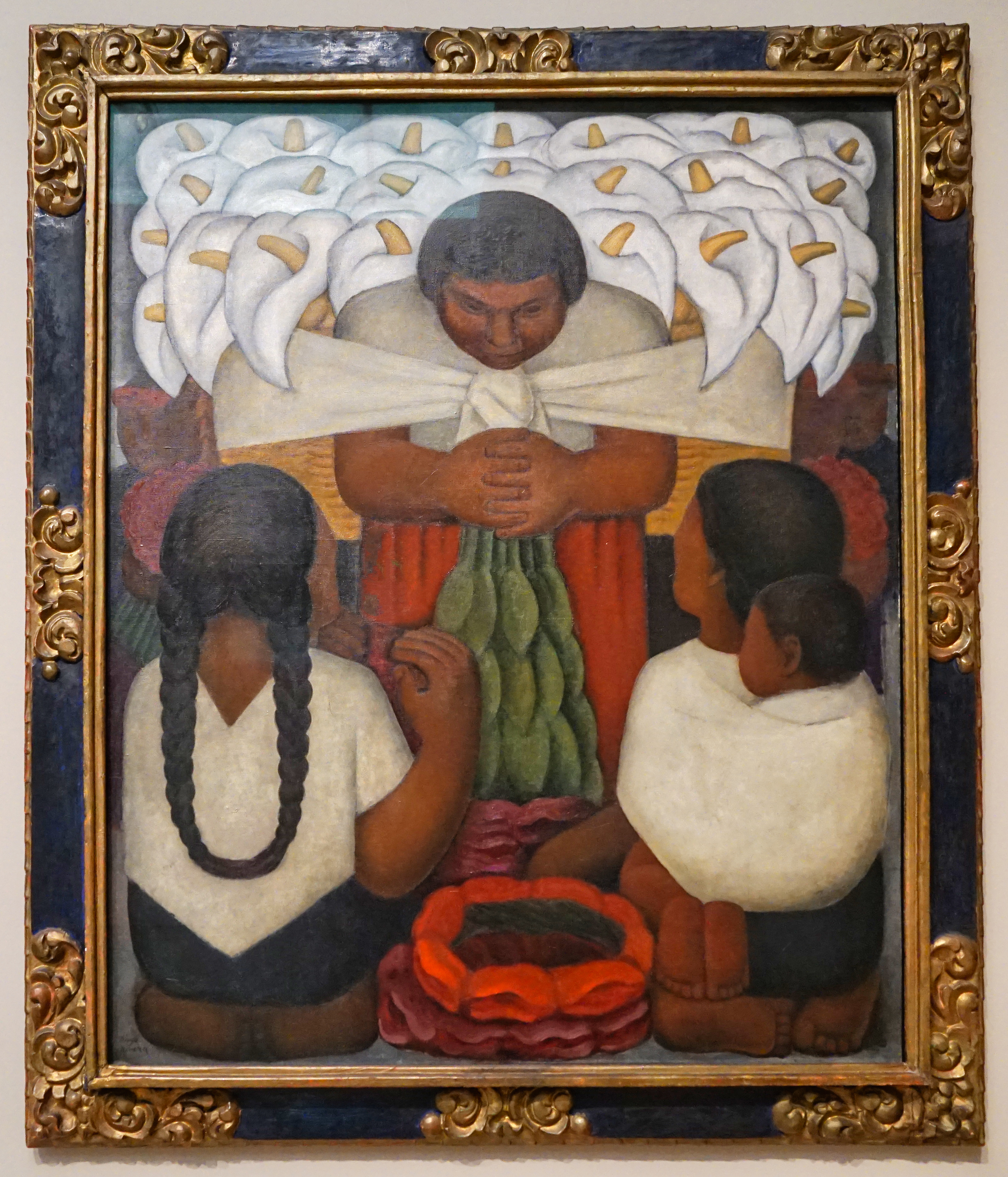
دييغو ريفيرا، فلاور داي (ديا دي فلوريس)، 1925

أعيد افتتاح معارض متحف مقاطعة لوس أنجلوس للفنون الفنية في أمريكا اللاتينية في يوليو 2008 بعد عدة سنوات من التجديد. تشتمل مجموعة أمريكا اللاتينية على أعمال ما قبل الكولومبية، والمستعمرة الإسبانية، والحديثة، والمعاصرة. تم تمويل العديد من الإضافات الحديثة إلى المجموعة من خلال مبيعات أعمال من 1800 قطعة من الفن المكسيكي من القرن العشرين جمعها التجار - جامعي التحف برنارد وإديث لوين وتم تسليمها إلى المتحف في عام 1997.
أعاد خورخي باردو تصميم صالات العرض ما قبل الكولومبية، وهو فنان من لوس أنجلوس يعمل في النحت والتصميم والهندسة المعمارية. تم بناء علب عرض أسمر من ألواح سميكة مكدسة من الألواح الليفية متوسطة الكثافة (MDF)، مع مسافات متساوية السماكة بين الطبقات التي تزيد عن 70 طبقة. تتموج الأشكال العضوية المقطوعة بالليزر وتنتفخ من الجدران، متناقضة بشكل حاد مع علب العرض المستطيلة الموجودة في معظم المتاحف الفنية.
بدأت مجموعة المتحف ما قبل الكولومبية في الثمانينيات مع الدفعة الأولى من هدية مكونة من 570 قطعة من جامع جنوب كاليفورنيا كونستانس ماكورميك فيرينج وشراء حوالي 200 قطعة من رجل الأعمال في لوس أنجلوس بروكتور ستافورد. قفزت المقتنيات مؤخرًا من حوالي 1800 إلى 2500 قطعة مع هدية من الخزف الكولومبي من كاميلا تشاندلر فروست، وصية متحف مقاطعة لوس أنجلوس للفنون وأخت أوتيس تشاندلر، ناشر لوس أنجلوس تايمز السابق، وستيفن وكلوديا مونوز كرامر من أتلانتا، التي بنت عائلتها المجموعة. تم التنقيب عن جزء كبير من مجموعة متحف مقاطعة لوس أنجلوس للفنون ما قبل الكولومبية من غرف الدفن في كوليما ونياريت ومناطق أخرى حول خاليسكو في المكسيك الحديثة. تفتخر متحف مقاطعة لوس أنجلوس للفنون بواحدة من أكبر مجموعات الفن في أمريكا اللاتينية بسبب التبرع السخي بأكثر من 2000 عمل فني من قبل برنارد لوين وزوجته إديث لوين في عام 1996. في عام 2007 وقع المتحف اتفاقية مع مؤسسة سيسنيروس للحصول على قرض من 25 عملاً على الطراز الاستعماري، تم تمديده لاحقًا حتى عام 2017.

### الفن الآسيوي

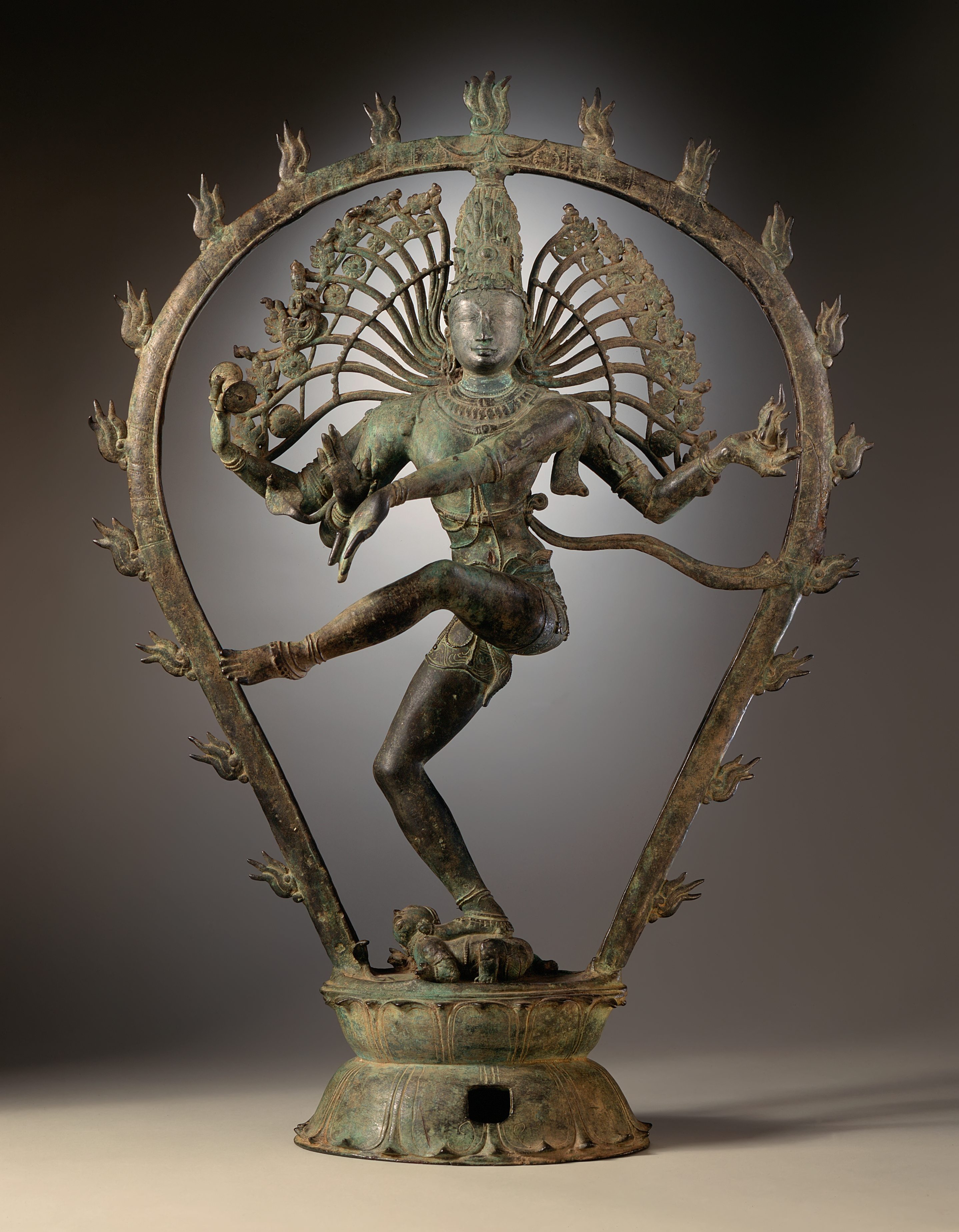
تمثال من سلالة تشولا يصور شيفا يرقص باسم ناتاراجا من لاكما.

يضم مبنى هامر المجموعات الصينية والكورية. بدأت المجموعة الفنية الكورية بتبرع مجموعة من الخزفيات الكورية في عام 1966 من قبل باك جيونغوي، رئيس جمهورية كوريا آنذاك، بعد زيارة المتحف. تدعي متحف مقاطعة لوس أنجلوس للفنون اليوم أنها تمتلك أكثر الشركات القابضة شمولاً خارج كوريا واليابان. يعرض جناح الفن الياباني مجموعة شينكان التي تبرع بها جو دي برايس. في عام 1999، تبرع وصي متحف مقاطعة لوس أنجلوس للفنون، إريك ليدو وزوجته، ليزا، بـ 75 عملاً صينيًا قديمًا تقدر قيمتها الإجمالية بـ 3.5 مليون دولار، بما في ذلك الأشياء البرونزية الهامة وأمثلة رئيسية للنحت البوذي. تمتلك متحف مقاطعة لوس أنجلوس للفنون أيضًا مجموعة غنية من الآثار من الهند، تتكون في الغالب من تماثيل جاين تيرثانكاراس، بوذا والآلهة الهندوسية. العديد من اللوحات من الهند موجودة أيضًا في متحف مقاطعة لوس أنجلوس للفنون.

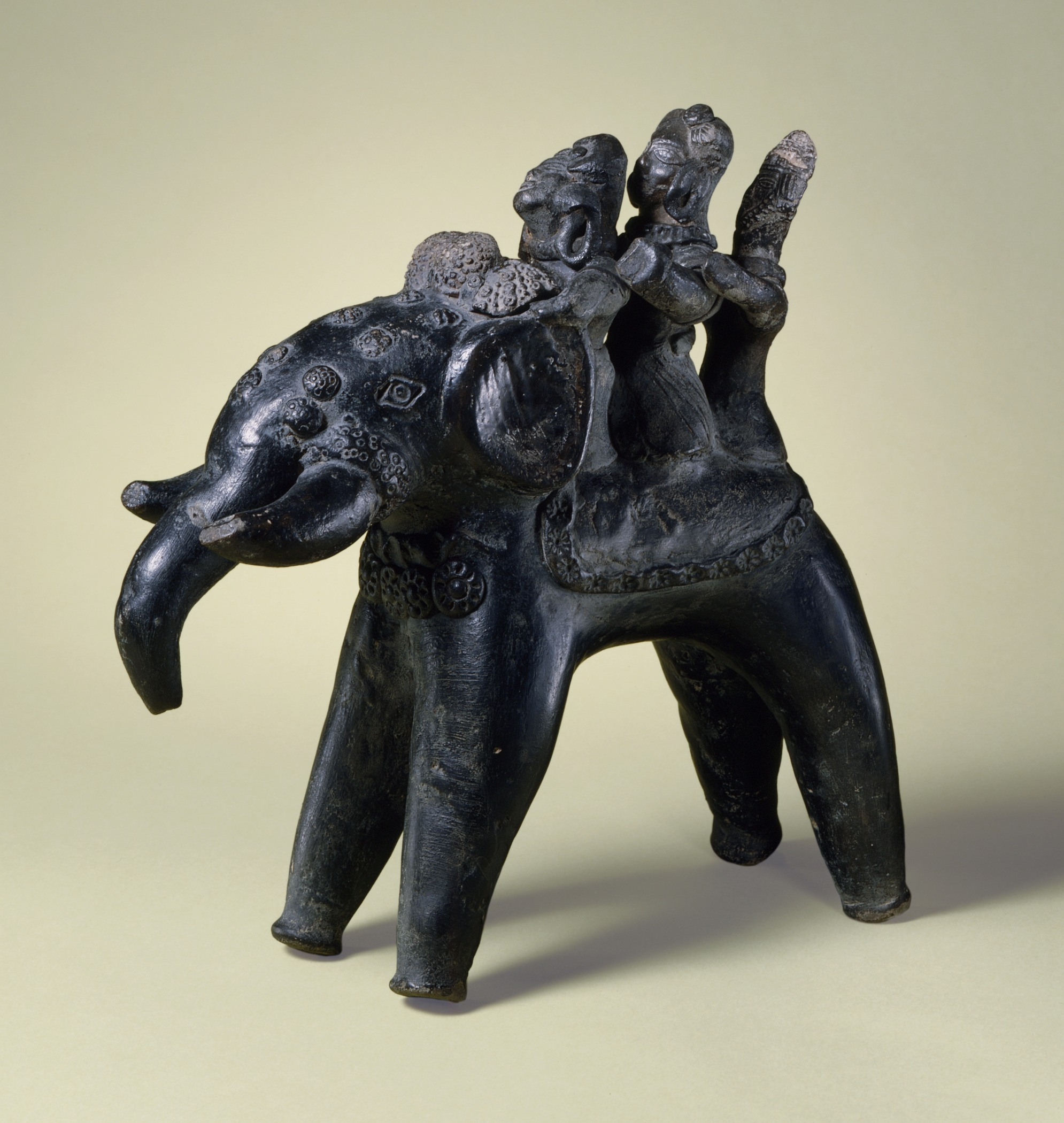
فيل مع فرسان ، أوتار براديش ، الهند ، القرنين الثالث والثاني قبل الميلاد
ضريح مع أربعة من tirthankaras ، القرن السادس
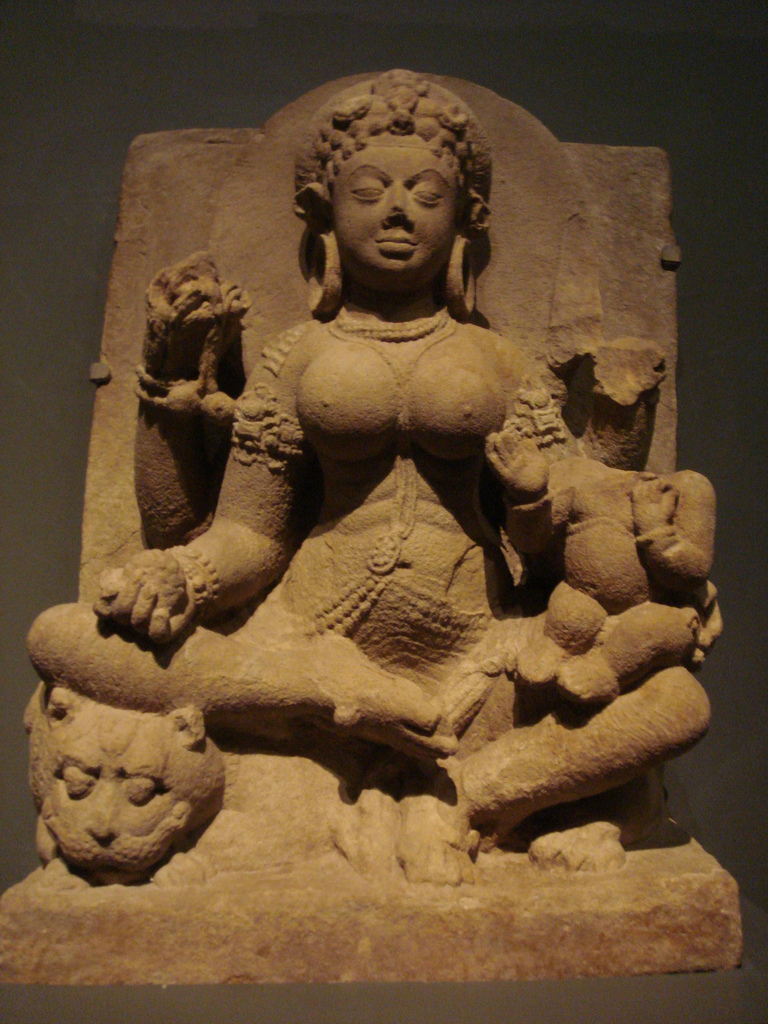
آلهة أمبيكا في متحف مقاطعة لوس أنجلوس للفنون ، القرنين السادس والسابع
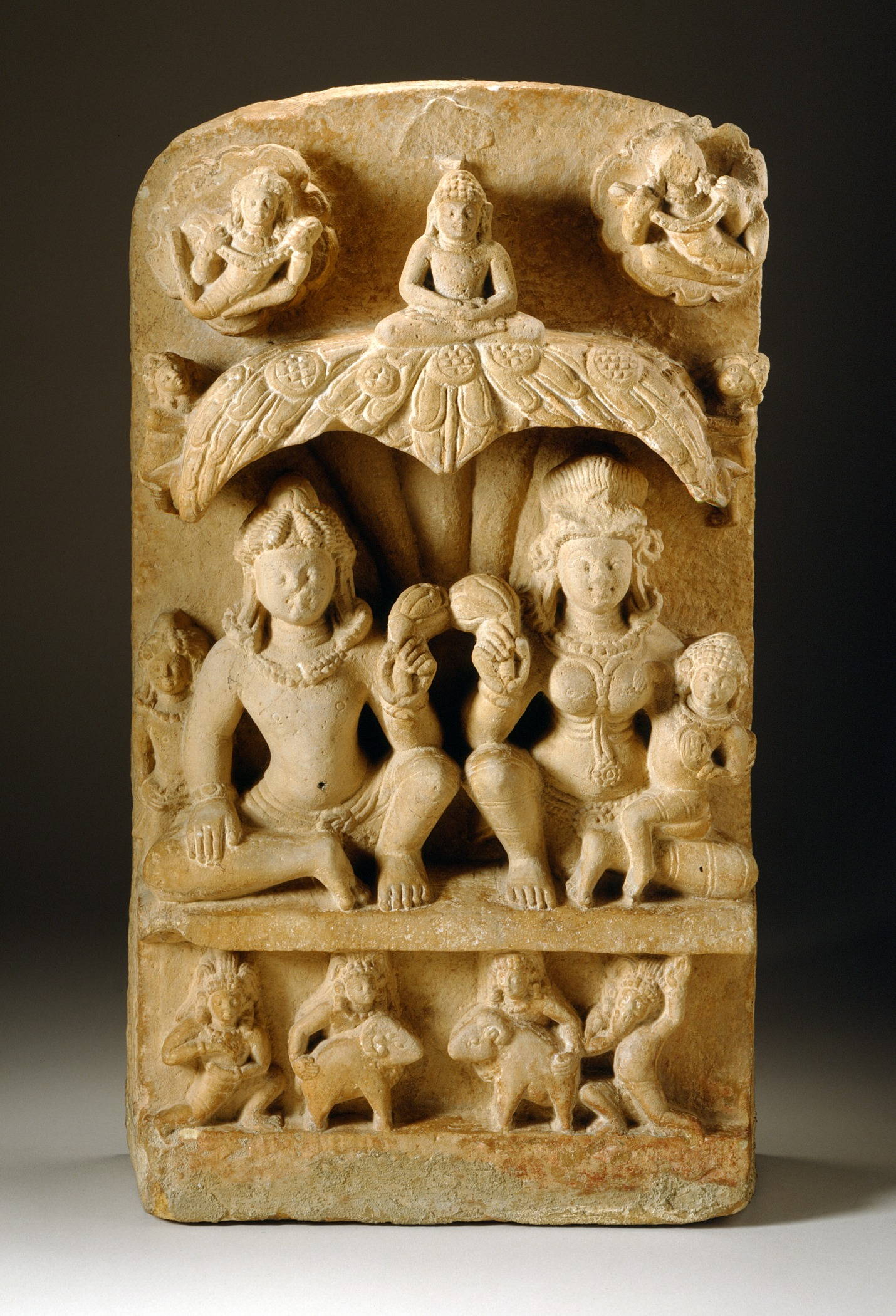
مجموعة عائلة جاين ، القرن السادس
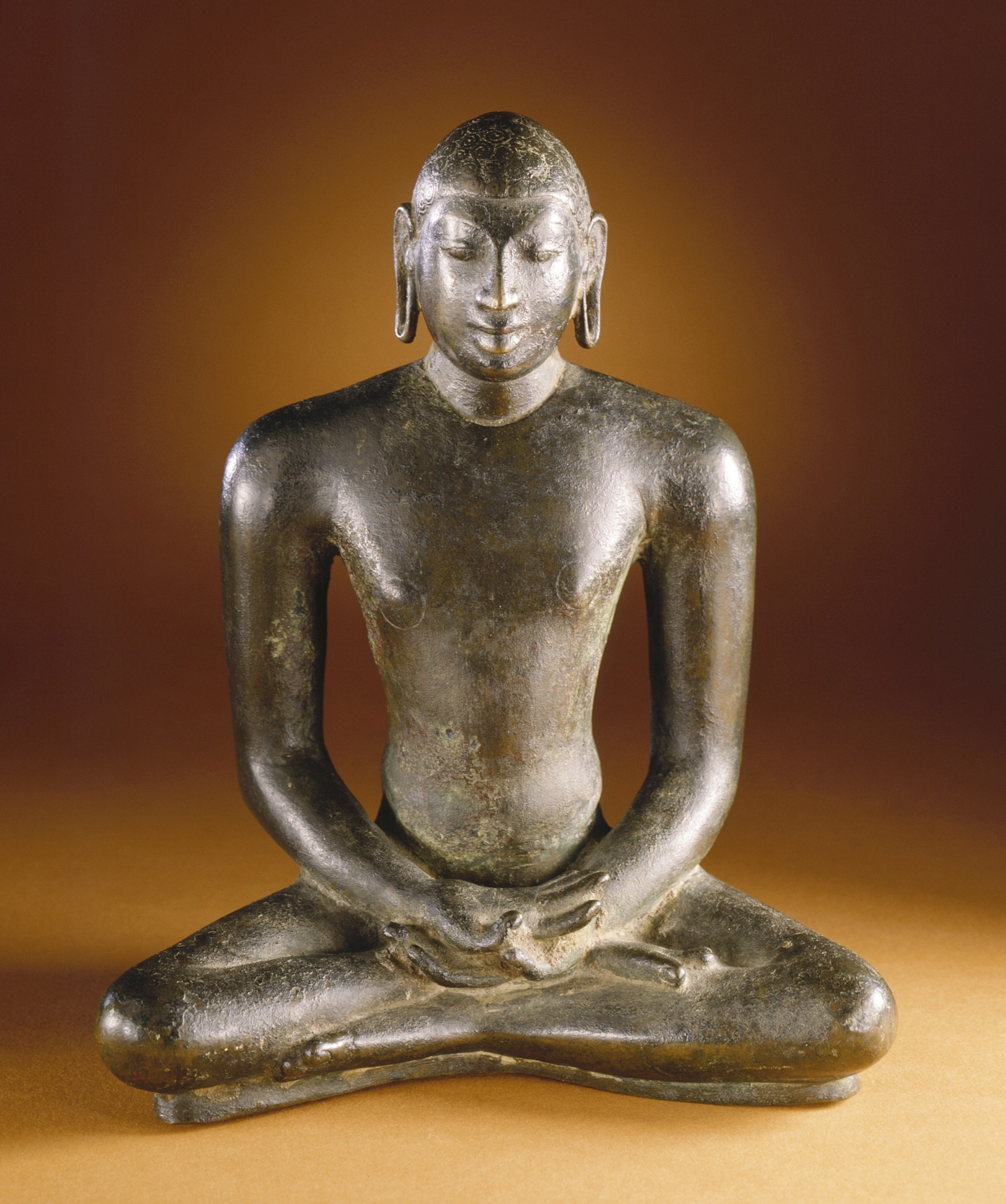
جينا مهافيرا ، حوالي 850 م
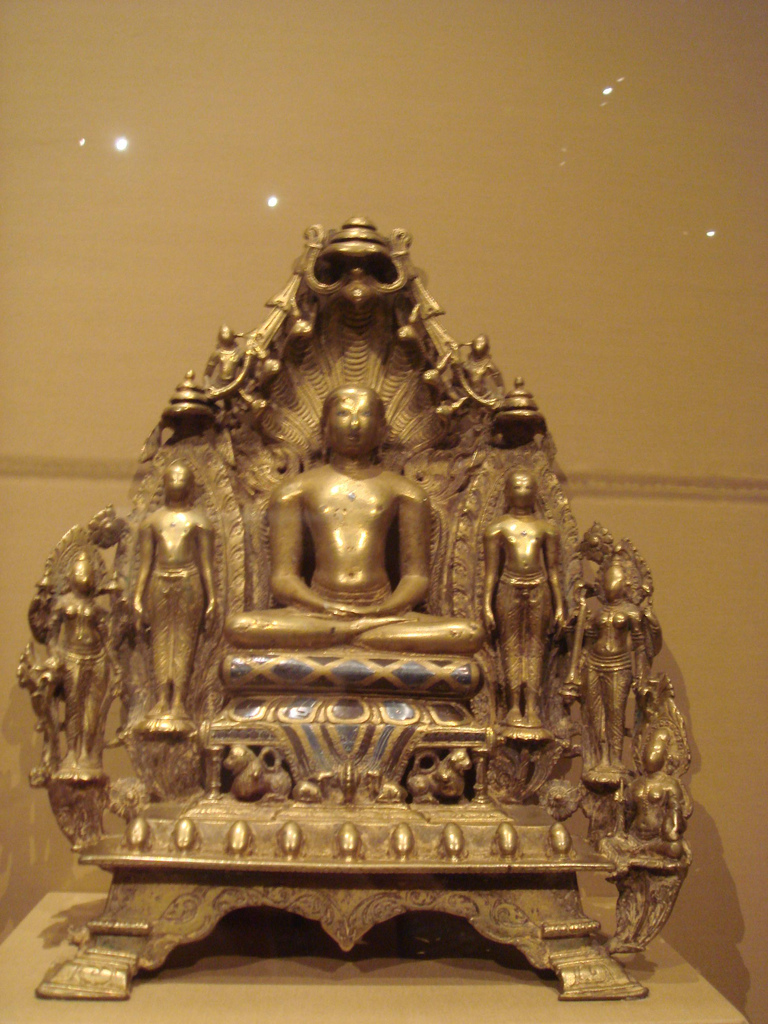
جاين ألتربيس مع بارشفانثا وماهافيرا ونميناثا ، القرن العاشر
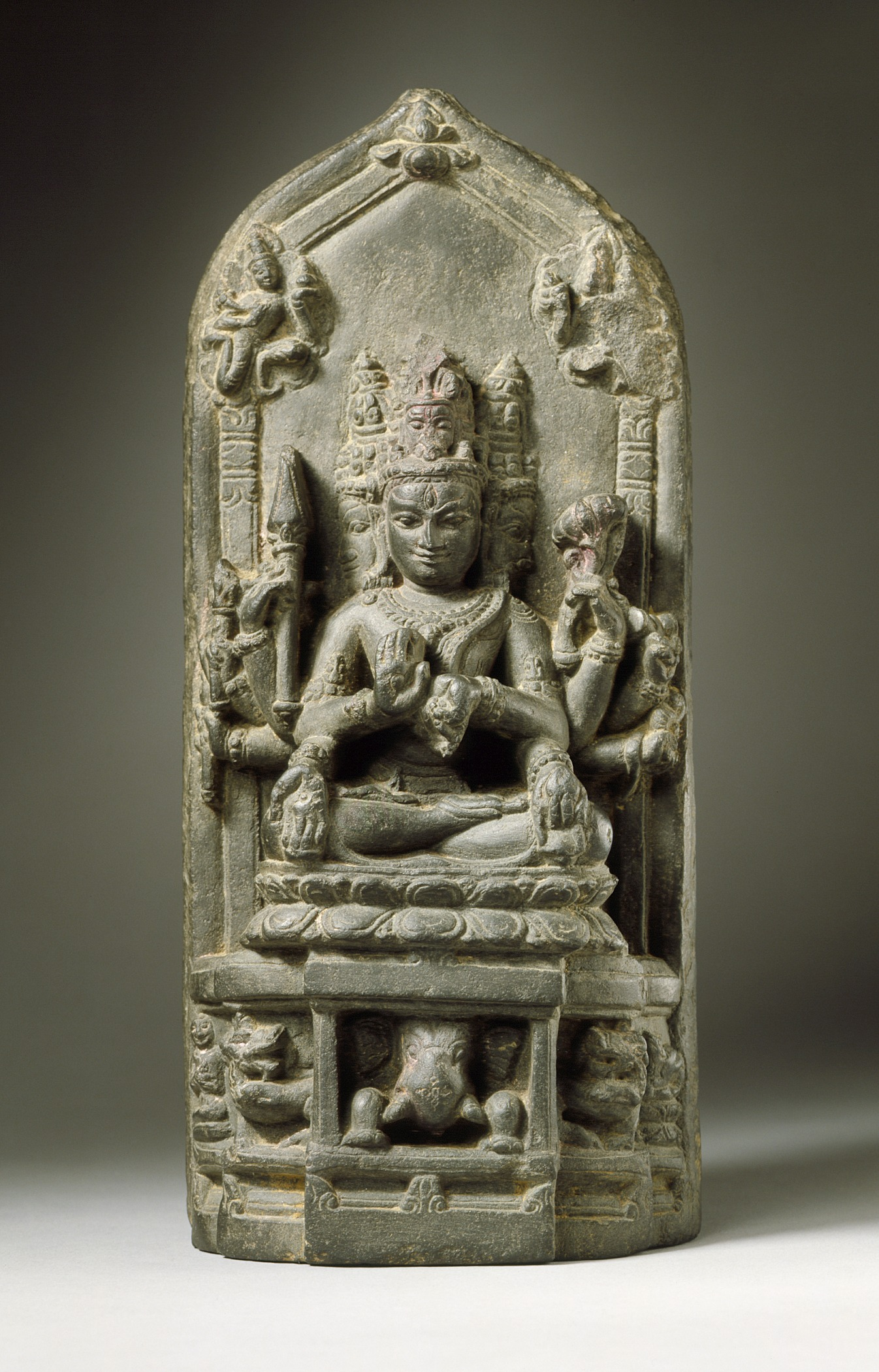
الشكل الكوني للإله الهندوسي شيفا ، الهند ، القرنان الحادي عشر والثاني عشر
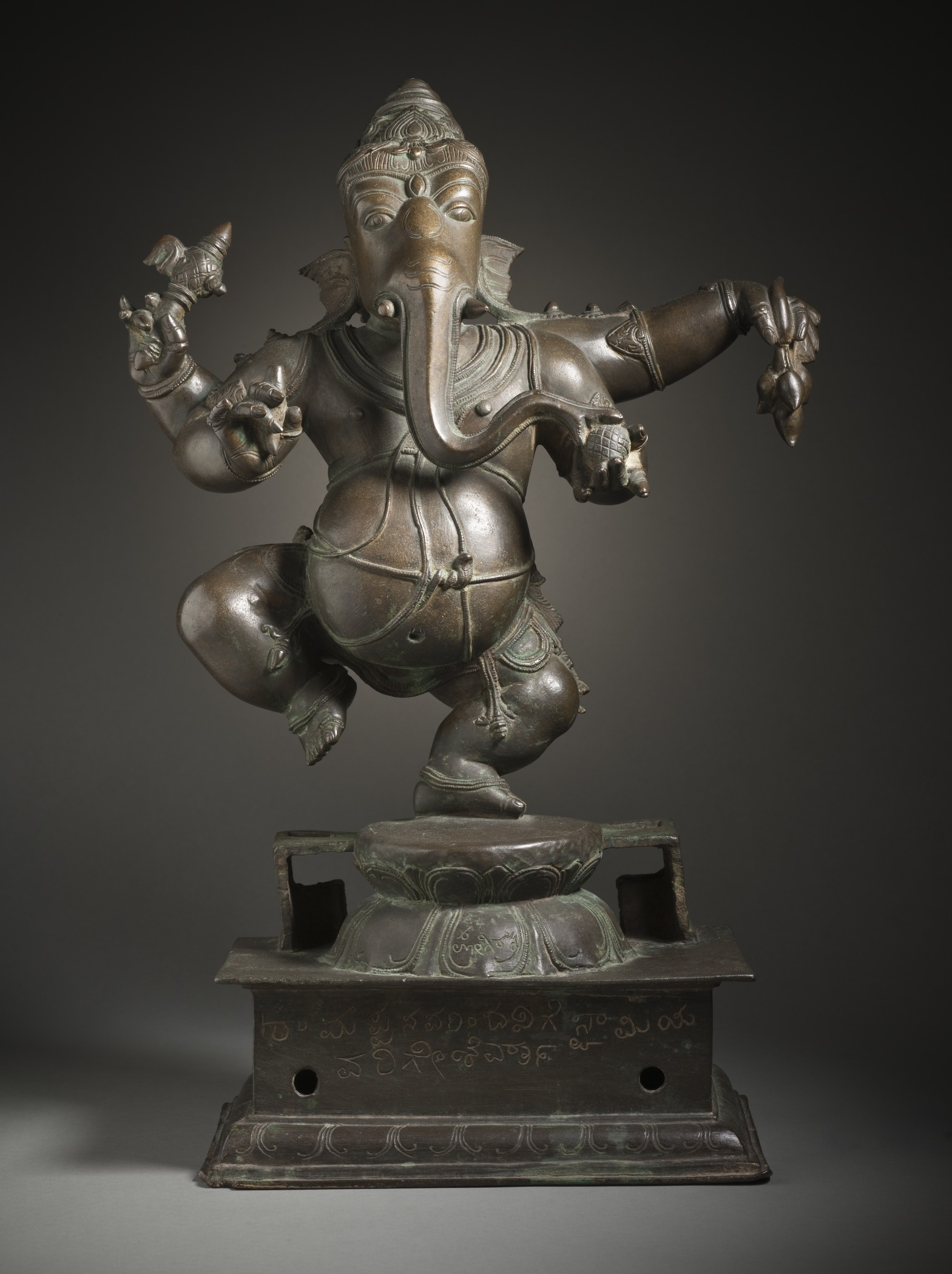
غانيشا الراقصة ، رب العقبات ، الهند ، القرنين السادس عشر والسابع عشر
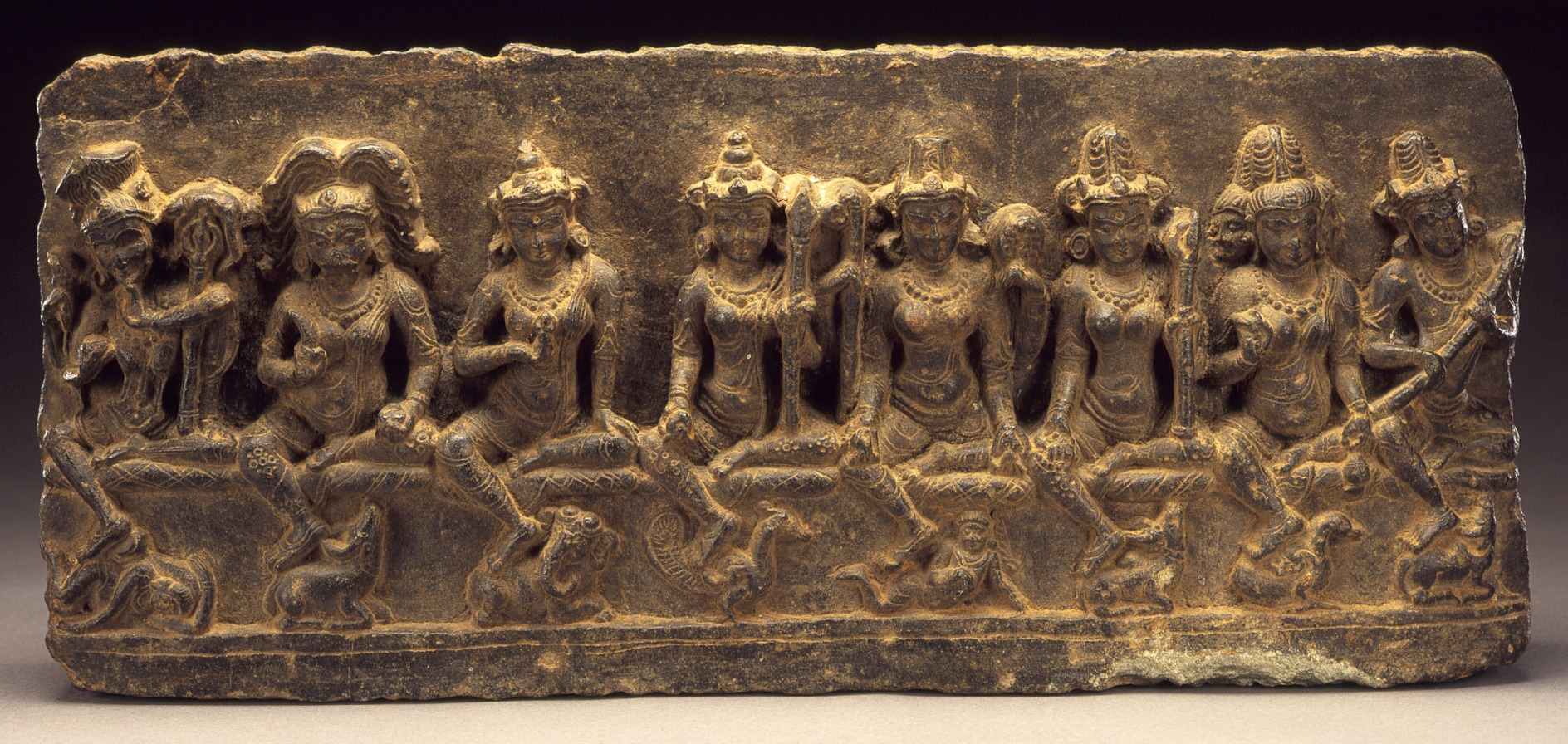
إغاثة مع الأم الآلهة ، بيهار ، الهند ، القرن التاسع
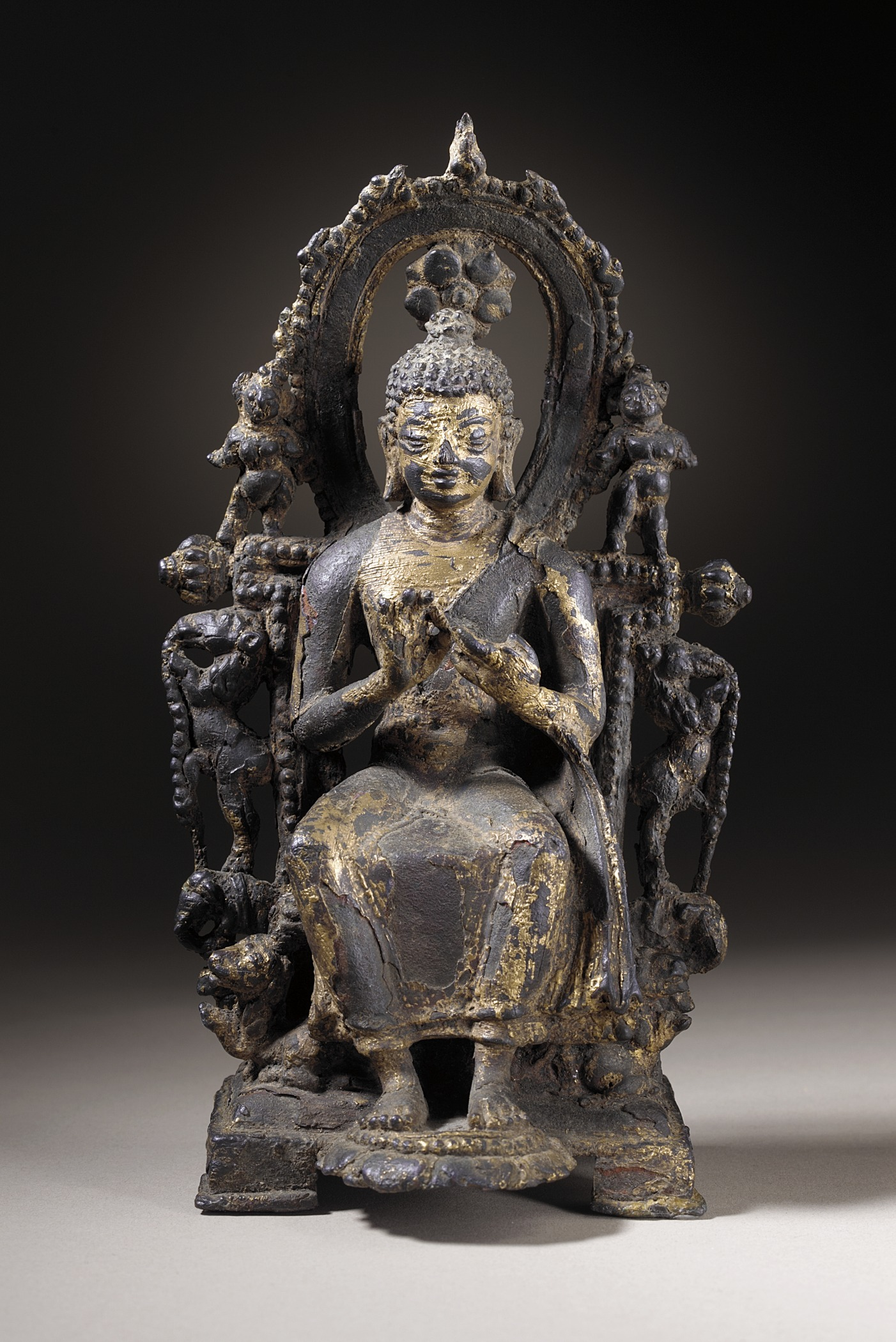
بوذا شاكياموني أو بوديساتفا مايتريا ، بيهار ، الهند ، القرن الثامن

### الفن اليوناني والروماني والإتروسكي
يحتوي الطابق الثاني من مبنى أحمنسون على معارض فنية يونانية ورومانية. تم التبرع بجزء كبير من مجموعة الفن اليوناني والروماني القديم في المتحف من قبل ويليام راندولف هيرست، قطب النشر، في أواخر الأربعينيات وأوائل الخمسينيات من القرن الماضي.

### الفن الإسلامي
تضم صالات العرض الإسلامية بالمتحف أكثر من 1700 عمل من الخزف والأشغال المعدنية المطعمة إلى الزجاج المطلي بالمينا والحجر المنحوت والخشب وفنون الكتاب من إضاءة المخطوطات إلى الخط الإسلامي. المجموعة قوية خصوصًا في الفخار الفارسي والتركي المزجج والبلاط والزجاج وفنون الكتاب. بدأت المجموعة بشكل جدي في عام 1973 عندما تم إهداء مجموعة نسلي م. هيرمانيك للمتحف من قبل المحسن جوان باليفسكي.

### الفنون الزخرفية والتصميم
في عام 1990، قدم ماكس باليفسكي 32 قطعة من أثاث الفنون والحرف إلى متحف مقاطعة لوس أنجلوس للفنون؛ بعد ثلاث سنوات، أضاف 42 قطعة إضافية إلى هديته. في عام 2000، تبرع بمليوني دولار لشركة متحف مقاطعة لوس أنجلوس للفنون للأعمال الفنية والحرفية. قام بتزويد حوالي ثلث القطع 300 المعروضة في معرض متحف مقاطعة لوس أنجلوس للفنون 2004-2005، «حركة الفنون والحرف في أوروبا وأمريكا: 1880-1920» وفي عام 2009، قدم المتحف «حركة الفنون والحرف: الأعمال الرئيسية من مجموعة ماكس بالفسكي وجودي إيفانز». من خلال عملية استحواذ واحدة في عام 2009، أصبحت متحف مقاطعة لوس أنجلوس للفنون مركزًا رئيسيًا لدراسة وعرض الملابس الأوروبية في القرنين الثامن عشر والتاسع عشر عندما اشترت مقتنيات التجار مارتن كامير من لندن وولفجانج روف من بيكنريد، سويسرا - حوالي 250 ملابس و 300 تم صنع الإكسسوارات بين عامي 1700 و 1915، بما في ذلك بدلات الرجال المكونة من ثلاث قطع، والفساتين النسائية، وملابس الأطفال، ومجموعة واسعة من الأحذية والقبعات والمحافظ والشالات والمراوح والملابس الداخلية.

### تركيبات فنية دائمة
ابتكر نحات لوس أنجلوس روبرت جراهام العمود البرونزي الاستعادي الشاهق (1981، المصبوب في 1986) لمدخل مبنى فن الأمريكتين. تم افتتاح حديقة منحوتة معاصرة جديدة مباشرة شرق مدخل المتحف ويلشاير بوليفارد في عام 1991، بما في ذلك منحوتات خارجية واسعة النطاق لأليس أيكوك وإلسورث كيلي وهنري مور وآخرين. محور الحديقة هو مرحبا بنات المحمول المكون من ثلاث قطع من ألكسندر كالدر، بتكليف من مجموعة دعم متحف نسائي لافتتاح المتحف في عام 1965. يقع في حوض عاكسة منحنية، يحتوي الهاتف المحمول على مجاديف ذات ألوان زاهية يتم تحريكها بواسطة نفاثات من الماء.
تم إعادة تصميم ردهة مبنى أحمنسون بناء لتستوعب دخان توني سميث، والذي لم يتم عرضه منذ عرضه الأصلي عام 1967 في معرض كوركوران للفنون بواشنطن العاصمة. يتكون العمل الفني الضخم من الألمنيوم المطلي باللون الأسود من 43 رصيفًا و 45 قدم (14 م) طويل 33 قدم (10 م) واسعة و 22 قدم (6.7 م) عالية. كان العمل المصطنع حديثًا في البداية على سبيل الإعارة من ملكية الفنان،  ولكن في عام 2010، بعد عدة أشهر من جهود جمع الأموال المكثفة، "استحوذ المتحف على العمل مقابل مبلغ لم يكشف عنه يتجاوز 3 ملايين دولار و [بتقييم تأميني قدره ] 'أكثر من 5 ملايين $ '  تمت عملية الشراء "بفضل هدية عائلة بيلديغرون إلى متحف مقاطعة لوس أنجلوس للفنون تكريماً لعيد ميلاد ريبيكا بيلديغرون"، حسب المتحف.
ساهم إيلاي وإديث برود بمبلغ 10 ملايين دولار أمريكي لتمويل شراء تمثال فرقة ريتشارد سيرا، المعروض في الطابق الأول من متحف الفن المعاصر العريض المجاور عند افتتاح المبنى.
تحيط بمبنى متحف الفن المعاصر العريض المجاور وساحة فناء متحف مقاطعة لوس أنجلوس للفنون حديقة من 100 شجرة نخيل، صممها الفنان روبرت إروين ومهندس المناظر الطبيعية بول كومستوك. توجد بعض الأنواع الثلاثين من أشجار النخيل في الأرض، ولكن معظمها في صناديق خشبية كبيرة فوق الأرض. مباشرة أمام المدخل الجديد لـ متحف مقاطعة لوس أنجلوس للفنون في شارع ويلشاير، حيث قسم محرك أوغدن ذات مرة الحرم الجامعي الذي تبلغ مساحته 20 فدانًا بين شارع ويلشاير بوليفارد والشارع السادس، يوجد كريس عبء 'ق الضوء الحضري (2008)، وهو عبارة عن تركيب منظم متعدد المستويات من 202 أضواء الشوارع العتيقة المصنوعة من الحديد الزهر من مدن مختلفة في منطقة لوس أنجلوس وحولها. تعمل أضواء الشوارع، وتضاء في المساء، ويتم تشغيلها بواسطة الألواح الشمسية على سطح مدخل شركة بريتيش بتروليوم جراند.
في الأصل، كان منحوتة جيف كونز توليب (1995-2004) داخل مبنى المدخل الكبير وكانت شاحنة الإطفاء الخاصة بتشارلز راي (1993) في الخارج في الفناء، وكلاهما أعارتهما مؤسسة الفن العريض. تمت إزالة كلا التمثالين بعد عرضهما لمدة 3 أشهر بسبب التلف غير المتوقع من الرعاة وارتداء.
في 2 فبراير 2007، كشف مايكل جوفان، مع كونز، عن خطط لمسافة 161 قدم (49 م) - منحوتة طويلة من طراز كونز تتميز بقاطرة تشغيلية من أربعينيات القرن الماضي معلقة من رافعة. سيكون التمثال موجودًا عند المدخل في شارع ويلشاير، بين مبنى أحمانسون ومتحف الفن المعاصر الواسع. بحلول عام 2011، بعد «توتر مناخ جمع التبرعات وتوقف كارلسون وشركاه، صانع كونز في كاليفورنيا، عن العمل بعد الانتهاء من دراسة جدوى بقيمة 2.3 مليون دولار»  وتكلفة تقديرية قدرها 25 مليون دولار، قال جوفان «ليس لدينا طريقة أخيرة للبناء، وليس لدي خطة نهائية لجمع التبرعات». قال كونز إنهم يعملون الآن مع المصنّع الألماني أرنولد، خارج فرانكفورت، لإجراء دراسة هندسية إضافية، ويقول جوفان إنه التزم بإنفاق نصف مليون دولار لهذه الدراسة. يحتوي المتحف على جي بي تيرنر محرك (1986)، قطعة صغيرة من Koons تم عرضها في معرض 2006-2007 «ماغريت والفن المعاصر: الغرياش من الصورة».
القداس المرتفع للفنان مايكل هايزر هو أحدث مشروع في متحف مقاطعة لوس أنجلوس للفنون. في 8 ديسمبر 2011، كانت هذه الصخرة التي يبلغ وزنها 340 طنًا، 21.5 قدم (6.6 م) عرضًا و 21.5 قدم (6.6 م) في الارتفاع، على استعداد لمغادرة مقلعها في مقاطعة ريفرسايد، بعد أشهر من التأجيلات. يقع فوق الخندق الذي يبلغ طوله 456 قدمًا والذي يسمح للناس بالسير تحت وحول الصخرة الضخمة. بدأت الخطوة في 28 فبراير 2012 واكتملت في 10 مارس 2012. افتتح هيزر، مشرف مقاطعة لوس أنجلوس زيف ياروسلافسكي، وعمدة مدينة لوس أنجلوس أنطونيو فيلارايجوسا، القطعة الفنية في 24 يونيو 2012.

### التصوير
تم إطلاق قسم واليس أنينبرج للتصوير الفوتوغرافي في عام 1984 بمنحة من مؤسسة رالف بارسونز. لديها أكثر من خمسة عشر ألف عمل تمتد الفترة من اختراع الوسيلة في 1839 حتى الوقت الحاضر. تم دمج التصوير الفوتوغرافي أيضًا في الأقسام الأخرى. على الرغم من أن مجموعة صور متحف مقاطعة لوس أنجلوس للفنون تشمل المجال بأكمله، إلا أنها تحتوي على العديد من الفجوات وهي أصغر بكثير من تلك الموجودة في متحف جيه بول جيتي. في عام 1992، تبرعت أودري وسيدني إيرماس بمجموعتهما للتصوير الفوتوغرافي بالكامل، مما أدى إلى إنشاء ما يُعرف الآن باسم أودري في متحف مقاطعة لوس أنجلوس للفنون ومجموعة سيدني إيرماس للصور الذاتية للفنانين، وهي مجموعة كبيرة ومتخصصة للغاية تمتد على مدى 150 عامًا. تبرع الزوجان بالمجموعة قبل عامين من إقامة معرض كبير للمجموعة في متحف مقاطعة لوس أنجلوس للفنون اشتمل العرض على صور ومصورين فنيين تتراوح من الكيميائي ألفونس بويتفين في 1853 إلى روبرت مابلثورب في عام 1988. من بين الصور الذاتية الأخرى في المجموعة كانت تلك الخاصة بآندي وارهول ولي فريدلاندر وإدوارد ستيتشن. تواصل أودري إيرماس الشراء للمجموعة، ولكن الآن جميع الإضافات هي هدايا إلى متحف مقاطعة لوس أنجلوس للفنون. في عام 2008، أعلنت متحف مقاطعة لوس أنجلوس للفنون أن مؤسسة أنينبرج كانت تقدم هدية بقيمة 23 مليون دولار للحصول على مجموعة مارجوري وليونارد فيرنون للصور من القرنين التاسع عشر والعشرين. من بين 3500 مطبوعة رئيسية أعمال ستيتشن وإدوارد ويستون وأنسيل آدامز ويوجين أتجيت وإيموجين كننغهام وكاثرين أوبي وسيندي شيرمان وباربرا كروجر وآفي بيلداس  ومان راي. قدمت الهدية أيضًا هبة ورأس مال للمساعدة في بناء مرافق تخزين لمقتنيات المتحف الفوتوغرافية، مما أدى إلى إعادة تسمية قسم التصوير الفوتوغرافي به إلى قسم واليس أنينبرج للتصوير. في عام 2011، استحوذت متحف مقاطعة لوس أنجلوس للفنون وج. بول غيتي تراست بشكل مشترك على مواد روبرت مابليثورب الفنية والأرشيفية، بما في ذلك أكثر من 2000 عمل للفنان.

### فيلم
أسس فيل تشامبرلين برنامج أفلام متحف مقاطعة لوس أنجلوس للفنون في أواخر الستينيات. في عام 2009، أعلنت متحف مقاطعة لوس أنجلوس للفنون عن خطط لإلغاء سلسلة أفلامها التي يبلغ عمرها 41 عامًا، مشيرة إلى تراجع الحضور والتمويل. أثار القرار انتقادات واسعة النطاق من عشاق السينما، بما في ذلك مخرج الفيلم مارتن سكورسيزي، الذي كتب خطاب احتجاج مفتوح نُشر في صحيفة لوس أنجلوس تايمز. رداً على ذلك، وسع المتحف عروض أفلامه ودخل في شراكة مع فيلم مستقل لإطلاق سلسلة جديدة. في عام 2011، أعلنت متحف مقاطعة لوس أنجلوس للفنون وأكاديمية فنون وعلوم الصور المتحركة عن خطط شراكة لافتتاح متحف أفلام في غضون ثلاث سنوات في مبنى شركة ماي السابق.

## عمليات الاستحواذ والجهات المانحة

### المتبرعين الأفراد
في عام 2014، تلقت متحف مقاطعة لوس أنجلوس للفنون تبرعًا فنيًا بقيمة 500 مليون دولار من رجل الأعمال جيري بيرنشيو. تحتوي المجموعة المكونة من 47 قطعة على أعمال بول سيزان وإدغار ديغا ورينيه ماغريت وإدوارد مانيه وكلود مونيه وبابلو بيكاسو. قال مايكل جوفان، المدير التنفيذي لـ متحف مقاطعة لوس أنجلوس للفنون، إنها كانت أكبر هدية في تاريخ المتحف، ووصفتها صحيفة واشنطن بوست بأنها «من الممكن أن تكون واحدة من أعظم الهدايا الفنية على الإطلاق، لأي متحف». تبرع بيرنشيو، الذي يصبح ساريًا عند وفاته، يحدث فقط إذا أكمل المتحف تشييد المبنى الجديد الذي صممه بيتر زومثور.
تم إنجاز مشروع جناح ريسنك الذي تبلغ قيمته 54 مليون دولار بفضل هدية بقيمة 45 مليون دولار من فاعلي الخير الذين سميت باسمهم. في 6 مارس 2007، أعلنت شركة بريتيش بتروليوم عن تبرع بقيمة 25 مليون دولار لتسمية جناح الدخول قيد الإنشاء كجزء من حملة تجديد متحف مقاطعة لوس أنجلوس للفنون «مدخل بريتيش بتروليوم الكبير». تتطابق الهدية التي تبلغ 25 مليون دولار مع هدية شركة والت ديزني لعام 1997 إلى ديزني هول باعتبارها أكبر تبرع من الشركات للفنون في جنوب كاليفورنيا. في السابق، في عام 2006، أعلنت متحف مقاطعة لوس أنجلوس للفنون أن المدخل الجديد سيطلق عليه «جناح ليندا وستيوارت ريسنيك الكبير»، تكريما لهدية 25 مليون دولار.

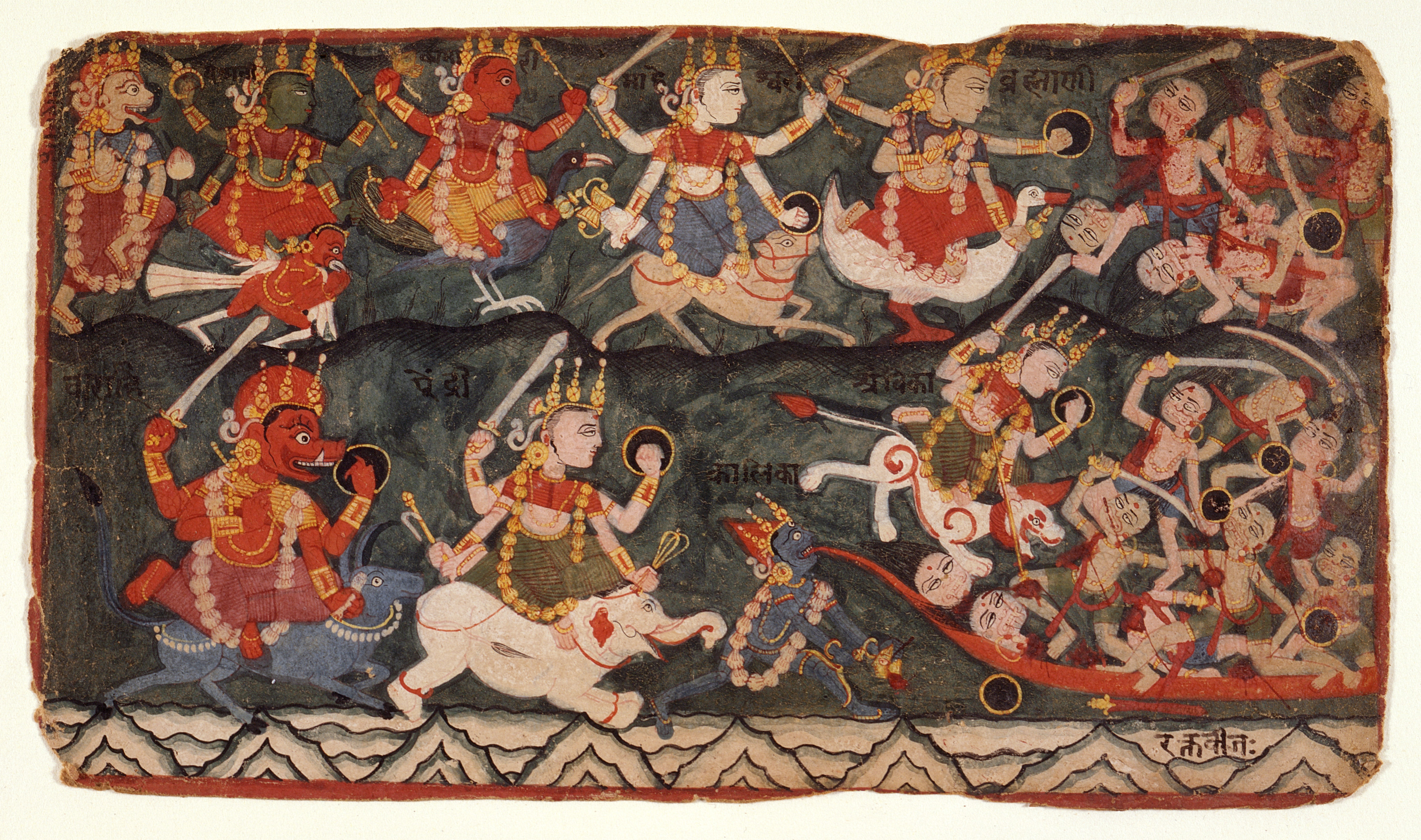
لوحة من القرن الثامن عشر للإلهة الهندوسية ماتريكاس تحارب الشياطين، من متحف مقاطعة لوس أنجلوس للفنون.

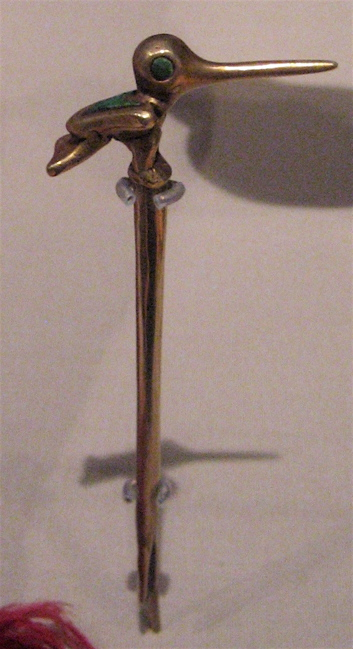
ملعقة لايم مع بيكافلور الزهر، 1250-1470، بيرو، الإنكا. تم الشراء بأموال مقدمة من ليليان أبوداكا وينر(M.2003.77)

في 8 كانون الثاني (يناير) 2008، كشف إيلي برود عن خطط للاحتفاظ بالسيطرة الدائمة على ما يقرب من 2000 عمل من الفن الحديث والمعاصر في مؤسسة مؤسسة الفنون العريضة المستقلة، التي تقرض الأعمال للمتاحف، بدلاً من التخلي عن الفن. قال برود، مؤخرًا في العام السابق، إنه يخطط لإعطاء معظم مقتنياته إلى واحد أو أكثر من المتاحف، من المفترض أن يكون أحدها هو متحف مقاطعة لوس أنجلوس للفنون. ومع ذلك، لا يزال متحف مقاطعة لوس أنجلوس للفنون هو المتحف «المفضل» لتلقي الأعمال من المؤسسة.
برود، الذي كان نائب رئيس مجلس إدارة متحف مقاطعة لوس أنجلوس للفنون سابقًا، قام بتمويل مبنى متحف الفن المعاصر (متحف الفن المعاصر العريض المجاور) الذي تبلغ تكلفته 56 مليون دولار في متحف مقاطعة لوس أنجلوس للفنون كما قدم 10 ملايين دولار إضافية لشراء عملين فنيين لعرضهما فيه. عرضت متحف الفن المعاصر العريض المجاور 220 قطعة مستعارة من برود ومؤسسة مؤسسة الفنون العريضة عند افتتاحها في فبراير 2008. في عام 2001، تم انتقاد متحف مقاطعة لوس أنجلوس للفنون لاستضافتها معرضًا كبيرًا لمجموعة برود دون الحصول على هدية موعودة للأعمال، وهو عمل محظور في العديد من المؤسسات الفنية البارزة لأنه يمكن أن يزيد من القيمة السوقية للمجموعة.
في عام 2002، منحت مؤسسة أنينبرج للمتحف 10 ملايين دولار لإنشاء صندوق هبات خاص لدعم المعارض والمقتنيات الفنية والبرامج التعليمية وفقًا لتقدير مديرها. تقديراً للهدية، قامت متحف مقاطعة لوس أنجلوس للفنون بتسمية منصبها القيادي باسم واليس أنينبرج كمدير. في عام 2001، منح واليس أننبرغ برنامج زمالة لتنظيم المعارض هدية بقيمة مليون دولار. في عام 1991، ساهمت المؤسسة بمبلغ 10 ملايين دولار في منحة متحف مقاطعة لوس أنجلوس للفنون وفي عام 1999 تبرعت بمبلغ 100000 دولار لتوفير تدريب على تعليم الفنون لمعلمي المدارس الابتدائية في لوس أنجلوس.
في عام 2001، خسر المتحف مجموعة الفن الحديث لناثان وماريان سموك، أمين المتحف السابق ومطور العقارات الصناعية الذي باع ورثته الكثير من مجموعته في المزاد بدلاً من التبرع بها.
في عام 1996، تعرض المتحف لضربة خطيرة أخرى عندما تم سحب مجموعة جيلبرت من الفسيفساء الإيطالية وغيرها من الأشياء الزخرفية، التي وعدت كوصية نهائية، والتي كانت أجزاء منها معروضة لعقود من الزمن. ادعى المانح المحتمل أن المتحف قد تراجع عن اتفاق مكتوب لتوفير مساحة عرض أكبر له. تعتبر المجموعة واحدة من أفضل المجموعات في العالم من نوعها. علاوة على ذلك، على عكس مجموعات هامر وسايمون، لم تبقى في منطقة لوس أنجلوس ولكن تم نقلها إلى المملكة المتحدة.
كان أرماند هامر عضوًا في مجلس إدارة متحف مقاطعة لوس أنجلوس للفنون لما يقرب من سبعة عشر عامًا، بدءًا من عام 1968، وخلال هذا الوقت استمر في الإعلان عن أن المتحف سيرث مجموعته بأكملها. تضمنت مجموعة هامر أعمالاً لفان جوخ وجون سينجر سارجنت وتوماس إيكنز وجوستاف مورو وإدغار ديغا وبول سيزان. عندما عرضت متحف مقاطعة لوس أنجلوس للفنون مجموعة من الأعمال من قبل أونوريه دومييه، اشترى هامر الأعمال على وعد أنه سيعطيها للمتحف. ولدهشة متحف مقاطعة لوس أنجلوس للفنون، أسس هامر بدلاً من ذلك متحف هامر، الذي تم بناؤه بالقرب من المقر الرئيسي لشركة أوكسيدنتال بتروليوم في لوس أنجلوس.
بين عامي 1972 و 2020، أنفقت مؤسسة أحمنسون حوالي 130 مليون دولار لتمويل اقتناء المتحف لـ 99 عملًا فنيًا، بما في ذلك روائع مثل المجدلية مع شعلة التدخين لجورج دي لا تور، وأخرى من رامبرانت وأنطوان واتو وجان لورينزو برنيني، ومجموعة من 42 زيتًا فرنسيًا اسكتشات. لم يتم تقديم التبرعات بأي شروط تعاقدية على استمرار عرض الأعمال. في عام 2020، علقت المؤسسة برنامج الاستحواذ.
في أوائل السبعينيات، وافق نورتون سيمون، رئيس مجلس إدارة شركة نورتون سيمون، وشركة، أفيس تأجير السيارات، هانت للأغذية، ماكس عامل مستحضرات التجميل، كندا الجافة كورب، ماكول للنشر، من بين مصالح أخرى، على تحمل المسؤولية المالية لشركة متحف باسادينا المضطرب للفنون. متحف نورتون سيمون ثم تبرع بمجموعته الواسعة للكيان الجديد، الآن متحف نورتون سيمون للفنون. كان قد أشار في وقت سابق إلى بعض المؤشرات على التبرع بالعمل إلى متحف مقاطعة لوس أنجلوس للفنون.
من عام 1946 حتى وفاته في عام 1951، كان ويليام راندولف هيرست أكبر متبرع لـ متحف مقاطعة لوس أنجلوس للفنون. لا يزال أكبر متبرع للمتحف من حيث عدد القطع. شكلت تبرعاته مجموعة المتحف من الآثار اليونانية والرومانية، ومنحوتات العصور الوسطى وأوائل عصر النهضة، والكثير من مجموعة الفنون الزخرفية الأوروبية.

### مجالس فنية
على مدار تاريخ متحف مقاطعة لوس أنجلوس للفنون، اكتسبت عشرة مجالس فنية - كل منها يدعم منطقة معينة من المجموعة - أو ساعدت في الحصول على ما يقرب من 5000 عمل فني للمتحف. تضم المجالس الفنية مجموعات من المتحمسين للفنون والمهنيين الذين يدفعون ما لا يقل عن 400 دولار سنويًا في شكل مستحقات وينظمون مشاريع لجمع الأموال لقسم مفضل. تأسس مجلس متحف الفن في عام 1952، وهو أول مجلس دعم تطوعي لـ متحف مقاطعة لوس أنجلوس للفنون ويدعم جميع مساعي المتحف. مجلس الفن الحديث والمعاصر، الذي تأسس في عام 1961، هو أقدم مجموعة دعم للفن المعاصر في أي متحف في الدولة. في عام 1986، بدأت عطلات نهاية الأسبوع للجنة الجامعين السنوية وجمعت ما مجموعه 16 مليون دولار لشراء 157 عملاً، بقيمة 75 مليون دولار. تأسس مجلس فنون التصوير في عام 2001، وهو الأصغر من بين عشر مجموعات دعم، ويقدم لأعضائه زيارات لاستوديوهات الفنانين والمجموعات الخاصة، وجولات بقيادة القيمين على المعارض ومحاضرات حول رعاية الصور الفوتوغرافية وحفظها.
كل عام مجموعة متميزة من المانحين يسهم بشكل مباشر في إثراء المجموعة الدائمة متحف مقاطعة لوس أنجلوس للفنون من خلال المشاركة في لجنة جامعي، إنشاء صندوق للانفاق على الفن من خلال تذاكر الشرائية تتراوح بين 15000 $ و $ 60,000  لهذا الحدث. مرة واحدة في السنة، يجتمع أعضاء لجنة المقتنين في المتحف للاستماع إلى مقترحات اقتناء من مختلف المنسقين. لدى كل أمين تنظيم ما يقرب من خمس دقائق لمرافعة قضيته إلى الرعاة، الذين يصوتون في وقت لاحق من ذلك اليوم في حفل أسود في المتحف حيث يجب أن تصبح الأعمال الفنية المقتنيات التالية للمجموعة الدائمة. جمع حفل 2012 أكثر من 2.8 مليون دولار. منذ إنشائه في عام 1986، جلب الحدث حوالي 170 عملاً فنياً إلى مجموعة المتحف.
يقيم المتحف حفل عشاء سنوي، تم افتتاحه في عام 2011 ويضم عروض ترفيهية لفنانين عالميين واستضافها فنانون وطنيون مثل أنجيلينو ليوناردو دي كابريو (2012). تم تصميم الحدث السنوي، Art + Film Gala، لمساعدة المتحف في حشد الدعم من قادة هوليود. تتراوح أسعار غالا من 5000 دولار للتذكرة الذهبية الفردية إلى 100000 دولار للطاولة البلاتينية. جمع حفل 2018 ما يقرب من 4.5 مليون دولار لعمليات المتحف ومجموعاته،  ارتفاعًا من 4.1 مليون دولار في 2013  وأقل بقليل من 3 ملايين دولار في 2011.
ومن بين المكرمين في حفل التكريم بيتي سار وألفونسو كوارون في عام 2019،  كاثرين أوبي وغييرمو ديل تورو في عام 2018؛  مارك برادفورد وجورج لوكاس في عام 2017؛  كاثرين بيجيلو وروبرت إيروين في عام 2016؛  أليخاندرو غونزاليس إيناريتو وجيمس توريل في عام 2015؛  باربرا كروجر وكوينتين تارانتينو في عام 2014؛ مارتن سكورسيزي وديفيد هوكني في عام 2013؛ الراحل ستانلي كوبريك وإد روسشا في عام 2012؛ وكلينت ايستوود وجون بالديساري في عام 2011.
إلى جانب المتاحف الأخرى التي أرسلت أعمالًا للمزاد العلني في الماضي، تعرضت متحف مقاطعة لوس أنجلوس للفنون لانتقادات شديدة بسبب تشذيب مقتنياتها الفنية. في عام 2005، بمناسبة توسعة مجموعتها وإعادة تنظيمها وإعادة تركيبها في عام 2007، باعت متحف مقاطعة لوس أنجلوس للفنون 43 عملاً في دار سوذبيز للمزادات العلنية. وشملت الأعمال المباعة لوحات لأميديو موديلياني وكاميل بيسارو وماكس بيكمان ومنحوتات لألبرتو جياكوميتي وهنري مور وأعمال على الورق لبابلو بيكاسو وهنري ماتيس وإدغار ديغا. أكبر بيع للأعمال الفنية من قبل المتحف منذ أوائل الثمانينيات، كان من المتوقع أن يحقق 10.4 مليون دولار إلى 15.4 مليون دولار؛ نتج عنها في النهاية ما مجموعه 13 مليون دولار. من بين أكثرها قيمة كانت لوحة موديلياني لرسام المناظر الطبيعية الإسباني مانويل هامبرت، والتي بيعت مقابل 4.9 مليون دولار.
في عام 1966، قدم موريس توكمان، أمين الفن الحديث في متحف مقاطعة لوس أنجلوس للفنون، برنامج الفن والتكنولوجيا (A & T). ضمن البرنامج، تم وضع فنانين مثل روبرت إروين وجيمس توريل، على سبيل المثال، في شركة غاريت، لإجراء بحث في الإدراك. أسفر البرنامج عن معرض أقيم في متحف مقاطعة لوس أنجلوس للفنون وسافر إلى المعرض '70 في أوساكا، اليابان. كما ساهم في تطوير حركة الضوء والفضاء.
حازت أندريا ريتش على الثناء لمضاعفة منحة المتحف، إلى أكثر من 100 مليون دولار، ولزيادة الحضور ومتابعة البرامج وعمليات الاستحواذ التي قد تجذب شرائح متنوعة من سكان المدينة المتنوعين، مثل الفن الإسلامي وأمريكا اللاتينية والكوري. استقال ريتش جزئياً بسبب الخلافات مع إيلي برود، بما في ذلك تعيين أمين لمركز الفن المعاصر الجديد. في عام 2008، قدمت متحف مقاطعة لوس أنجلوس للفنون عرضًا رسميًا للاندماج مع MOCA ولمساعدة هذا المتحف في جمع أموال جديدة من المانحين.
وفقًا لقانون مقاطعة لوس أنجلوس واتفاقيات التشغيل المختلفة، تقوم شركة متحف أسوشيتس، وهي مؤسسة غير ربحية للمنفعة العامة منظمة بموجب قوانين ولاية كاليفورنيا، بإدارة وتشغيل وصيانة متحف مقاطعة لوس أنجلوس للفنون. في عام 2011، أبلغت متحف مقاطعة لوس أنجلوس للفنون عن صافي الأصول (بشكل أساسي، إجمالي جميع الموارد الموجودة في دفاترها، باستثناء قيمة الفن) بقيمة 300 مليون دولار. في ذلك العام، نما وقف المتحف من 99.6 مليون دولار إلى 106.8 مليون دولار. من خلال إصدار سندات بناء معفاة من الضرائب بقيمة 383 مليون دولار،  دفع المتحف تكاليف توسعه وتجديده المستمر، مما أسفر عن متحف الفن المعاصر الواسع الجديد وجناح معرض ريسنيك بالإضافة إلى تحسينات أخرى. توفر مقاطعة لوس أنجلوس حوالي 29 مليون دولار سنويًا،  تغطي أكثر من ثلث نفقات تشغيل المتحف.
عادةً ما تجمع متحف مقاطعة لوس أنجلوس للفنون حوالي 40 مليون دولار من التبرعات ومستحقات العضوية، والتي يتم احتسابها كهدايا، ودفع ما يقرب من نصف متوسط نفقات متحف مقاطعة لوس أنجلوس للفنون البالغ حوالي 92 مليون دولار.

### حضور
على الرغم من زيادة الحضور في السنوات الأخيرة، إلا أنه ظل عند 914356 زائرًا في عام 2010. في عام 2011، ذهب حوالي 1.2 مليون زائر إلى متحف مقاطعة لوس أنجلوس للفنون، مما يجعلها المرة الأولى التي يكسر فيها المتحف علامة المليون. في عام 2015، بلغ الحضور 1.6 مليون.

### المدراء
- د. ريتشارد (ريك) ف. براون - 1961 - 1966 [105]
- كينيث دوناهو 1966-1979
- إيرل أ.باول الثالث 1980-1992
- مايكل إي شابيرو - 1992-1993
- بين عامي 1993 و 1995، كان نائب المدير الأول رونالد براتون يتولى الأنشطة المالية والإدارية، وكانت ستيفاني بارون، المنسقة الرئيسية للفن الحديث والمعاصر، تنسق شؤون التنظيم.[138]
- جراهام دبليو جي بيل - 1996-1999
- أندريا ل.ريتش - 1999-2005
- مايكل جوفان - 2006 حتى الآن

في عام 1996، قرر مجلس أمناء متحف مقاطعة لوس أنجلوس للفنون أن الدور المزدوج التقليدي للمدير بصفته مديرًا رئيسيًا / مديرًا فنيًا يجب فصله، وعين أندريا ريتش كرئيس ومدير تنفيذي للمتحف، بينما أدار غراهام بيل برامجه الفنية. كجزء من إعادة الهيكلة عام 2005، أصبح منصب الرئيس مرة أخرى في المرتبة الثانية في المؤسسة.
يوفر متحف مقاطعة لوس أنجلوس للفنون منزلًا للمخرج. من هذا الغرض، امتلكت 5,100 قدم مربع (470 م2) ممتلكات هانكوك بارك منذ عام 2006. في عام 2020، استحوذت شركة متحف أسوشيتس على 3,300 قدم مربع (310 م2) منزل على 7,800 قدم مربع (720 م2) لوت في ميد ويلشاير مقابل 2.2 مليون دولار.
يحكم متحف مقاطعة لوس أنجلوس للفنون مجلس أمناء يضع السياسة ويحدد الاتجاه الاستراتيجي للمتحف. تعد عضوية مجلس الإدارة إحدى الطرق الملموسة القليلة لقياس العمل الخيري في عالم المتاحف. تبلغ تكلفة الانضمام إلى متحف مقاطعة لوس أنجلوس للفنون 100,000 دولار؛ يلتزم كل عضو في مجلس الإدارة بالتبرع أو جمع ما لا يقل عن 100,000 دولار أخرى سنويًا للمتحف غير الربحي. يضم المتحف حاليًا أكثر من 50 عضوًا نشطًا في مجلس الإدارة؛ انضم 30 منهم منذ عام 2006، بما في ذلك باربرا سترايسند، ومؤلف الأغاني كارول باير صقر، وجامع الموسيقى داشا جوكوفا، والصحفي التلفزيوني ويلو باي، والمنتج برايان جرازر، ورئيس شركة سوني بيكتشرز إنترتينمنت، مايكل لينتون، ومقدم البرامج التلفزيونية رايان سيكريست. منذ عام 2015، ترأس مجلس الإدارة كل من إيلين وين وتوني ريسلر.
والجدير بالذكر أن توم جورز تنحى عن منصبه كأمين لمجلس الإدارة في عام 2020، بعد أن دعت مجموعات المناصرة يستحق الارتفاعات ولون التغيير إلى إقالته بسبب استثماره في Securus Technologies.

## لوحات مختارة

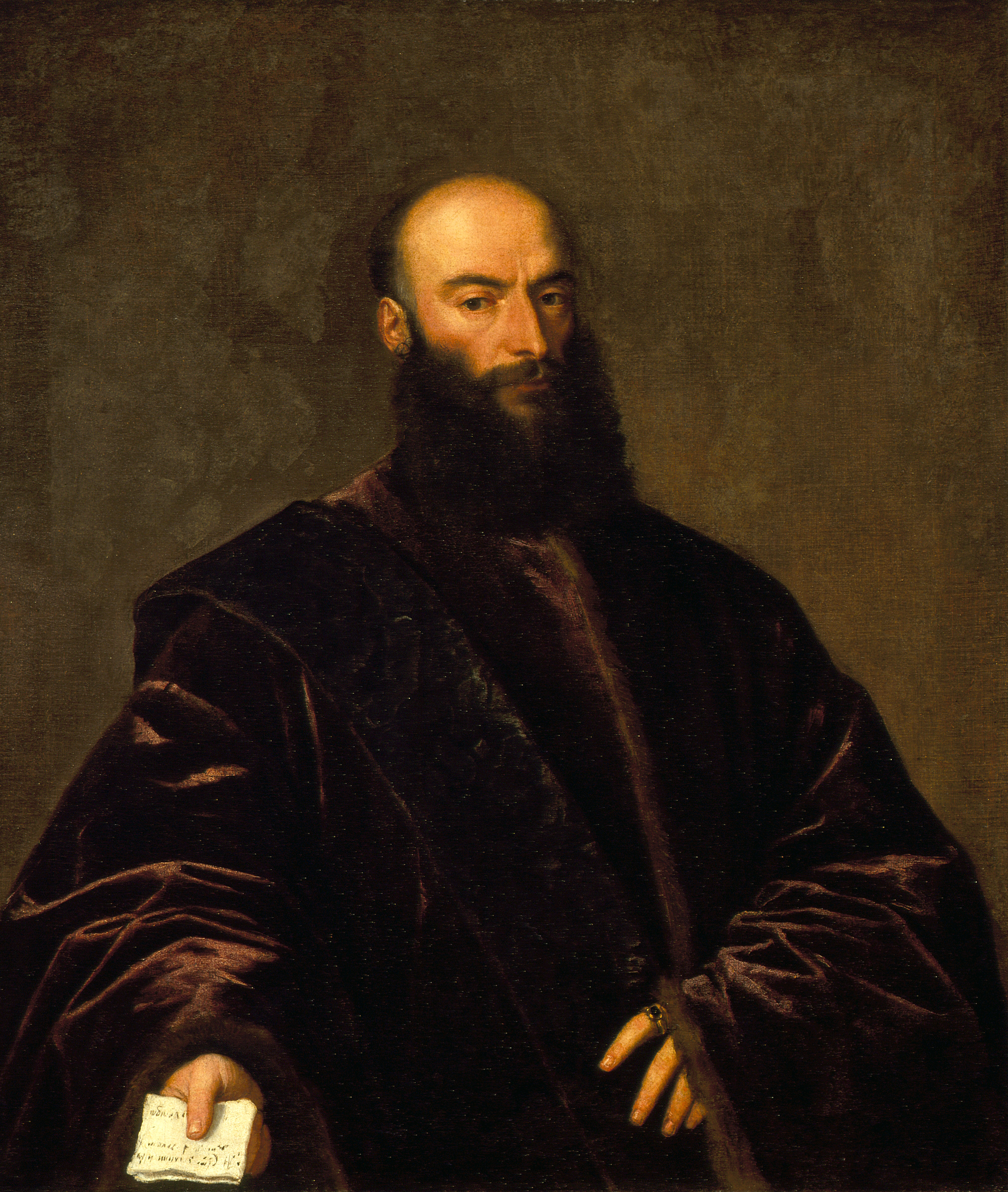
تيتيان ، صورة جاكوبو (جياكومو) دولفي ، ١٥٣٢
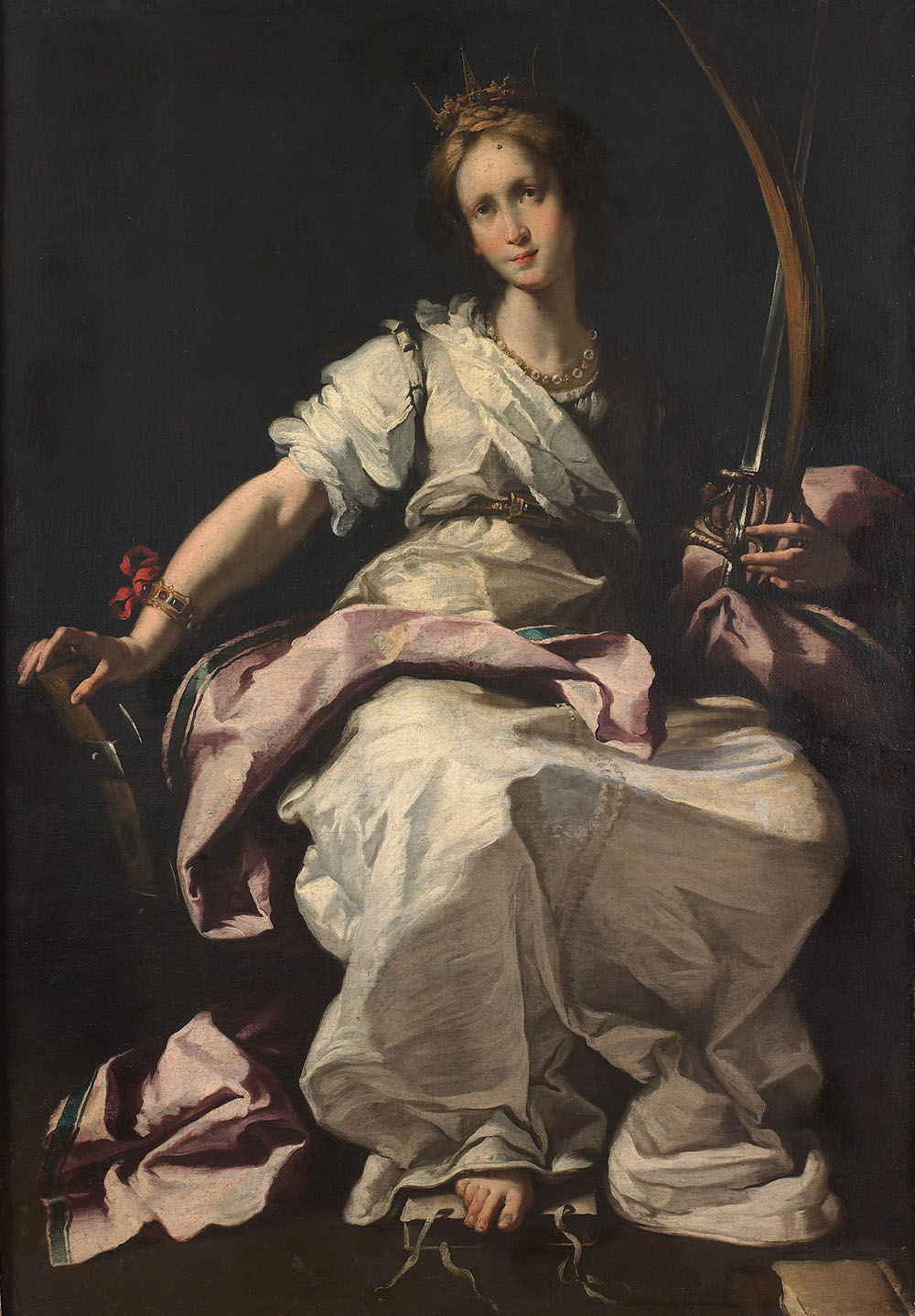
برناردو ستروزي  [لغات أخرى]‏ ، سانت كاترين الإسكندرية ، ١٦١٥
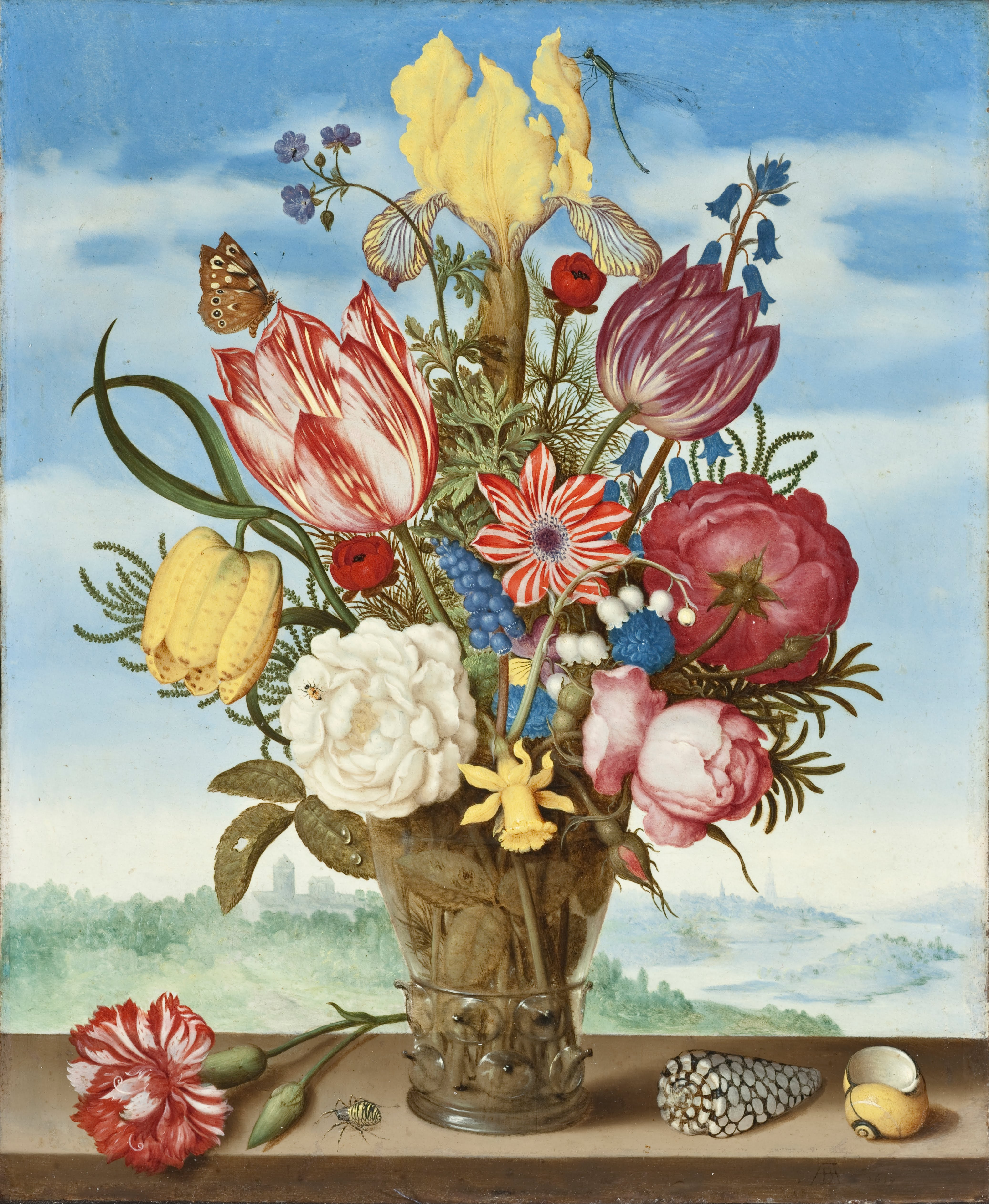
أمبروسيوس بوسشارت [الإنجليزية] ، باقة من الزهور على الحافة 1619
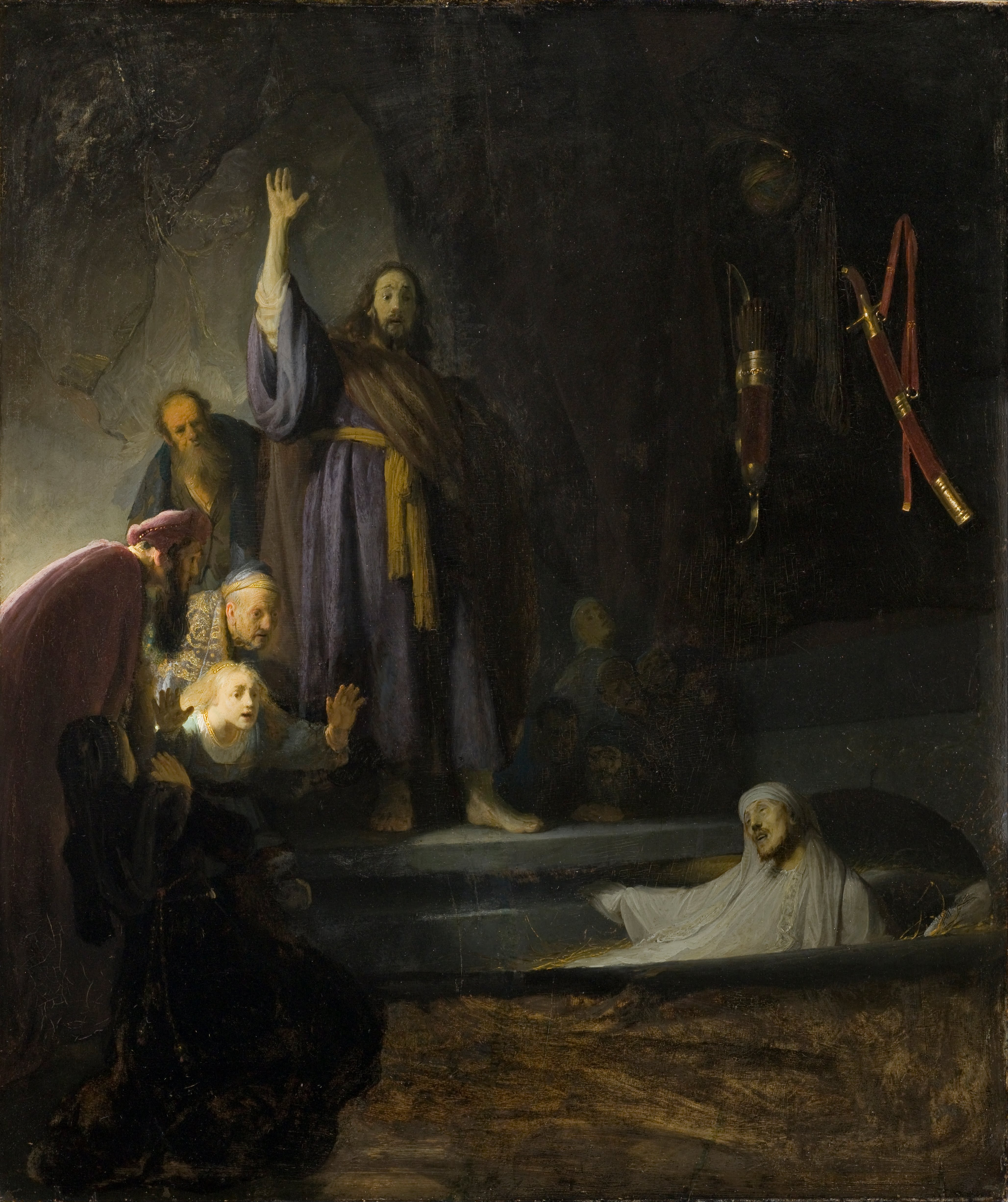
رامبرانت ، تربية لعازر  [لغات أخرى]‏ 1630
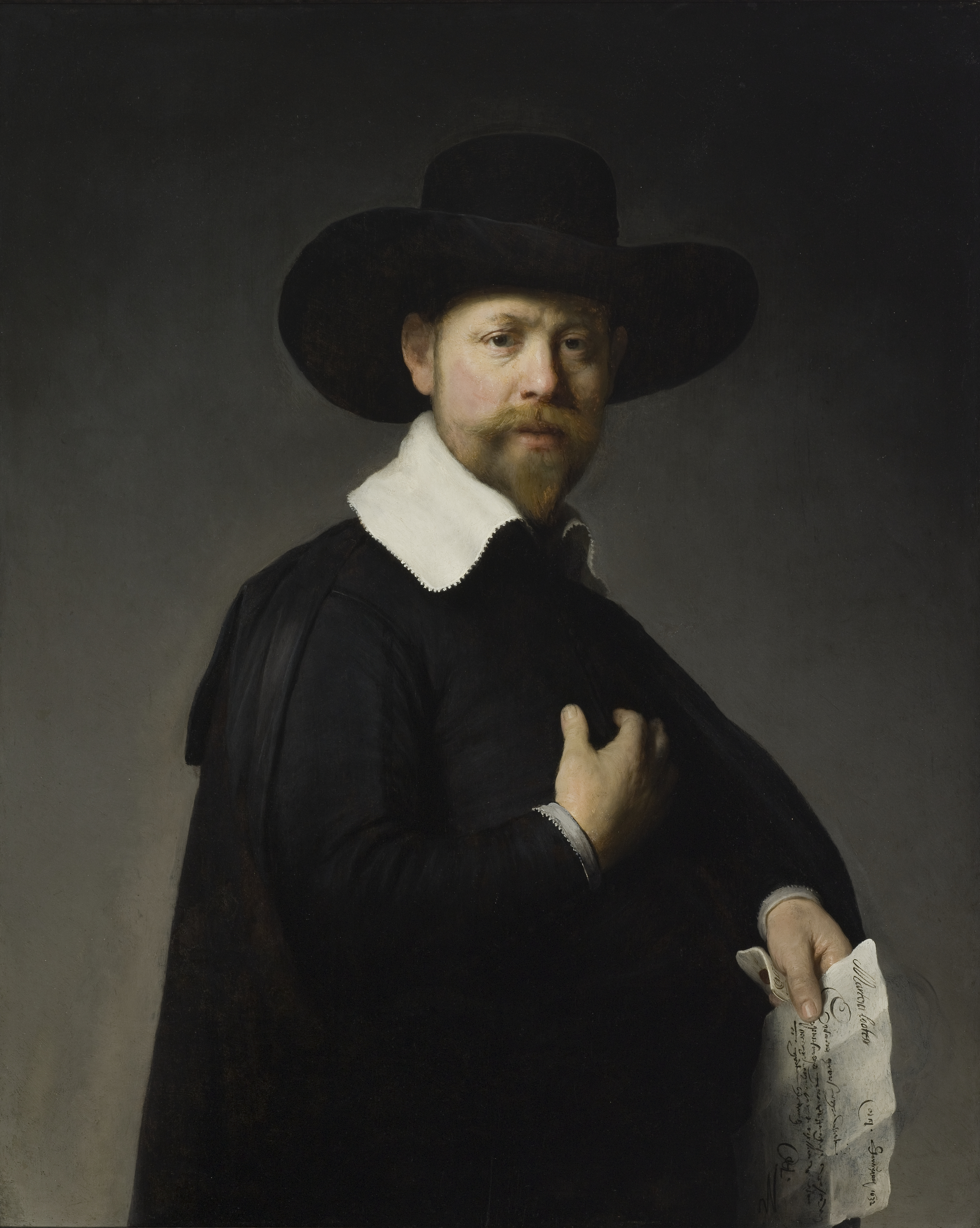
رامبرانت ، صورة مارتن لوتن ، ١٦٣٢
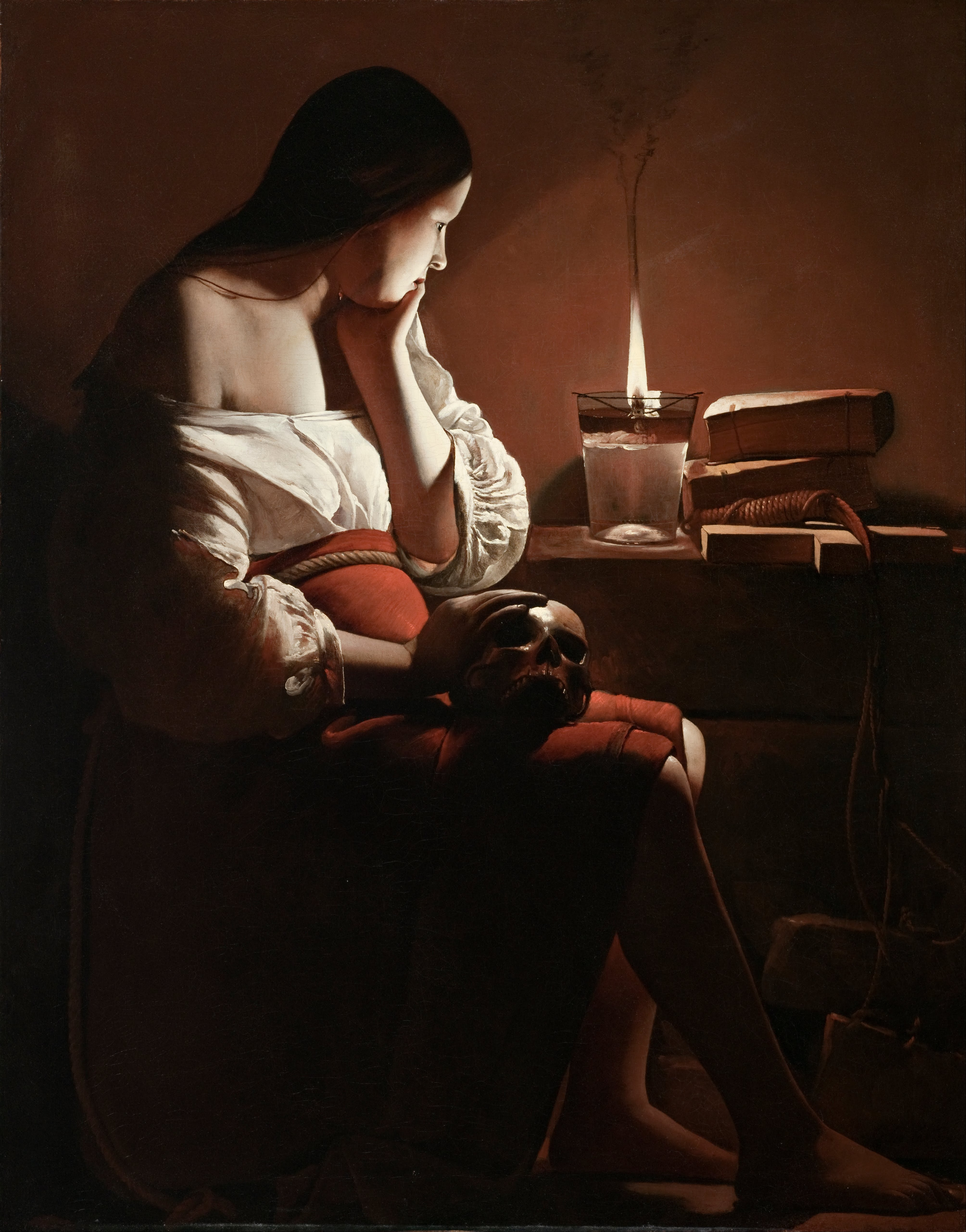
جورج دي لا تور ، المجدلية مع شعلة التدخين  [لغات أخرى]‏ ، ١٦٤٠
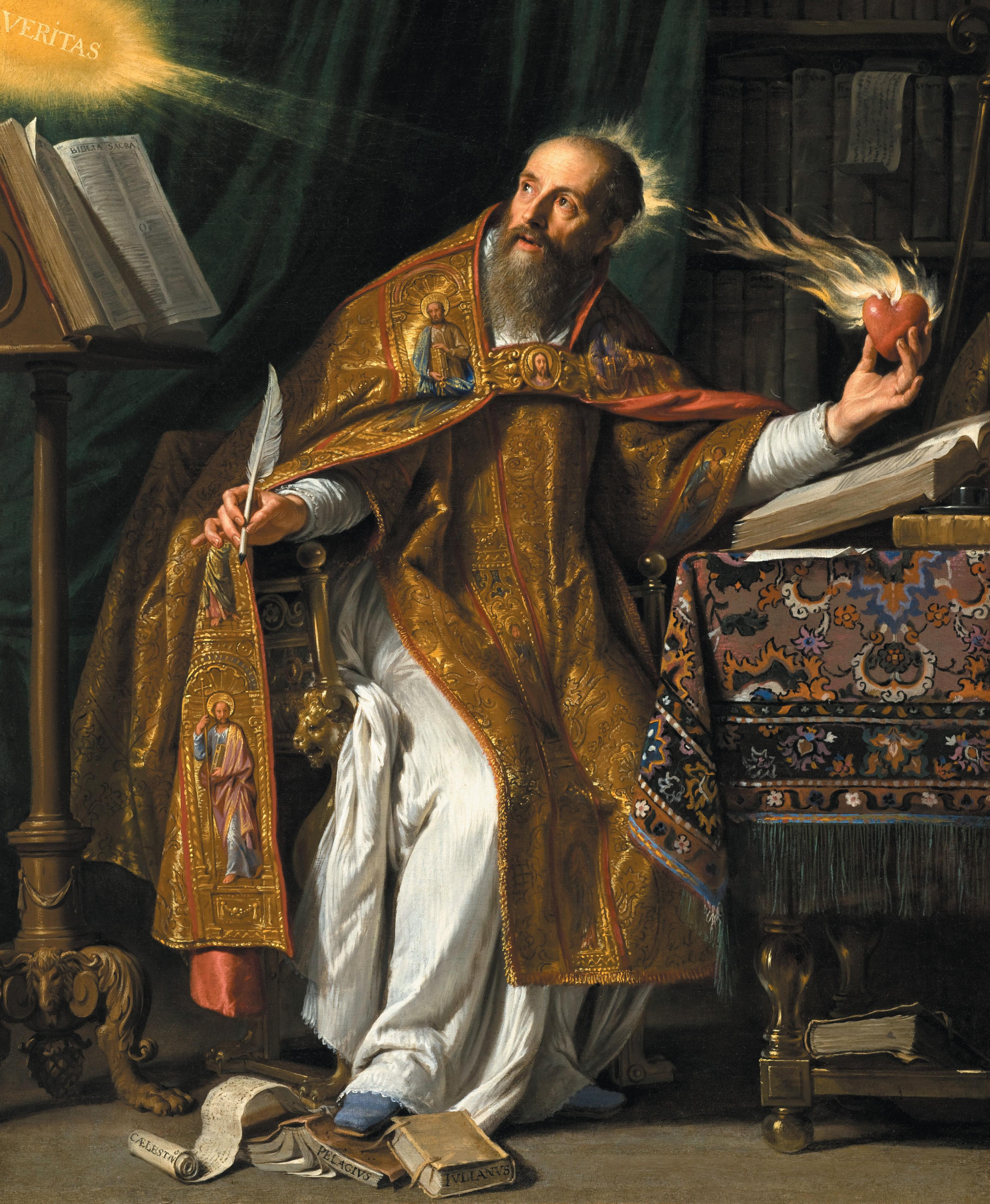
فيليب دي شامبين ، القديس أوغسطين ، 1645-1650
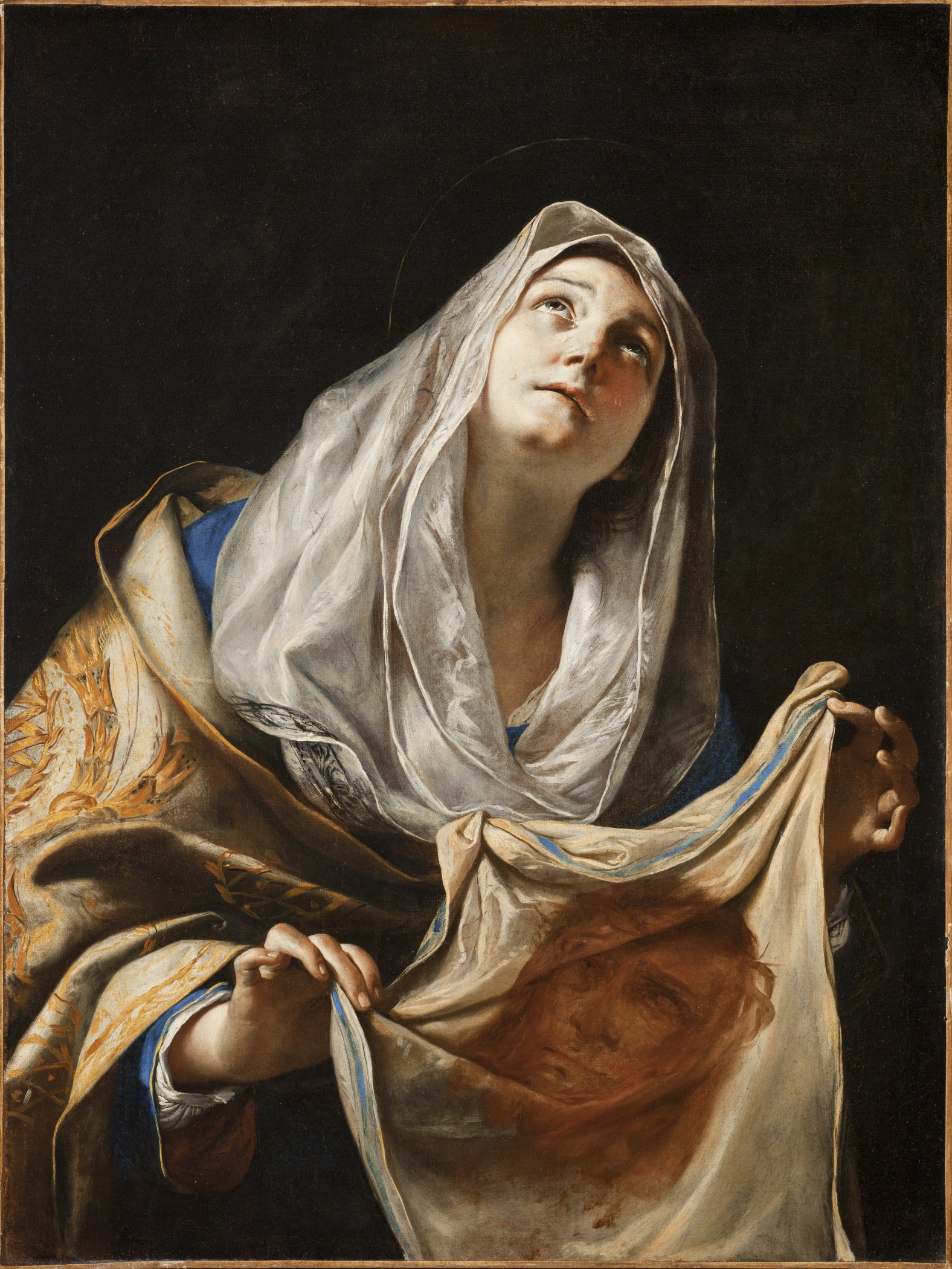
ماتيا بريتي ، القديسة فيرونيكا ذات الحجاب ، 1655-1660
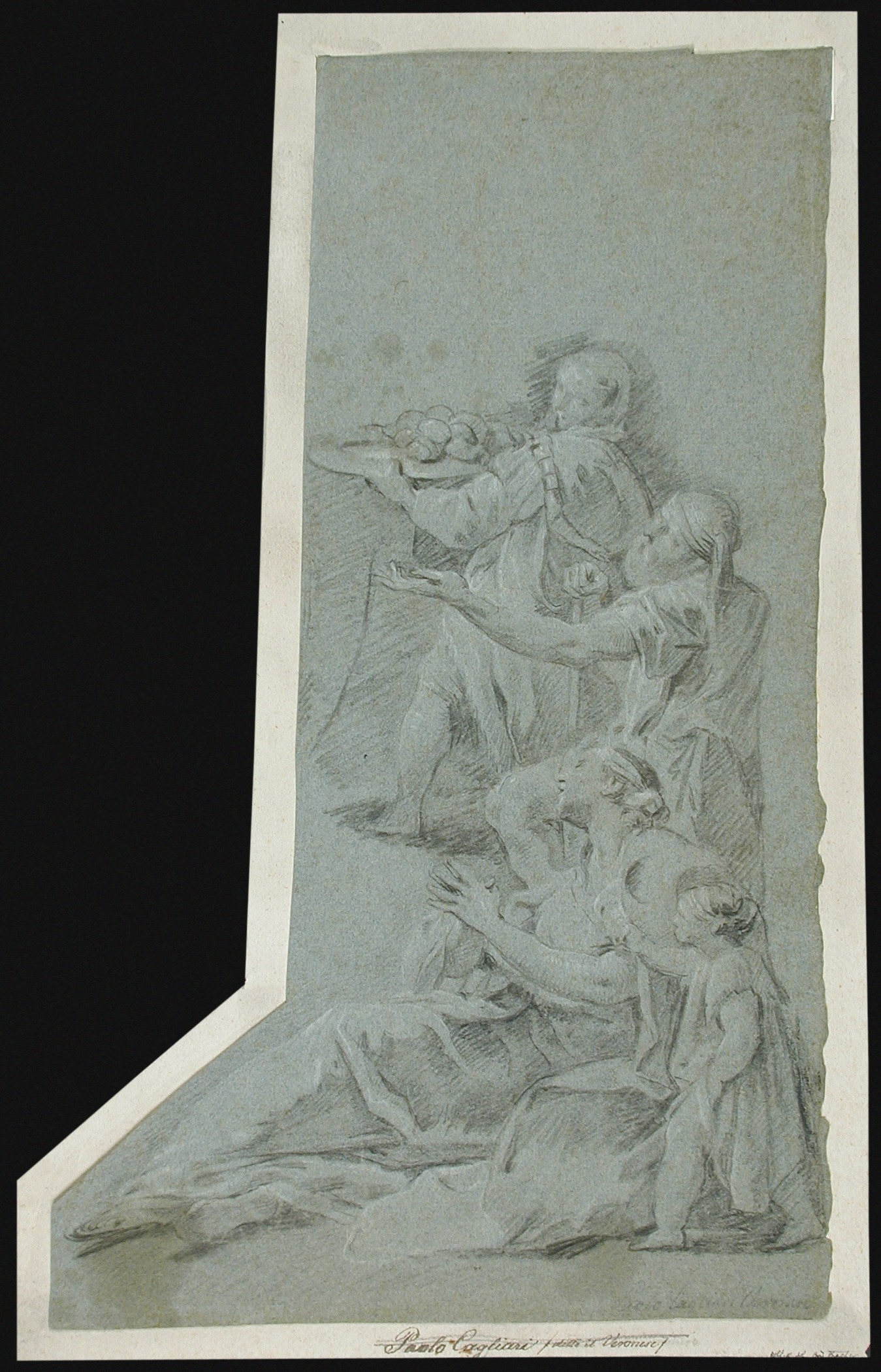
جيامباتيستا بيتوني ، Figuras de um banquete ، 1720
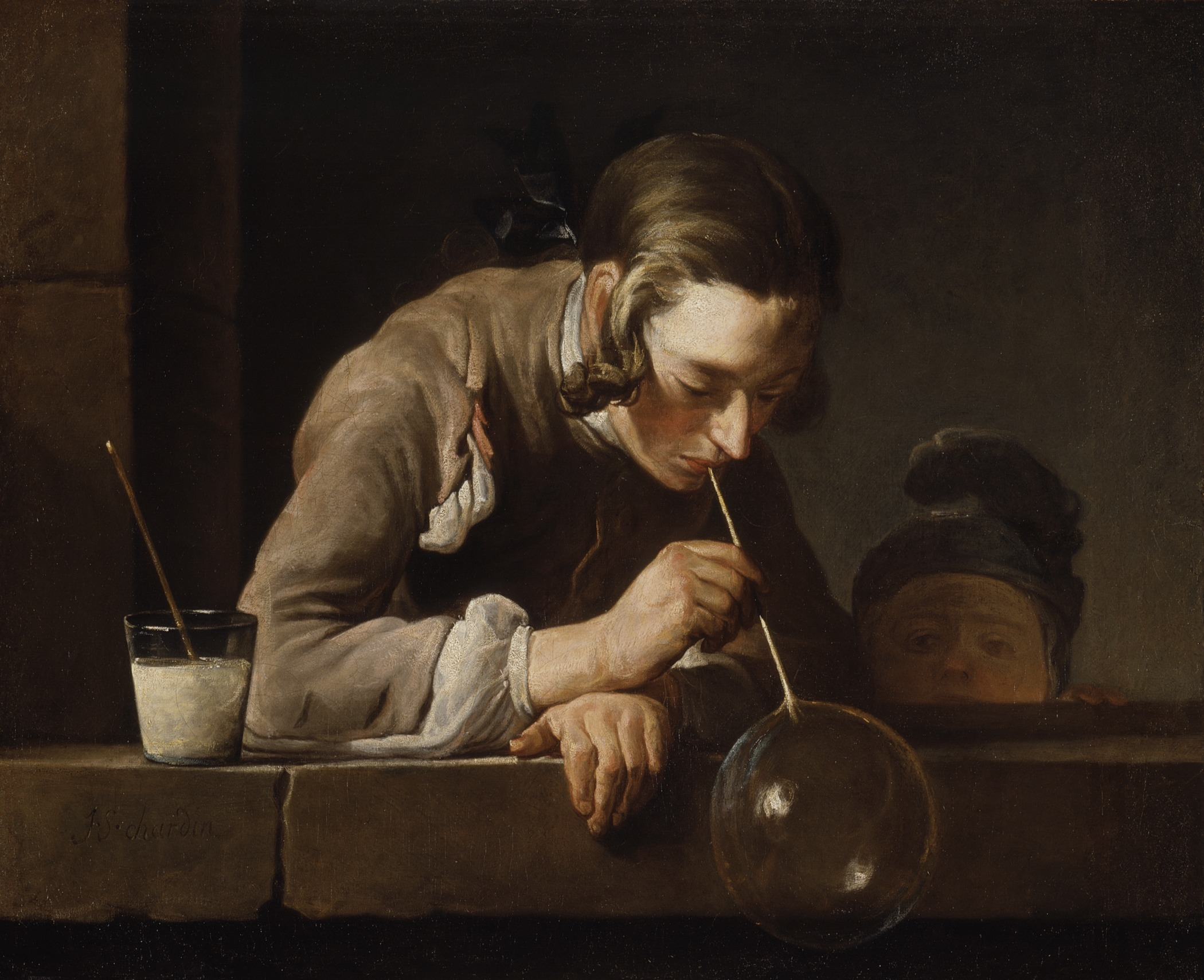
جان بابتيست سيميون تشاردين ، فقاعات الصابون 1739
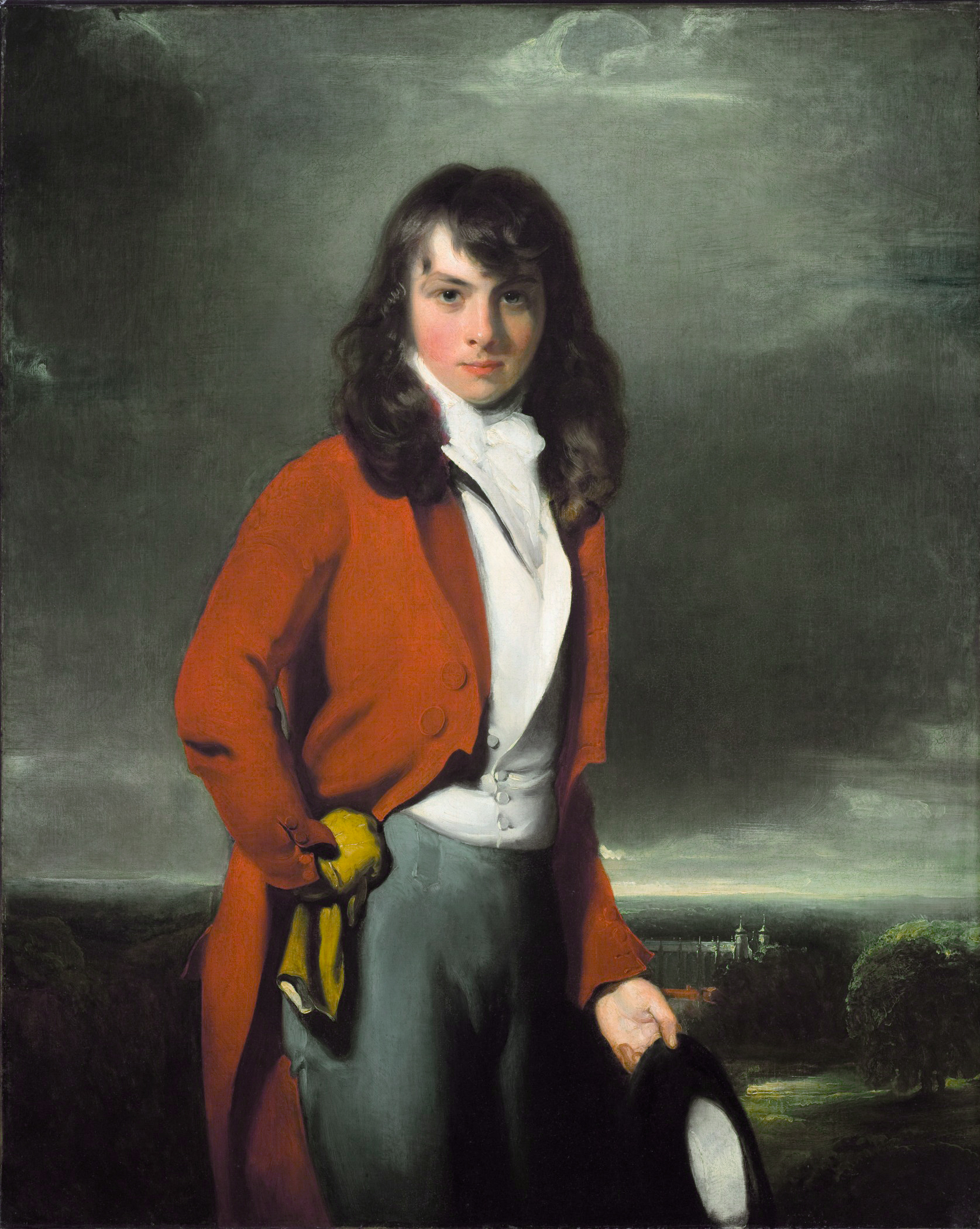
توماس لورانس ، صورة آرثر أثيرلي في دور إيتوني ، 1791
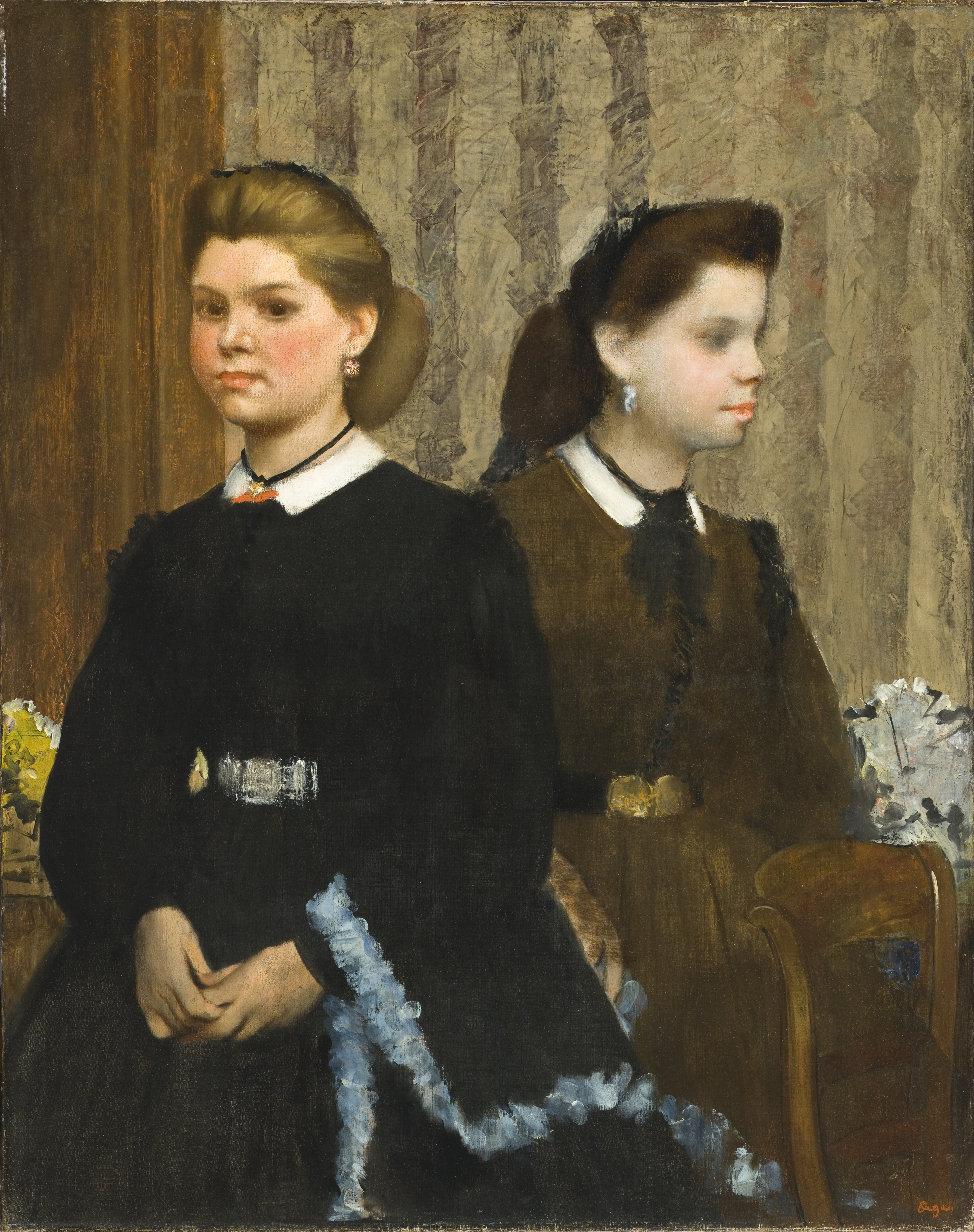
إدغار ديغا ، الأخوات بيليلي ، ١٨٦٥
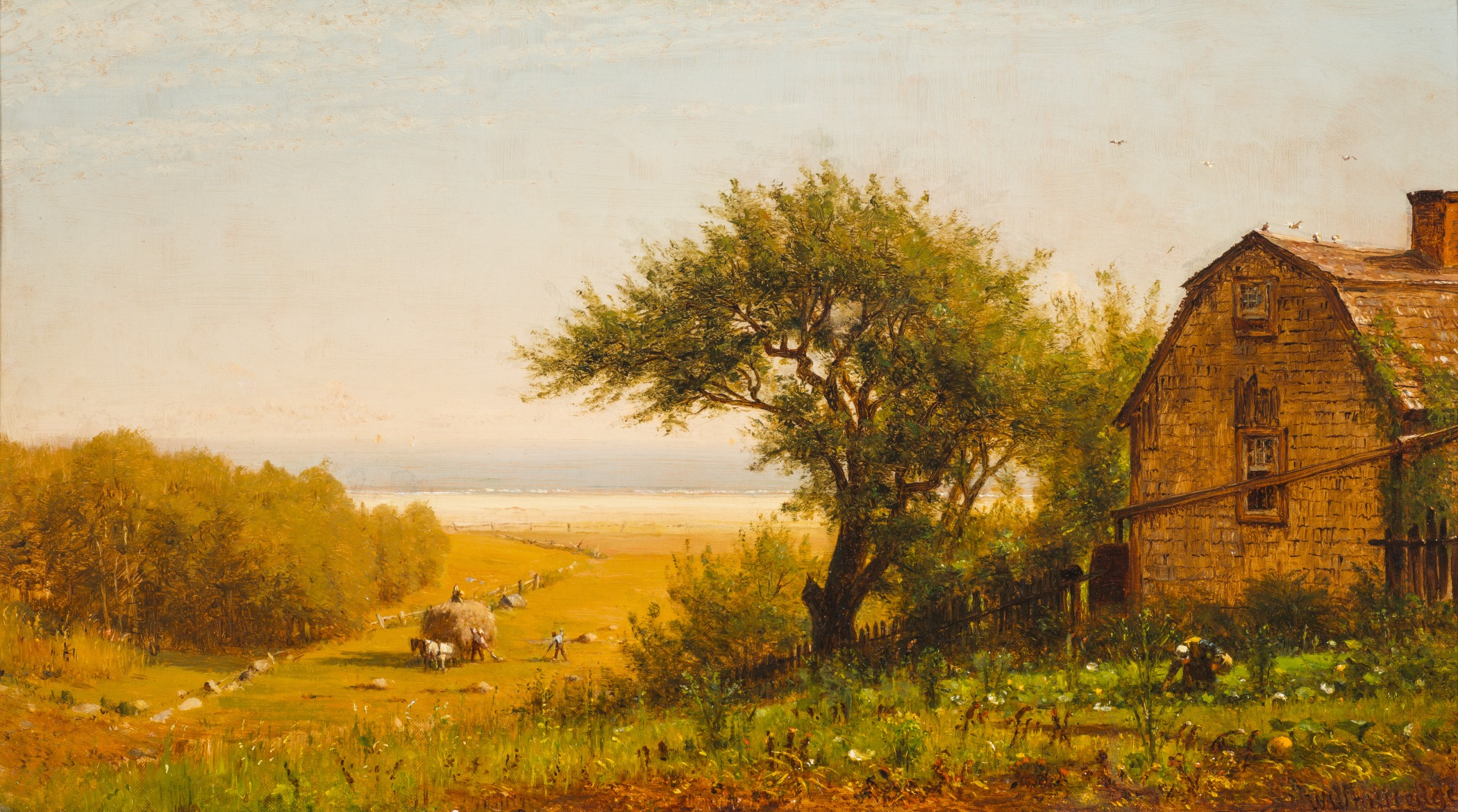
ورثينجتون ويتريدج ، منزل على شاطئ البحر ، حوالي عام 1872
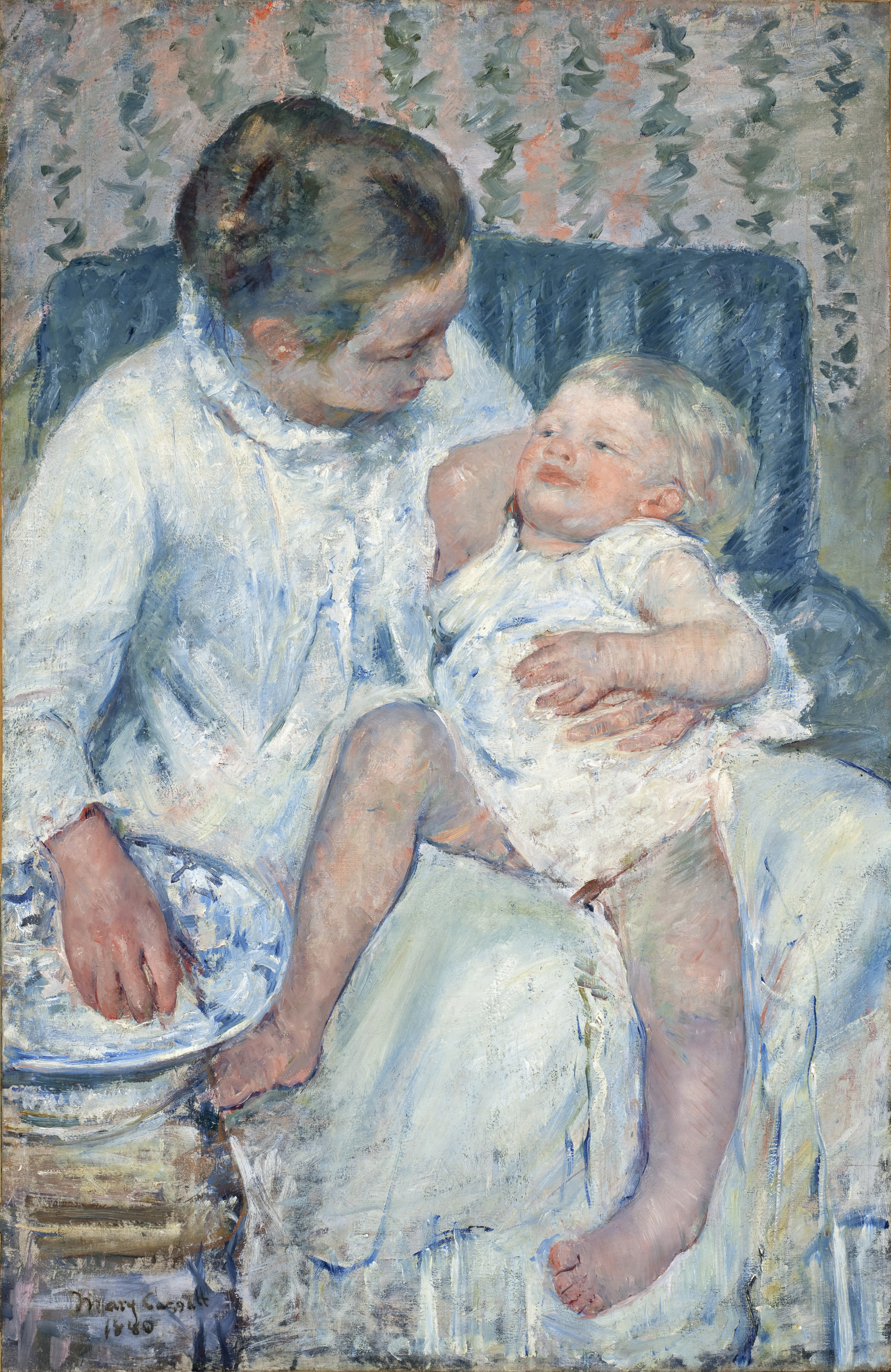
ماري كاسات ، أم على وشك أن تغسل طفلها النائم ، 1880
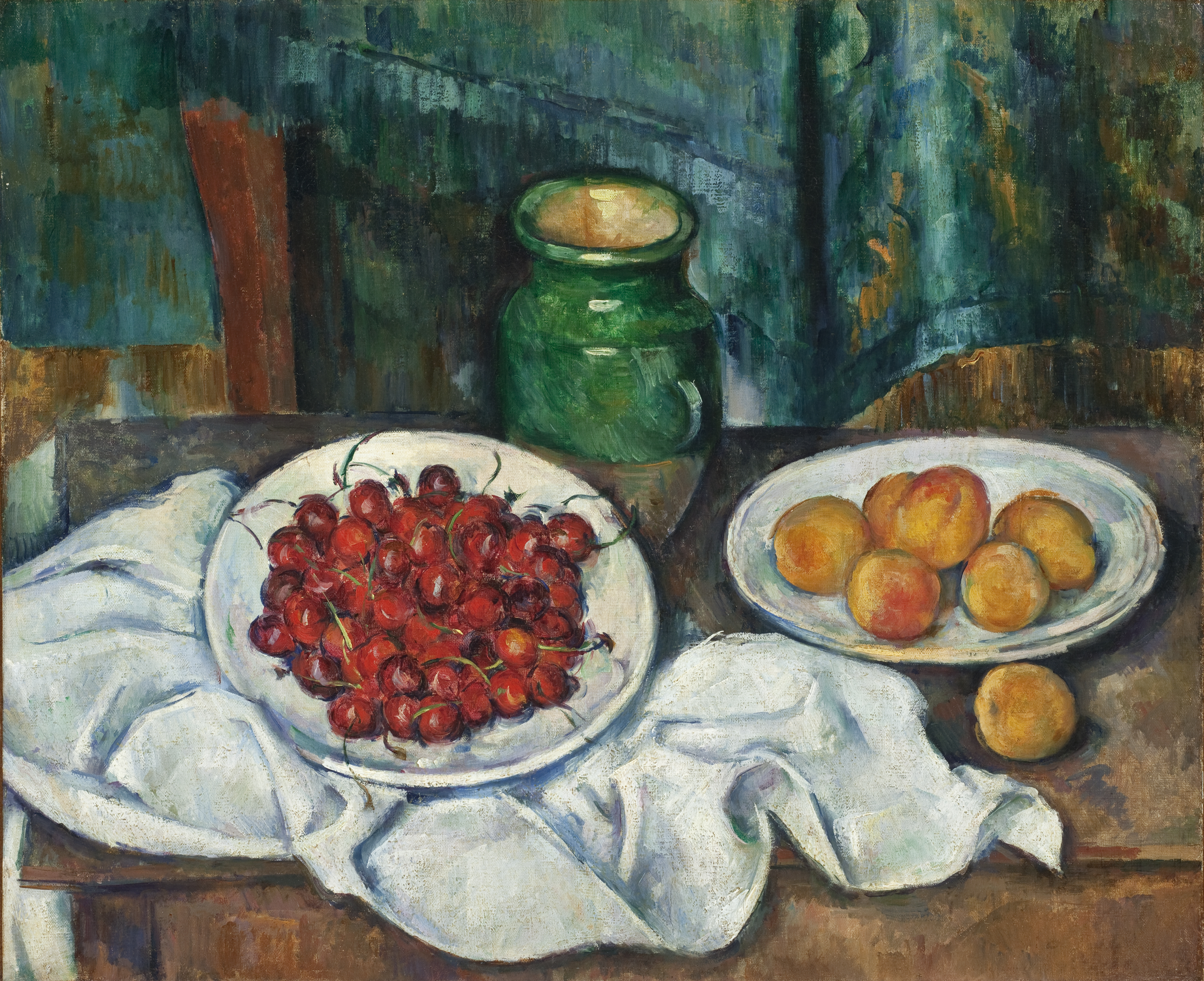
بول سيزان ، لا تزال الحياة مع الكرز والخوخ 1885
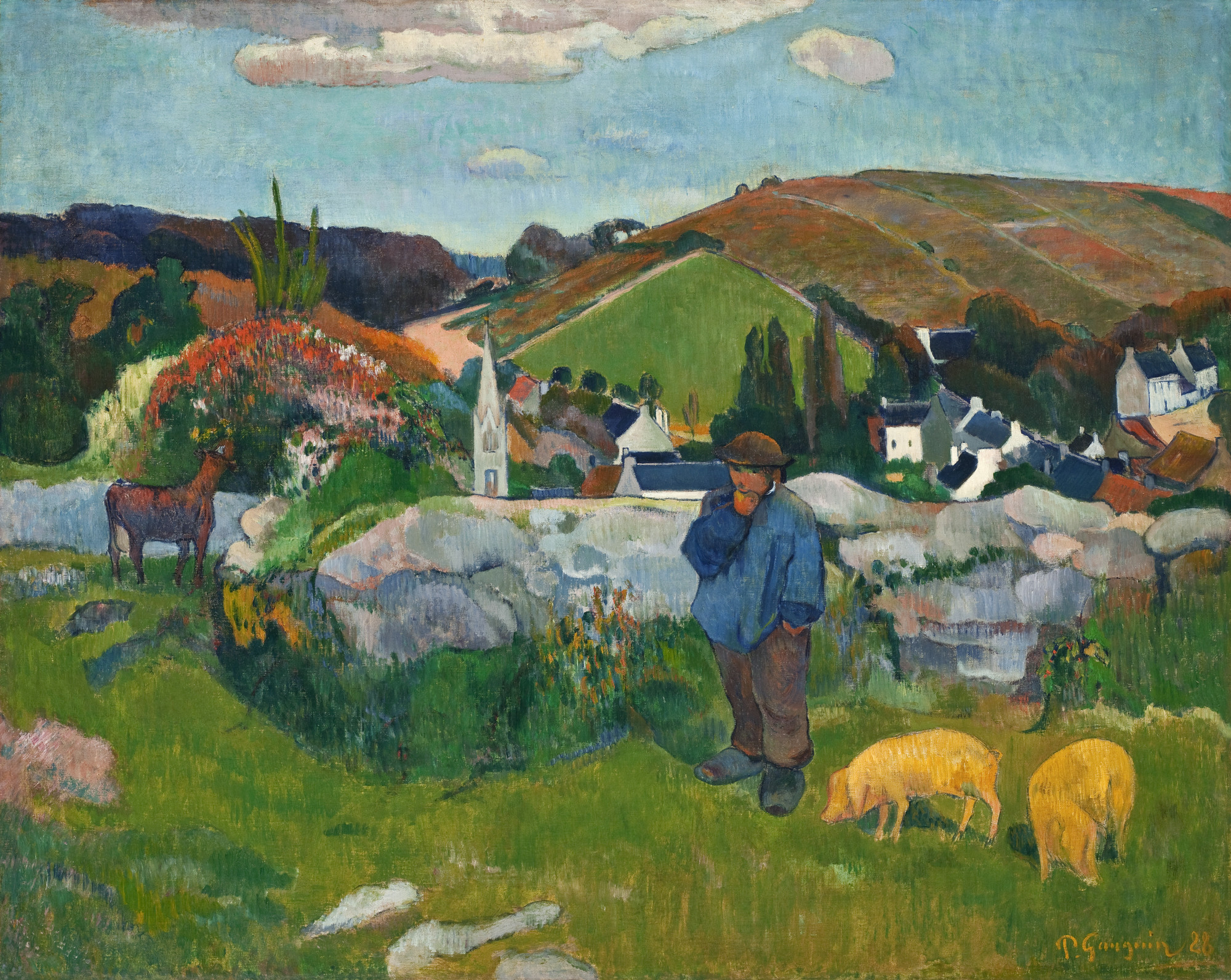
بول غوغان ، The Swineherd ، ١٨٨٨
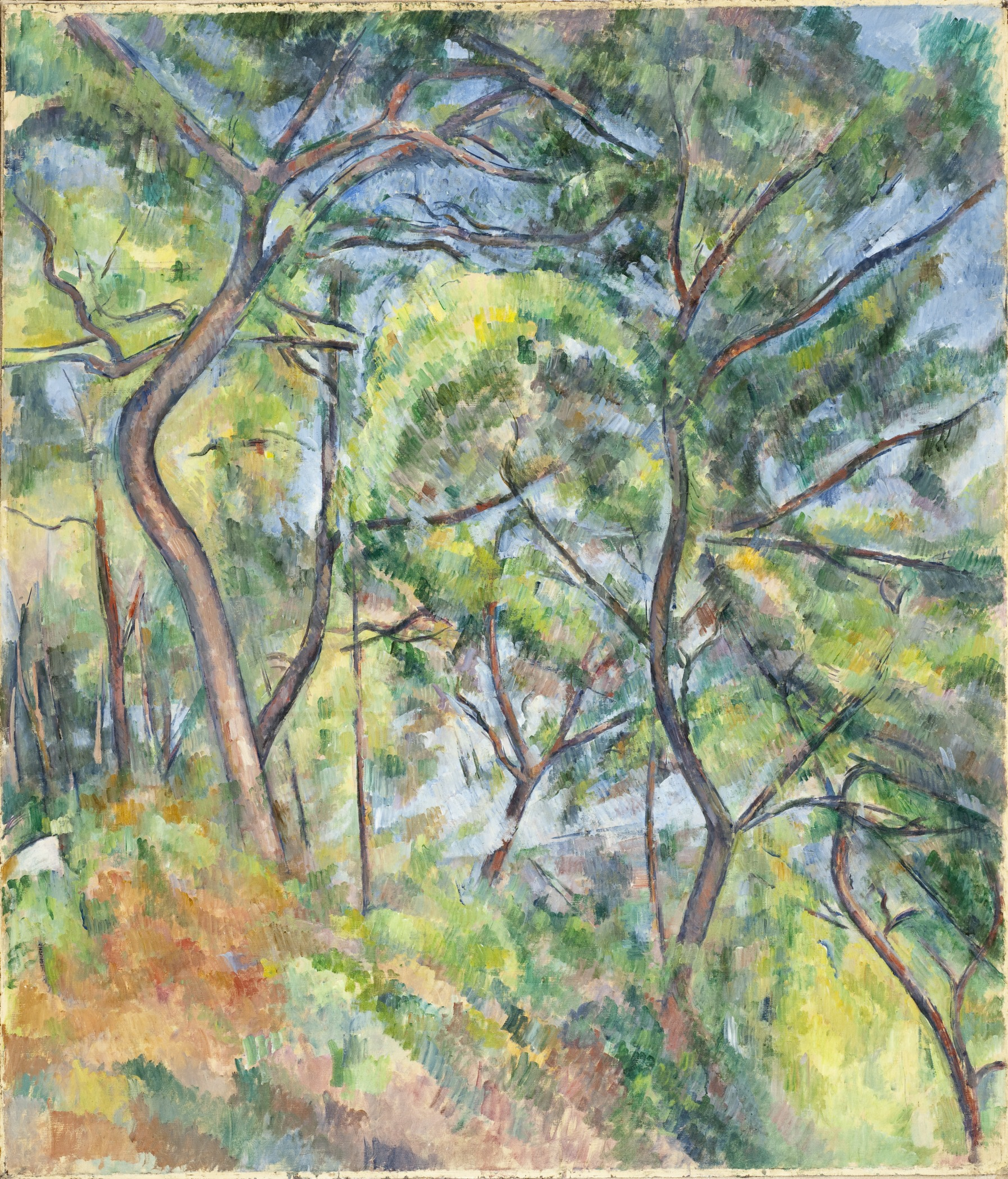
بول سيزان ، سوس بوا ، 1894
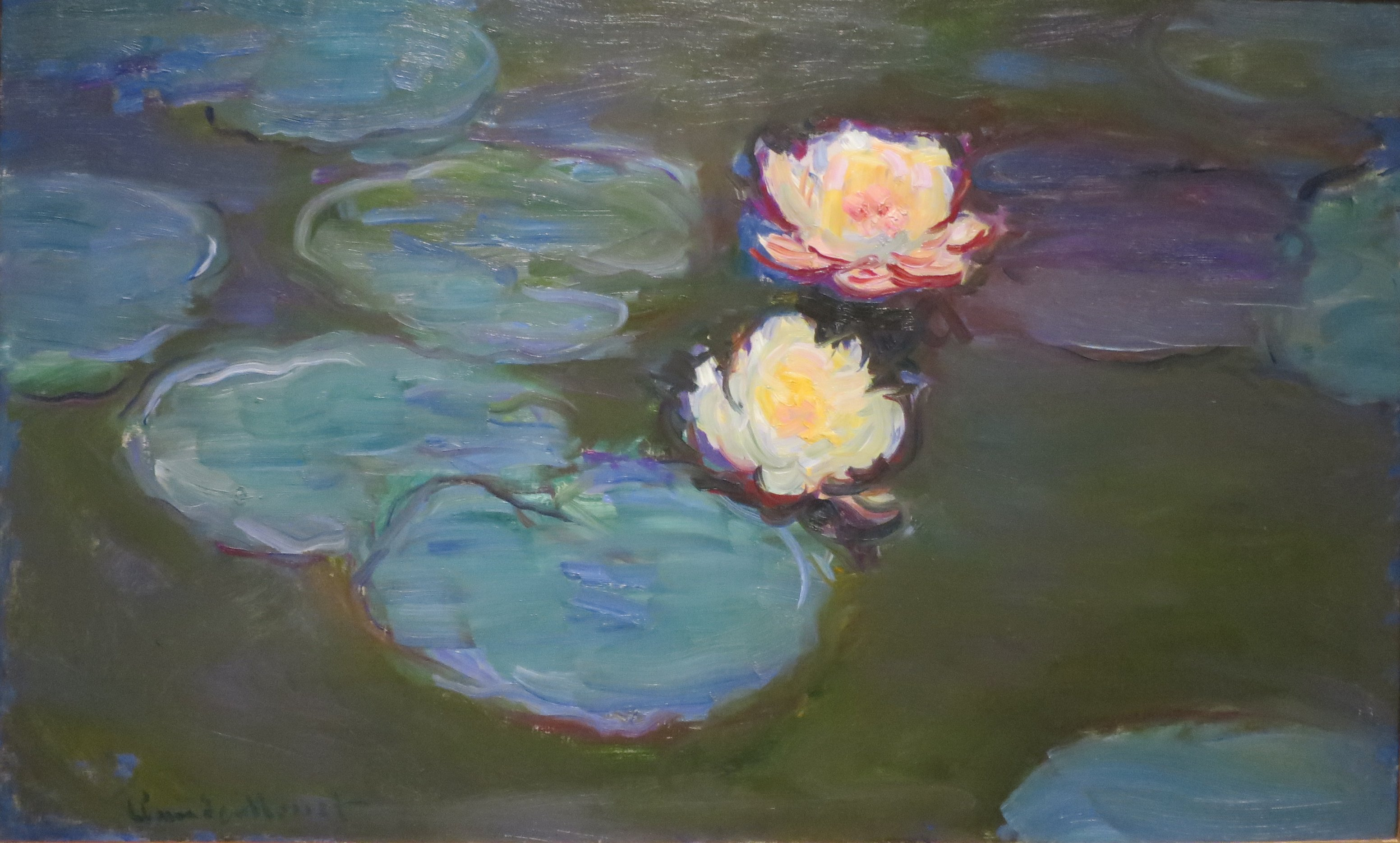
كلود مونيه ، حورية البحر ، ١٨٩٧-١٨٩٨
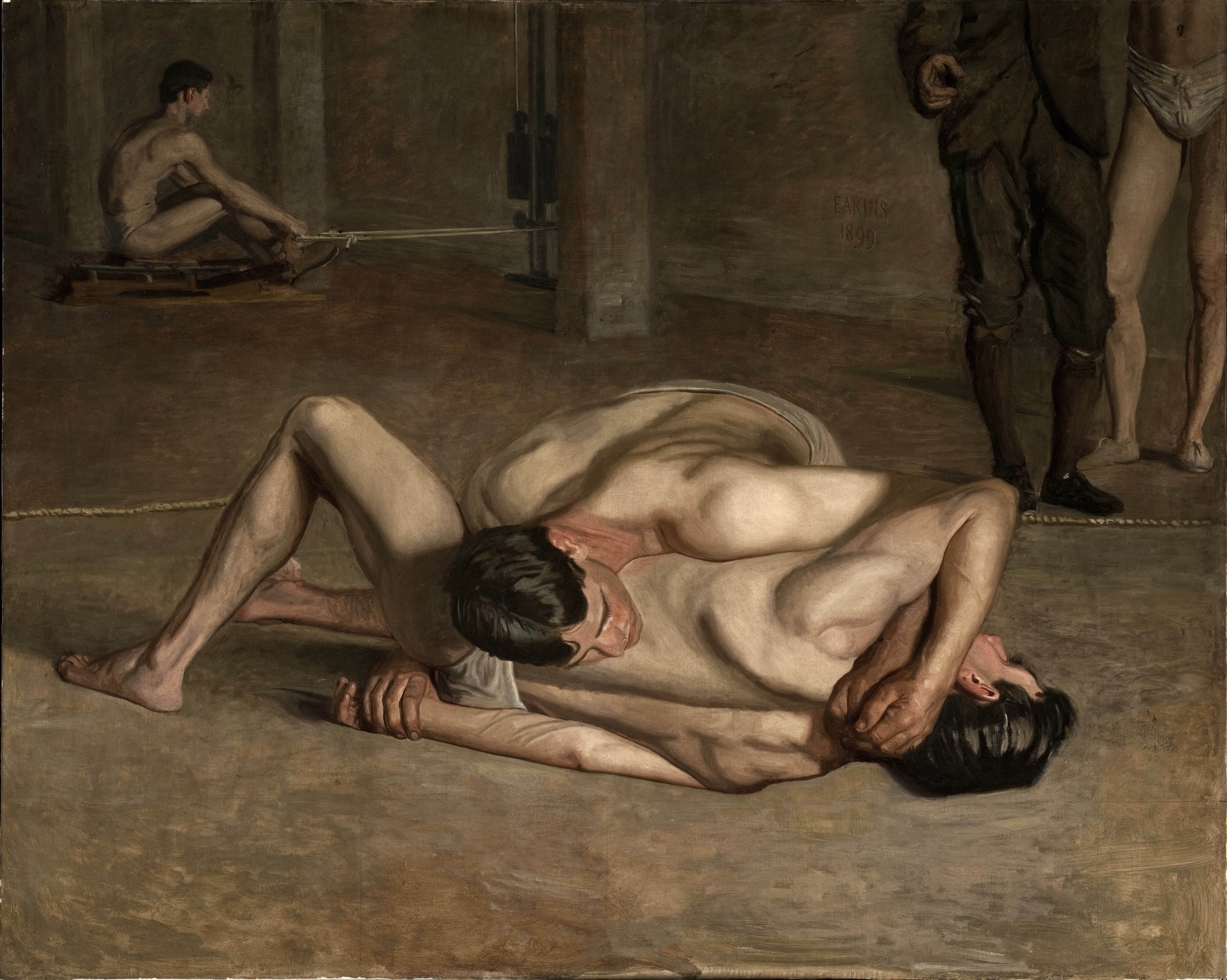
توماس إيكنز ، المصارعون 1899
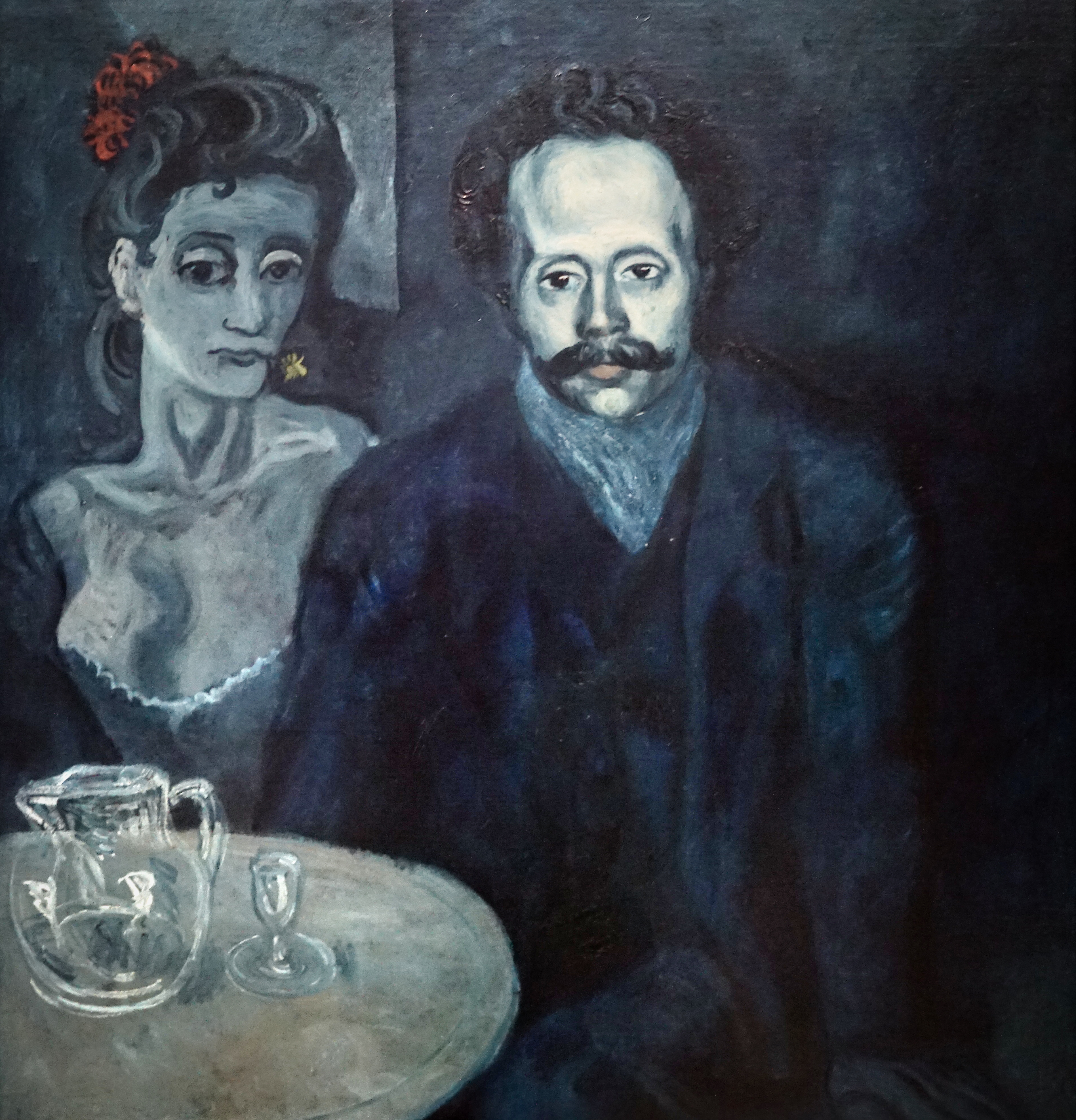
بابلو بيكاسو ، صورة لسيباستيا جونيير فيدال (وامرأة) ، 1903
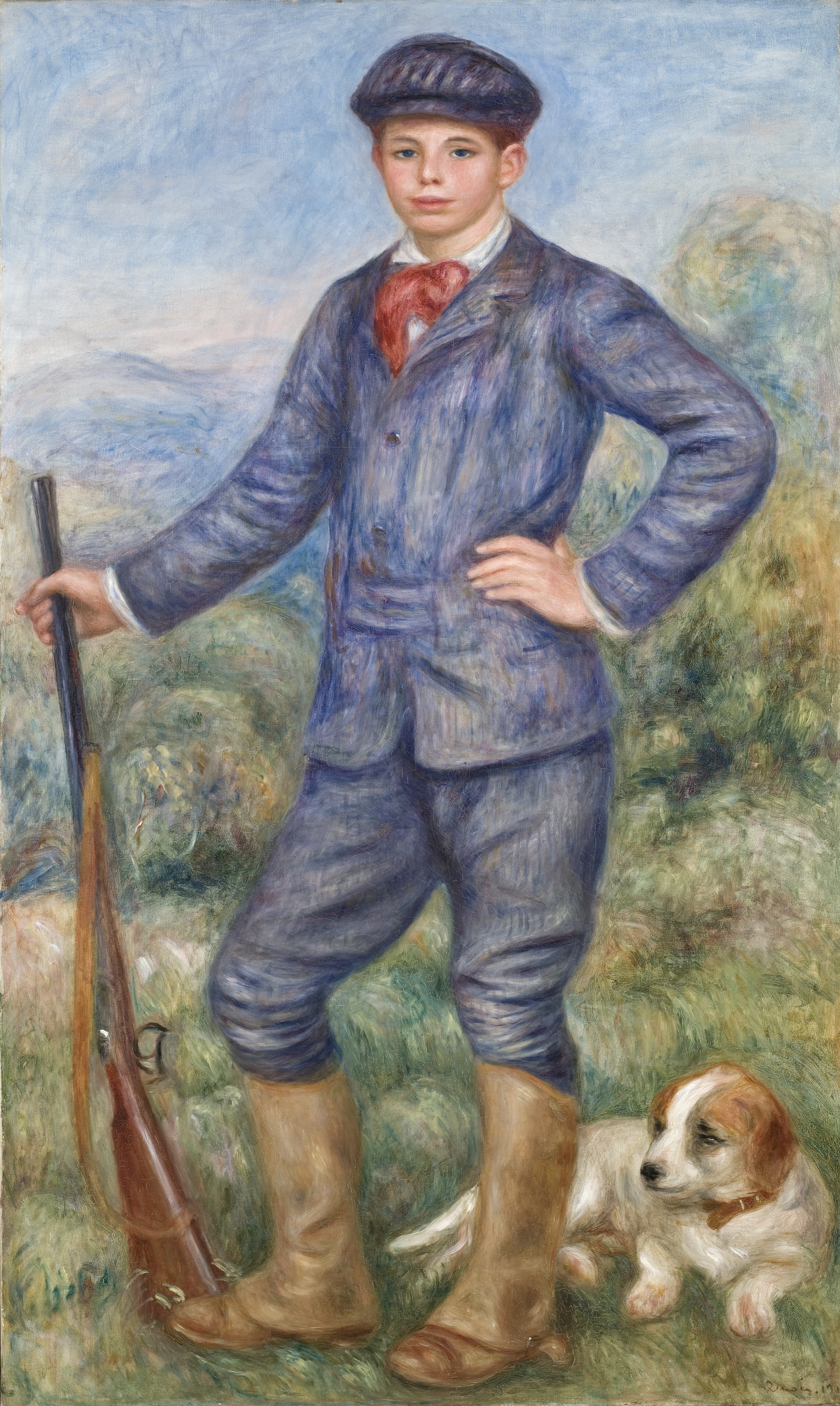
بيير أوغست رينوار ، جان رينوار كصياد ، 1910
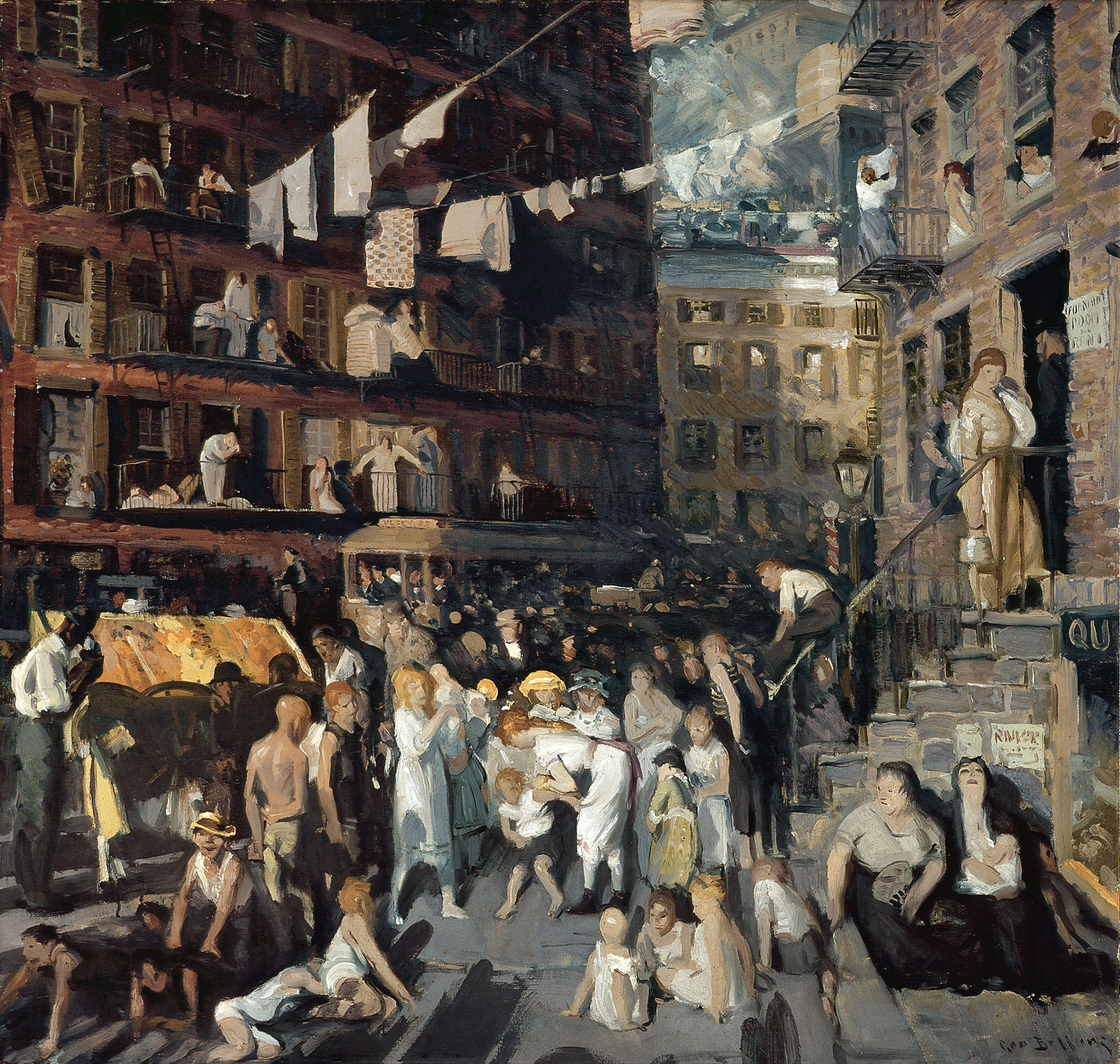
جورج بيلوز ، كليف دويلرز  [لغات أخرى]‏ ، 1913
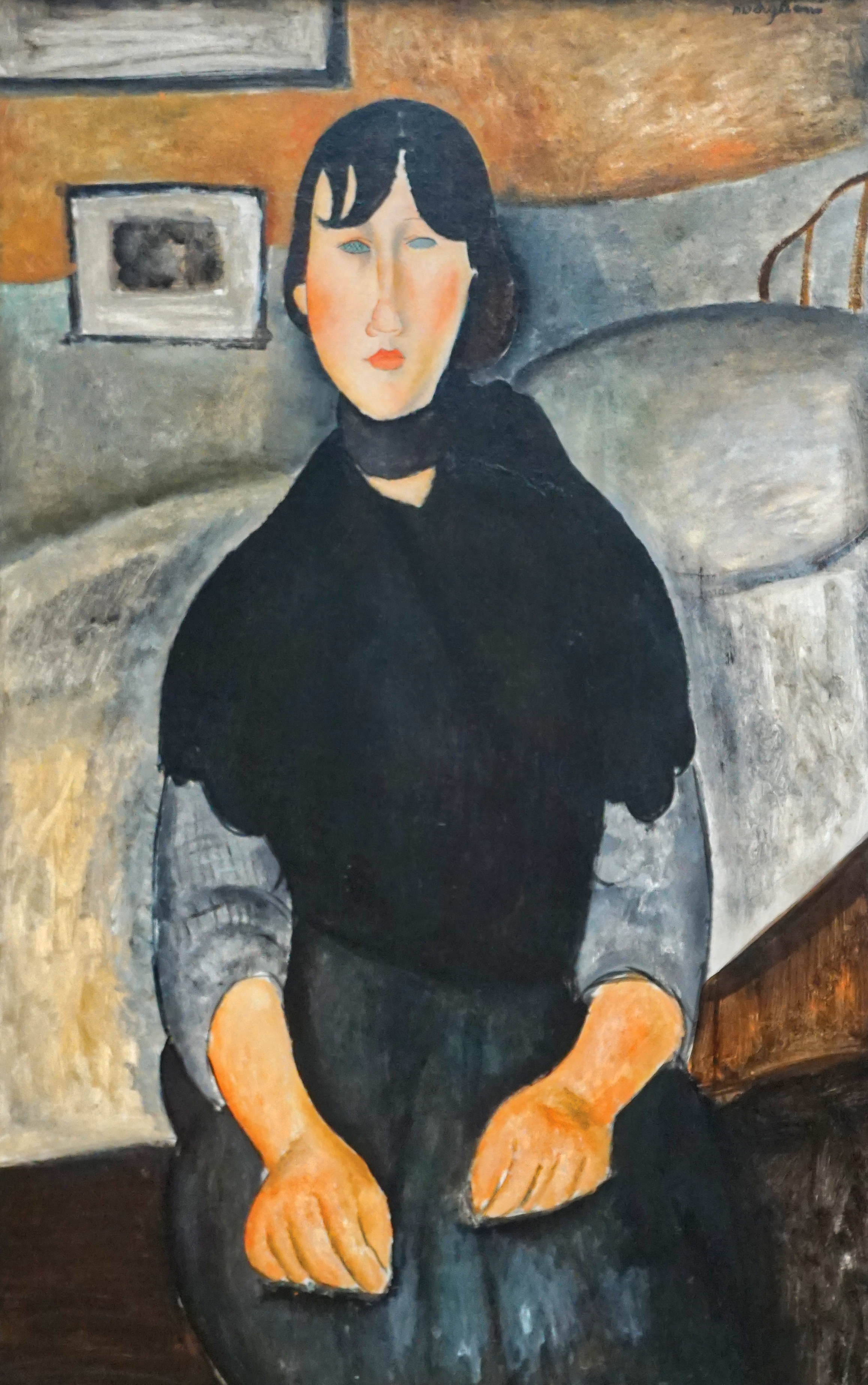
أميديو موديلياني ، امرأة شابة من الشعب ، 1918
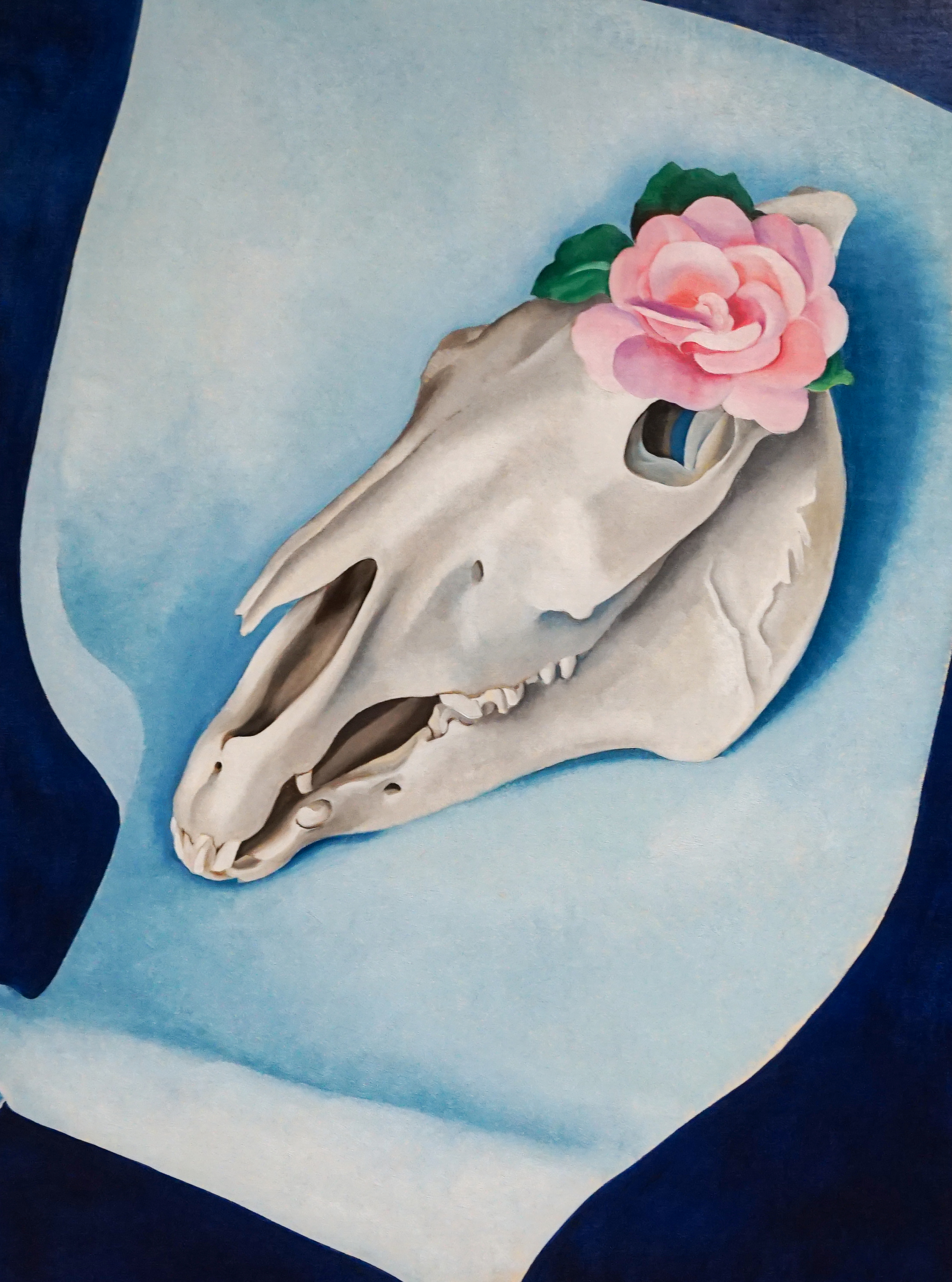
جورجيا أوكيفي ، جمجمة الحصان مع الوردة الوردية ، 1931

## كائنات مختارة

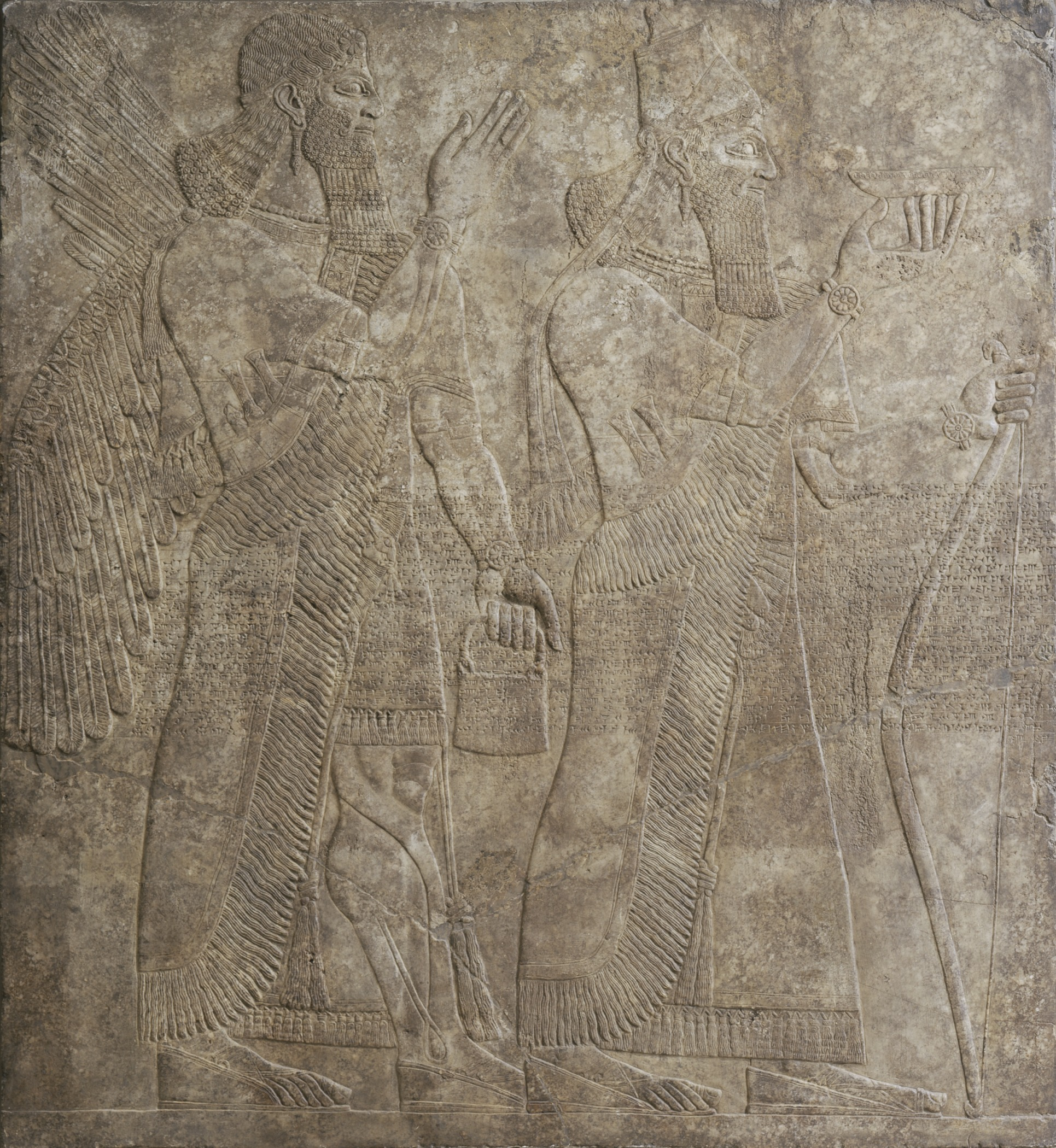
آشورناصربال الثاني وإله مجنح ، شمال العراق ، نمرود ، مرمر جبسي ، القرن التاسع قبل الميلاد
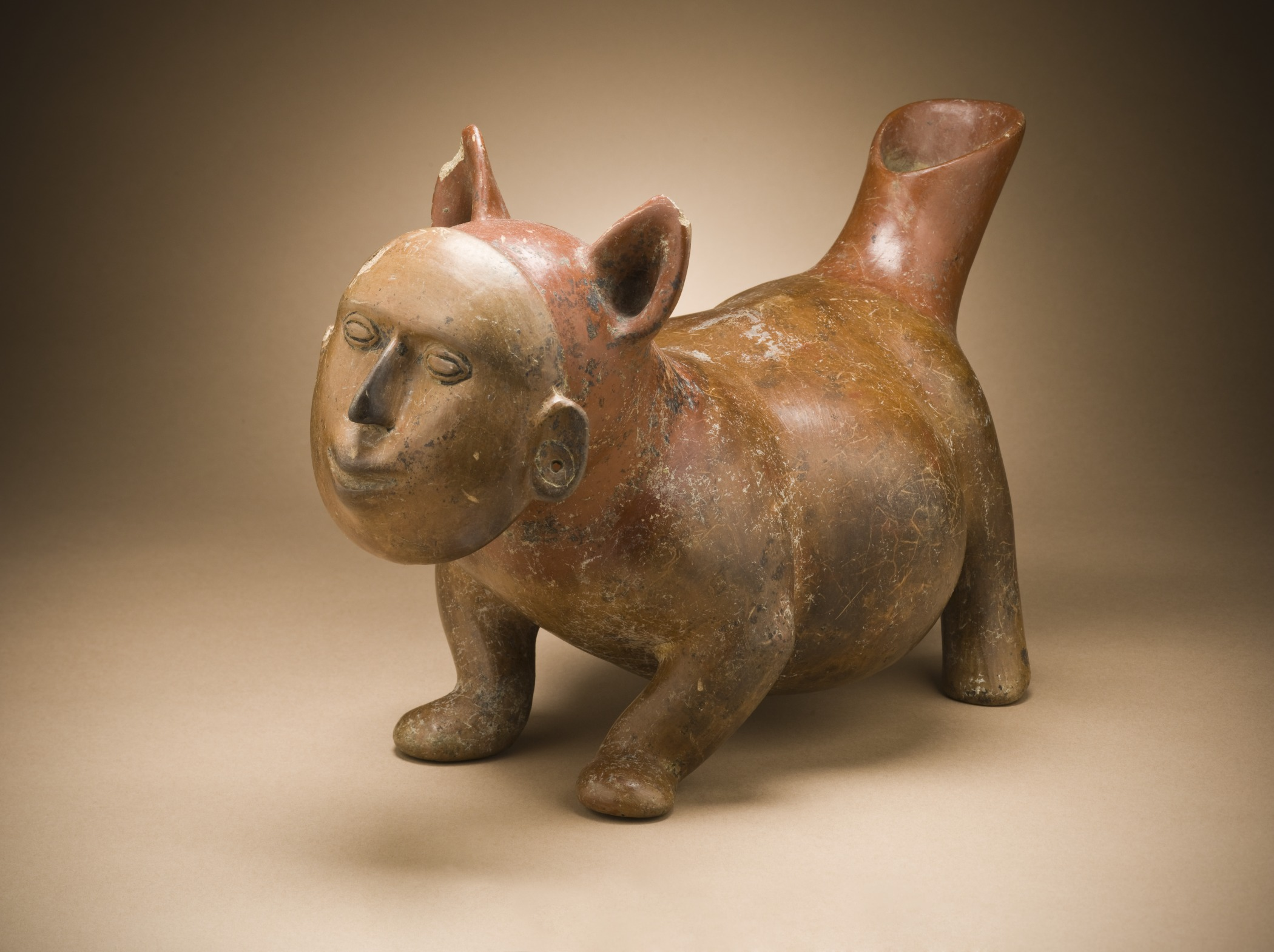
كلب مع قناع بشري ، المكسيك ، كوليما ، منحوتة خزفية ملونة ، 200 قبل الميلاد - 500 ميلادي
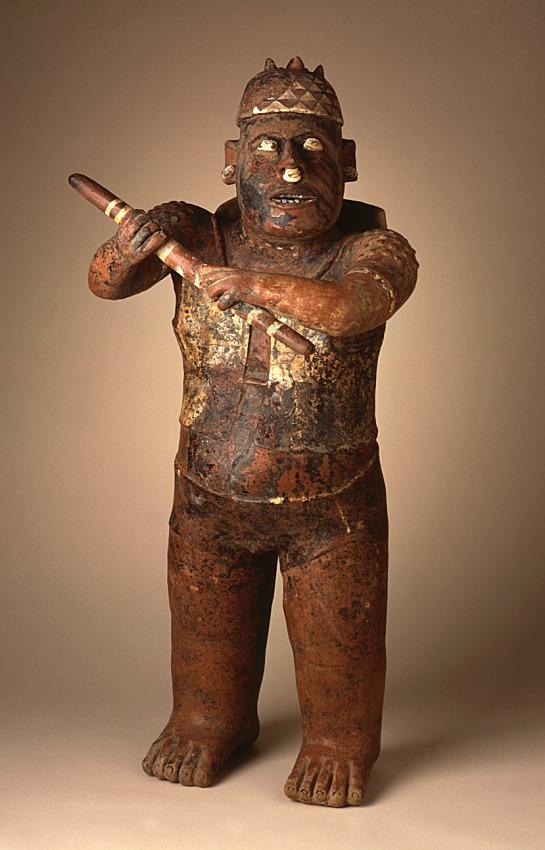
يقف المحارب ، المكسيك ، خاليسكو ، منحوتة خزفية مائلة للانزلاق ، حوالي 200 قبل الميلاد - 300 بعد الميلاد
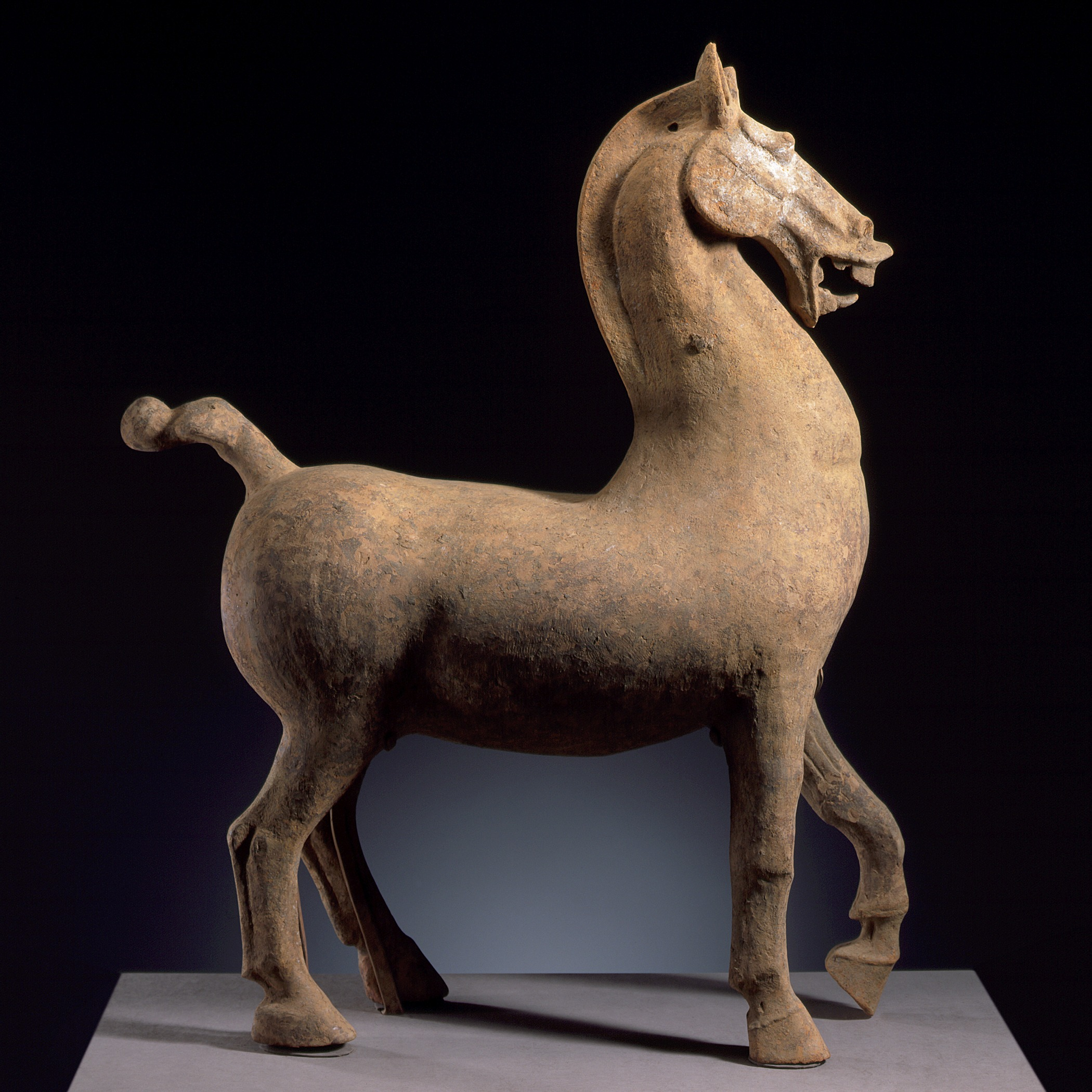
النحت الجنائزي لحصان ، الصين ، مقاطعة سيتشوان ، أسرة هان الشرقية ، منحوتة من الفخار المصبوب ، 25-220
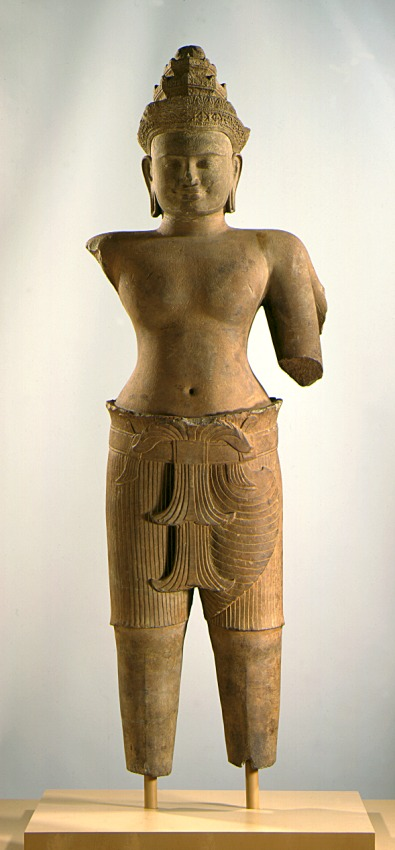
الإله الهندوسي فيشنو ، كمبوديا ، أنغكور ، قبل روب ، الحجر الرملي ، حوالي 950
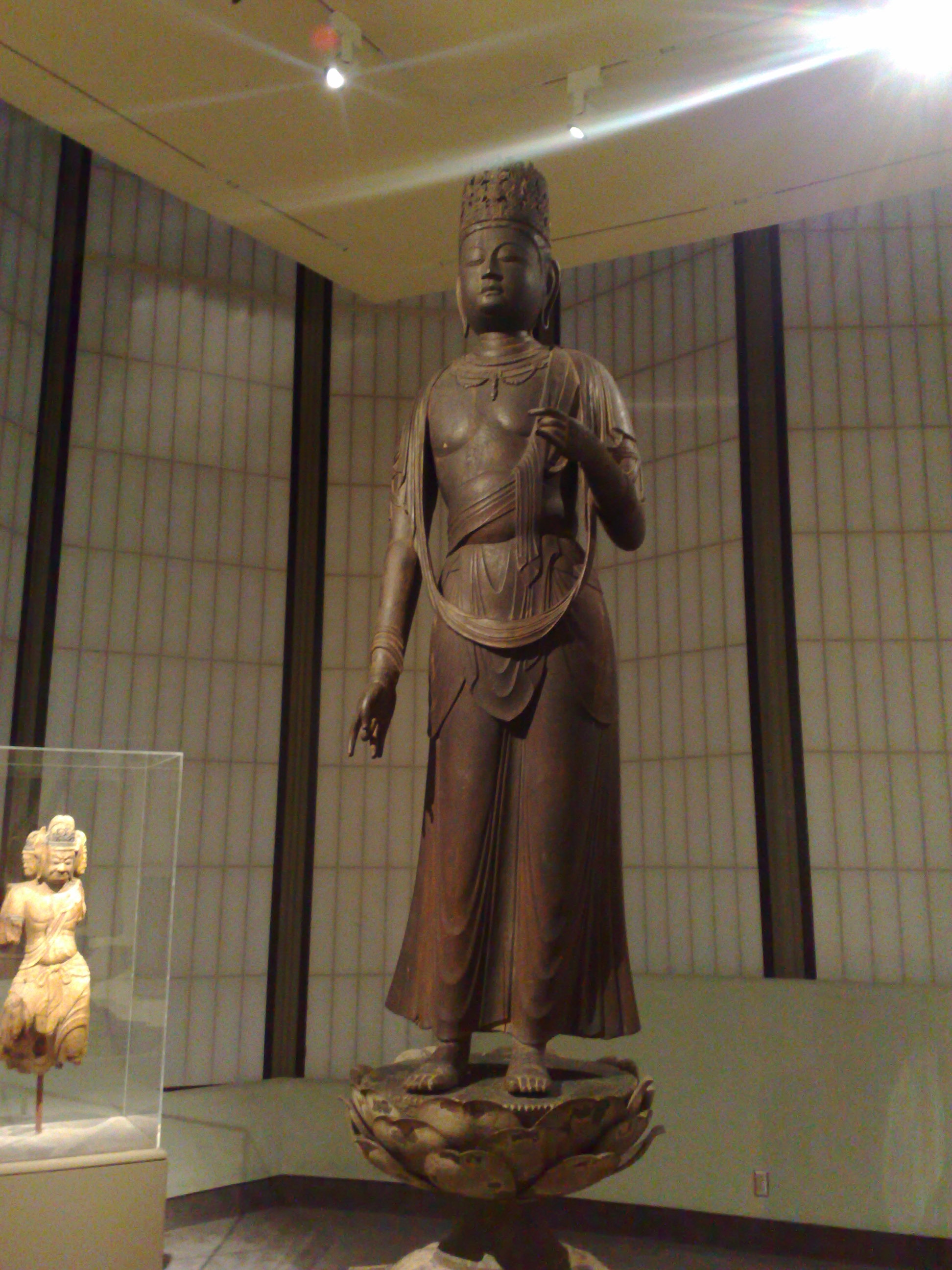
Kannon Bosatsu ، اليابان ، خشب منحوت ، القرن الثاني عشر
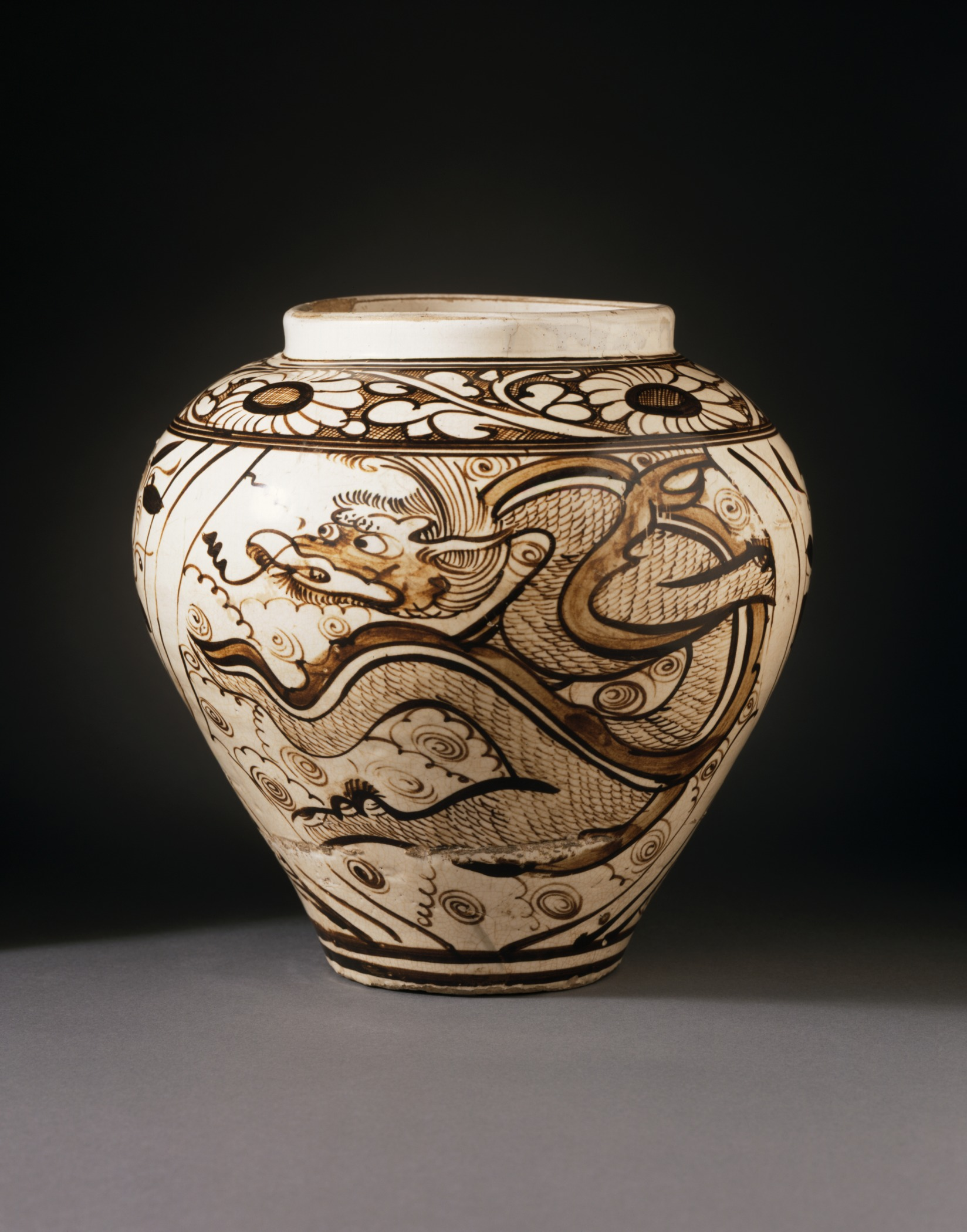
جرة (بينغ) مع التنين والسحب ، الصين ، مقاطعة خبي أو خنان ، سلالة يوان ، Cizhou Ware ، 1279-1368
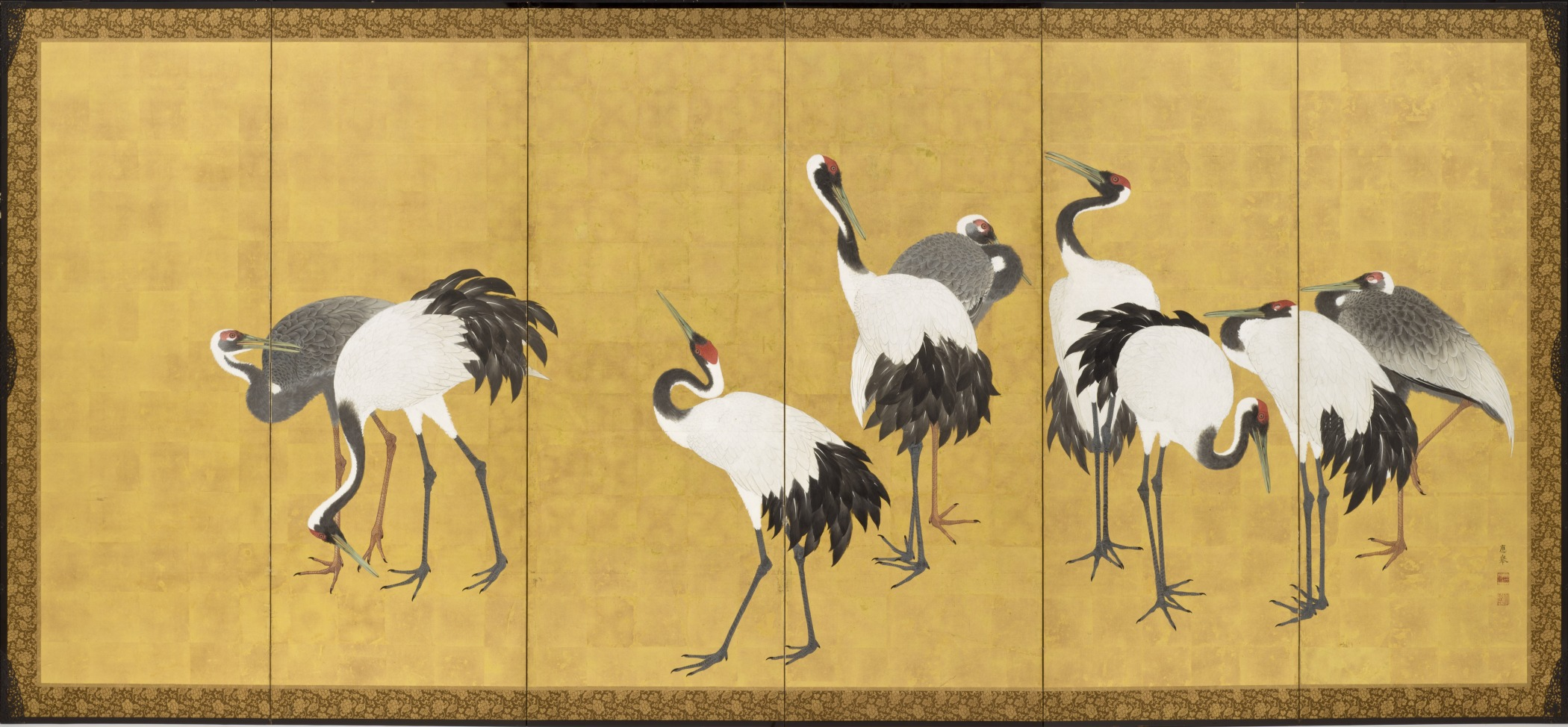
Maruyama Ōkyo ، الرافعات ، اليابان ، زوج من الشاشات المكونة من ست لوحات ؛ حبر ولون وورق ذهب على ورق ، 1772
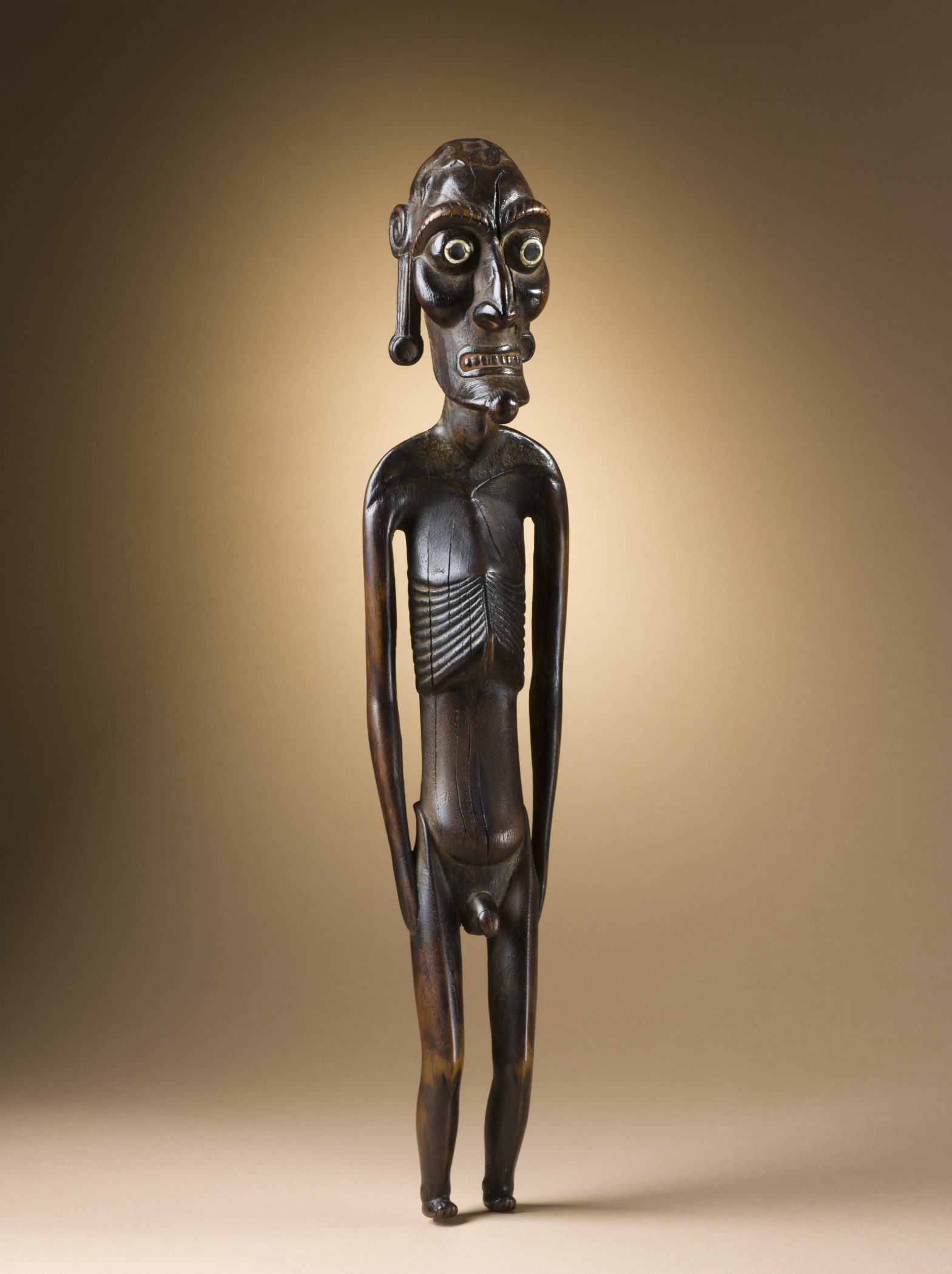
مجسم سلف (مواي كافاكافا) ، جزيرة إيستر (رابا نوي) ، خشب ، عظام طائر ، سبج ، وآثار من الصباغ ، حوالي عام 1830
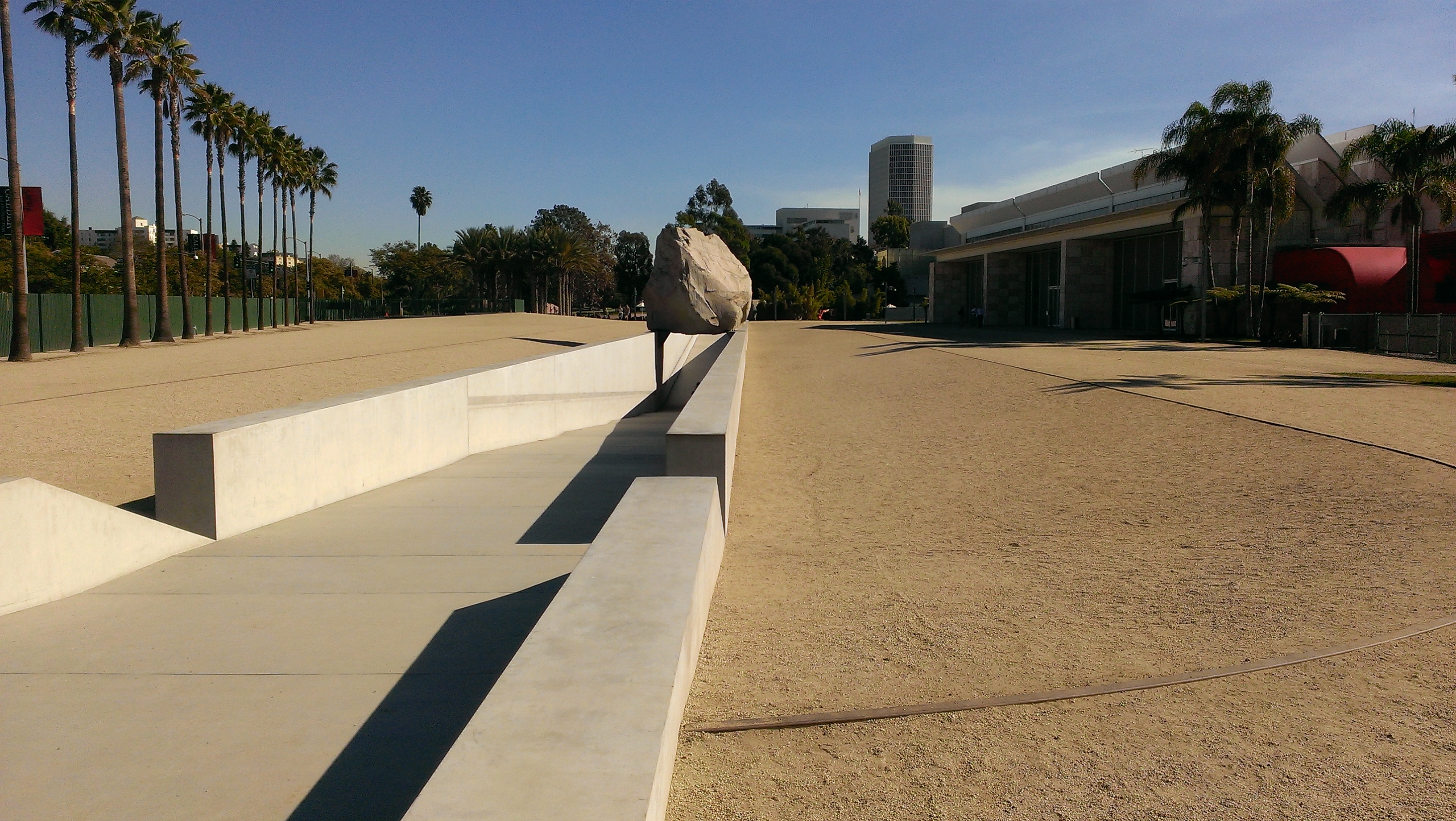
مايكل هايزر  [لغات أخرى]‏ ، القداس المرتفع  [لغات أخرى]‏ ، 2012